# Liste der Biografien/Vog
Liste der Biografien |
Portal Biografien |
Personensuche
# |
A |
B |
C |
D |
E |
F |
G |
H |
I |
J |
K |
L |
M |
N |
O |
P |
Q |
R |
S |
T |
U |
V |
W |
X |
Y |
Z |
?
 
Va |
Vd |
Ve |
Vh |
Vi |
Vj |
Vl |
Vn |
Vo |
Vr |
Vs |
Vt |
Vu |
Vy
 
Voa |
Vob |
Voc |
Vod |
Voe |
Vof |
Vog |
Voh |
Voi |
Voj |
Vok |
Vol |
Vom |
Von |
Voo |
Vop |
Vor |
Vos |
Vot |
Vou |
Vov |
Vow |
Vox |
Voy |
Voz
Die Liste der Biografien führt alle Personen auf, die in der deutschsprachigen Wikipedia einen Artikel haben. Dieses ist eine Teilliste mit 1096 Einträgen von Personen, deren Namen mit den Buchstaben „Vog“ beginnt.

## Vog

### Voga
- Vogan, David (* 1954), US-amerikanischer Mathematiker
- Voganjac, Draginja (* 1967), serbische Theaterschauspielerin
- Vogasari, Despoina (* 1995), griechische Tennisspielerin

### Vogd
- Vogd, Anne (* 1965), deutsche Kabarettistin, Karnevalistin und Kolumnistin
- Vogd, Werner (* 1963), deutscher Soziologe, Biologe und Anthropologe
- Vogdt, Eberhard (1902–1964), estnischer Segler
- Vogdt, Marion (* 1956), deutsche Politikerin (FDP), MdL

### Voge
- Vöge, Heinrich (1895–1954), deutscher Kapitän zur See (Ing.) der Kriegsmarine
- Vöge, Horst (* 1947), deutscher Politiker (SPD), MdL
- Voge, Ingo (* 1958), deutscher Bobsportler (DDR)
- Voge, Marco (* 1979), deutscher Politiker (CDU), MdLMarco Voge (* 1979)

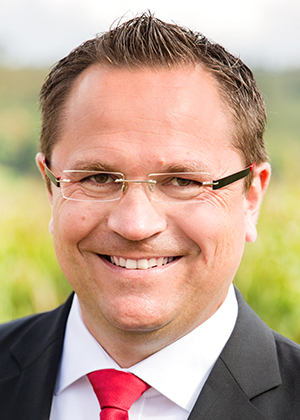
Marco Voge (* 1979)

- Voge, Otto (1419–1475), Bürgermeister von Stralsund
- Voge, Petra (* 1962), deutsche Skilangläuferin
- Vöge, Rasmus (* 1979), deutscher Politiker (CDU)
- Vöge, Waldemar (1901–1962), deutscher Landrat
- Vöge, Wilhelm (1868–1952), deutscher Kunsthistoriker
- Vöge, Wolfgang (* 1955), deutscher Fußballspieler

#### Voged
- Vogedes, Alois (1887–1956), deutscher Journalist und Schriftsteller
- Vogedes, Clara (1892–1983), deutsche Malerin
- Vogeding, Ralf (* 1957), deutscher Volkskundler

#### Vogel
- Vogel, altägyptischer König der 1. Dynastie

##### Vogel V
- Vogel von Falckenstein, Eduard (1797–1885), preußischer General der Infanterie
- Vogel von Falckenstein, Maximilian (1839–1917), preußischer General der Infanterie und Politiker
- Vogel von Frommannshausen, Hermann (1873–1953), sächsischer Amtshauptmann
- Vogel von Vogelstein, Carl Christian (1788–1868), deutscher MalerCarl Christian Vogel von Vogelstein (1788–1868)

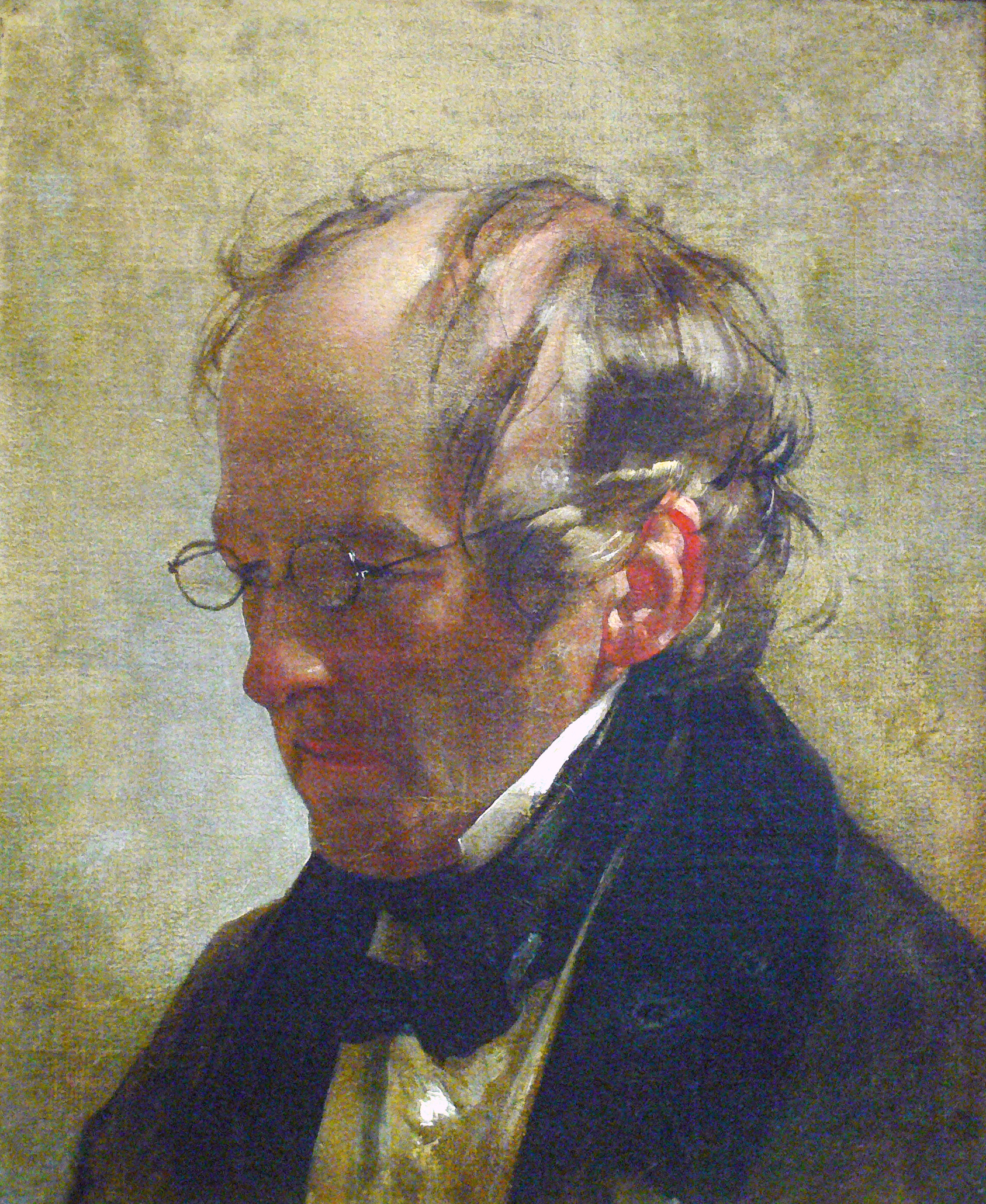
Carl Christian Vogel von Vogelstein (1788–1868)

##### Vogel, A – Vogel, Z

###### Vogel, A
- Vögel, Adolf (1891–1972), österreichischer Politiker (CS, VF, ÖVP), Landtagsabgeordneter, Mitglied des Bundesrates
- Vogel, Adolf (1895–1959), deutscher Maler, Grafiker und Kunstpädagoge
- Vogel, Adolf (1897–1969), deutsch-österreichischer Opernsänger (Bassbariton)
- Vogel, Adolph Friedrich (1748–1785), deutscher Arzt, Gynäkologe und Chirurg
- Vogel, Albert (1940–2021), deutscher Behindertenpädagoge
- Vogel, Alex (* 1999), Schweizer Radsportler
- Vogel, Alexander (1698–1756), deutscher Geistlicher und Abt
- Vogel, Alexander von (* 1975), deutscher Jurist und politischer Beamter
- Vogel, Alfred (1829–1890), deutscher Pädiater und Hochschullehrer
- Vogel, Alfred (1875–1938), deutscher Verwaltungsjurist und Ministerialbeamter
- Vogel, Alfred (1902–1996), Schweizer Heilpraktiker und Pharma-UnternehmerAlfred Vogel (1902–1996)

Alfred Vogel (1902–1996)

- Vogel, Alfred (1930–2019), deutscher Militär, Generalleutnant der LSK/LV der Nationalen Volksarmee
- Vogel, Alfred (* 1972), österreichischer Musiker
- Vogel, Allan (* 1944), US-amerikanischer Oboist und Musikpädagoge
- Vogel, Alois (1800–1865), deutscher katholischer Theologe, Kirchenhistoriker und Hochschullehrer
- Vogel, Alois (1922–2005), österreichischer Schriftsteller
- Vogel, Amos (1921–2012), US-amerikanischer Filmwissenschaftler und -kritiker österreichischer Herkunft
- Vogel, Andrea (1958–2021), Schweizer Extremsportler und Bergsteiger
- Vogel, Andreas (* 1929), deutscher Geophysiker
- Vogel, Andreas (* 1952), deutscher Liedermacher
- Vogel, Andreas (* 1960), deutscher Kommunikationswissenschaftler und Presseforscher
- Vogel, Anna (* 1981), deutsche Fotografin
- Vogel, Anna-Katharina (* 1996), deutsche Vielseitigkeitsreiterin
- Vogel, Annette (* 1963), deutsche Kunsthistorikerin und Kuratorin
- Vogel, Anthony (* 1964), deutsch-kanadischer Eishockeyspieler
- Vogel, Arthur (1868–1962), deutscher Handelsmann und Verleger
- Vogel, Artur K. (* 1953), Schweizer Journalist
- Vogel, Arwed (* 1965), deutscher Schriftsteller
- Vogel, Atef (* 1977), deutscher Judoka, Schauspieler und Choreograf
- Vogel, August (1817–1889), deutscher Chemiker und Hochschul-Professor
- Vogel, August (1859–1932), deutscher Bildhauer und Medailleur
- Vogel, August (1927–2015), deutscher Architekt
- Vogel, August Ludwig (* 1812), württembergischer Verwaltungsbeamter
- Vogel, Axel (* 1956), deutscher Politiker (Bündnis 90/Die Grünen), MdB, MdLAxel Vogel (* 1956)

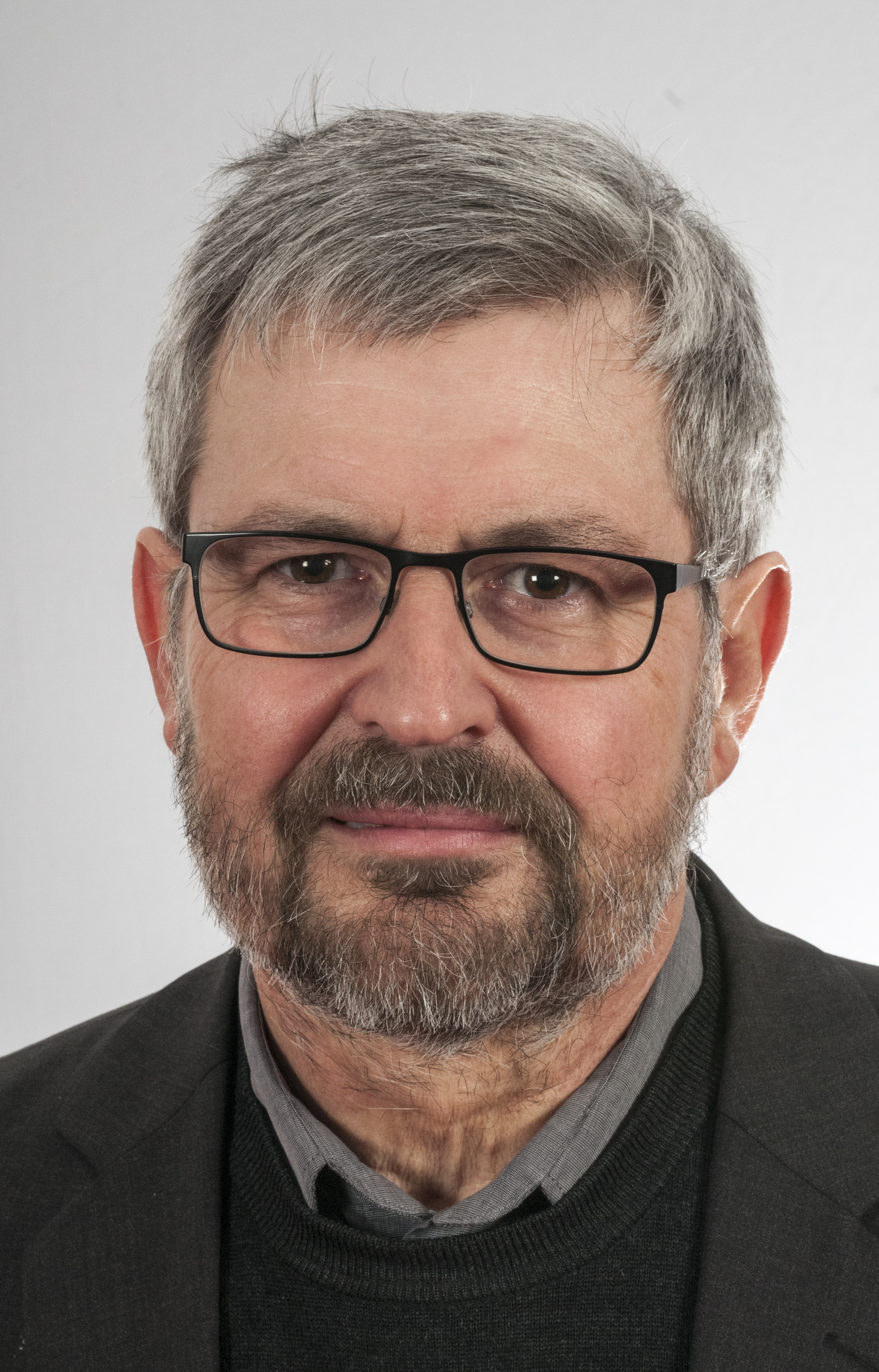
Axel Vogel (* 1956)

###### Vogel, B
- Vogel, Barbara (* 1940), deutsche Historikerin
- Vogel, Beatrix (* 1945), deutsche Philosophin
- Vogel, Benedict Christian (1745–1825), deutscher Mediziner und Hochschullehrer
- Vogel, Bernd (1948–2013), deutscher Fußballspieler
- Vogel, Bernhard (1683–1737), deutscher Kupferstecher
- Vogel, Bernhard (1882–1959), deutscher Politiker der CDU
- Vogel, Bernhard (1913–2000), österreichischer Politiker (SPÖ), Landtagsabgeordneter von Vorarlberg, Mitglied des Bundesrates
- Vogel, Bernhard (1932–2025), deutscher Politiker (CDU), MdL, MdBBernhard Vogel (1932–2025)

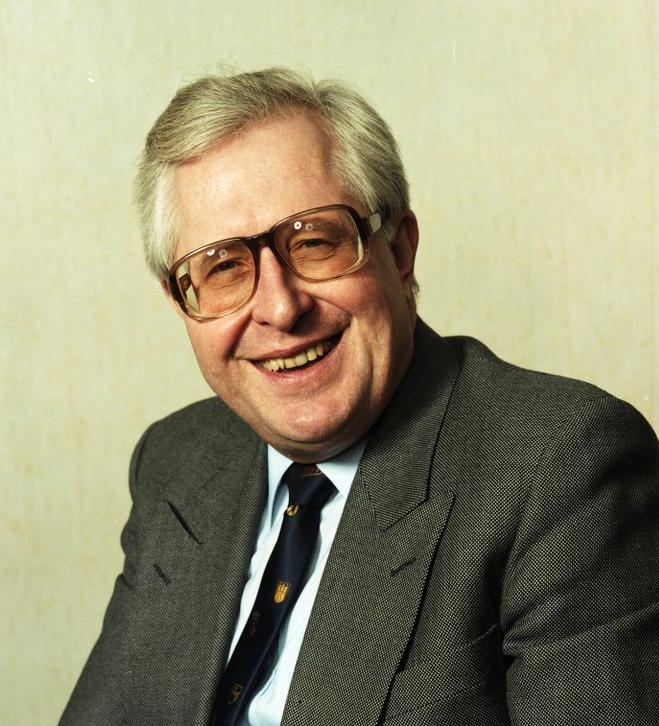
Bernhard Vogel (1932–2025)

- Vogel, Bernhard (* 1961), österreichischer Maler und Grafiker
- Vogel, Berthold (* 1963), deutscher Soziologe
- Vogel, Bianca (* 1961), deutsche Dressurreiterin
- Vogel, Bodo Martin (1900–1954), deutscher Schriftsteller und Übersetzer
- Vogel, Bonifaz (1912–2004), deutscher Benediktinermönch, Abt
- Vogel, Bruno (1898–1987), deutscher Schriftsteller
- Vogel, Burkhard (* 1964), deutscher Biologe und politischer Beamter (Bündnis 90/Die Grünen)

###### Vogel, C
- Vogel, C. Wolfgang (* 1946), deutscher Verwaltungsjurist
- Vogel, Carl (1798–1864), deutscher Arzt, letzter Hausarzt Goethes
- Vogel, Carl (1828–1897), deutscher Topograph und Kartograph
- Vogel, Carl (1850–1911), Schweizer Unternehmer, Papierfabrikant und Politiker
- Vogel, Carl (1923–2006), deutscher Kunsthistoriker und Kunstsammler
- Vogel, Carl Adolf (1906–1993), deutscher Unternehmer
- Vogel, Carola (* 1966), deutsche Ägyptologin
- Vogel, Catherine (* 1981), deutsche Radiomoderatorin und Sprecherin
- Vogel, Christa (1943–2005), deutsche Übersetzerin
- Vogel, Christa Frieda (* 1960), deutsche Fotografin
- Vogel, Christel (* 1959), deutsche Politikerin (CDU), MdL
- Vogel, Christian (1933–1994), deutscher Anthropologe und Soziobiologe
- Vogel, Christian (* 1969), deutscher Kulturpolitiker (SPD)
- Vogel, Christian (* 1981), deutscher Fernsehjournalist, Drehbuchautor und Filmregisseur
- Vogel, Christian Daniel (1789–1852), nassauischer Historiker und Topograf
- Vogel, Christian Georg Karl (1760–1819), deutscher Kanzleibeamter; Diener von Johann Wolfgang von Goethe
- Vogel, Christian Leberecht (1759–1816), deutscher Maler
- Vogel, Christiane (1926–2006), deutsche Schriftstellerin
- Vogel, Christine (* 1973), deutsche Historikerin
- Vogel, Christoph (1554–1608), deutscher evangelischer Pfarrer und Topograph
- Vogel, Claus (1933–2012), deutscher Indologe und Tibetologe
- Vogel, Claus (* 1945), deutscher HNO-Arzt und Medizinfunktionär
- Vogel, Cornelia Johanna de (1905–1986), niederländische Philosophiehistorikerin und Theologin
- Vogel, Cristian (* 1972), britischer Techno-DJ und Musiker
- Vogel, Cyril John (1905–1979), US-amerikanischer Geistlicher, römisch-katholischer Bischof von Salina
- Vogel, Cyrille (1919–1982), französischer römisch-katholischer Liturgiewissenschaftler

###### Vogel, D
- Vogel, Dan (* 1955), US-amerikanischer Sachbuchautor, der über das Mormonentum publiziert
- Vogel, Darlene (* 1962), US-amerikanische Filmschauspielerin
- Vogel, David (1744–1808), Schweizer Architekt, Architekturtheoretiker und Politiker
- Vogel, David (1891–1944), österreichischer Dichter, Romanautor und Tagebuchschreiber in hebräischer Sprache
- Vogel, Debora (1900–1942), polnische Philosophin und DichterinDebora Vogel (1900–1942)

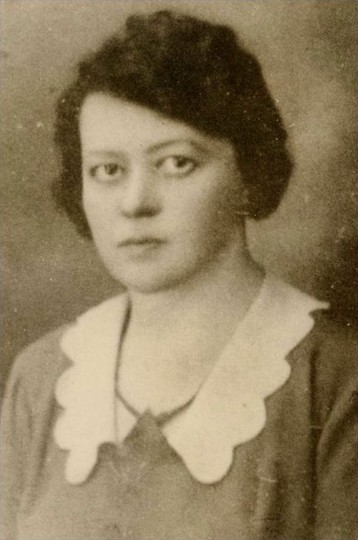
Debora Vogel (1900–1942)

- Vogel, Derek (* 1974), US-amerikanisch-deutscher Basketballspieler
- Vogel, Dieter (* 1931), deutscher Volkswirt, Journalist und Staatssekretär (CDU)
- Vogel, Dieter (* 1940), deutscher Fußballspieler
- Vogel, Dieter H. (* 1941), deutscher Unternehmer
- Vogel, Dirk (* 1969), deutscher Basketballspieler
- Vogel, Dirk (* 1977), deutscher Politiker (SPD)

###### Vogel, E
- Vogel, Eberhard (* 1943), deutscher Fußballspieler und -trainer
- Vogel, Eduard (1804–1868), deutscher Apotheker und Politiker
- Vogel, Eduard (* 1829), deutscher Afrikaforscher
- Vogel, Eduard (1831–1919), deutscher Veterinärmediziner
- Vogel, Egon (1908–1993), deutscher Schauspieler und Sänger (Tenor)
- Vogel, Elfriede Luise (* 1922), deutsche Bildhauerin und Dichterin
- Vogel, Elias, sächsischer Hofbeamter, Dresdner Ratsherr und Bürgermeister
- Vogel, Elisabeth (* 1969), österreichische FernsehmoderatorinElisabeth Vogel (* 1969)

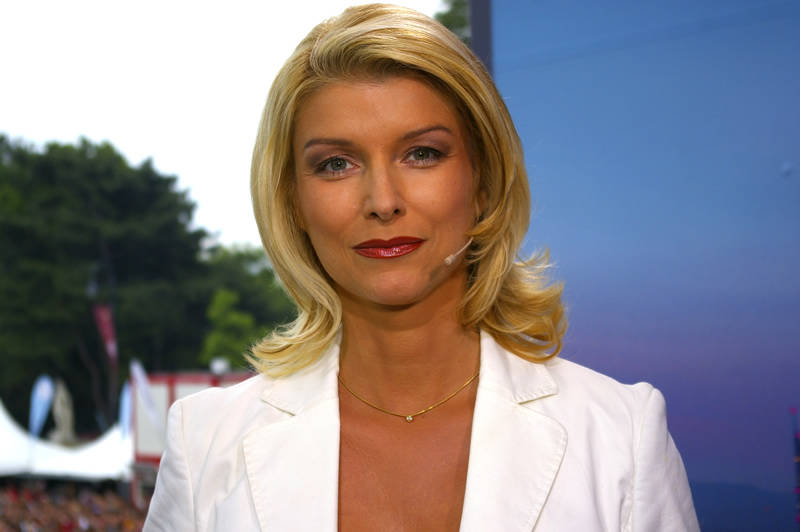
Elisabeth Vogel (* 1969)

- Vogel, Elise (* 1895), lettische Schachspielerin
- Vogel, Ellinor (1913–1965), deutsche Schauspielerin
- Vogel, Emanuel (1927–2011), deutscher Chemiker
- Vogel, Emanuel Hugo (1875–1946), österreichischer Wirtschaftswissenschaftler
- Vogel, Emil (1859–1908), deutscher Musikwissenschaftler
- Vogel, Emil (1894–1985), deutscher Offizier, zuletzt General der Gebirgstruppe im Zweiten Weltkrieg
- Vogel, Emil Ferdinand (1801–1852), deutscher Jurist, Philologe und Rechtshistoriker in Leipzig
- Vogel, Emily (* 1998), deutsche HandballspielerinEmily Vogel (* 1998)

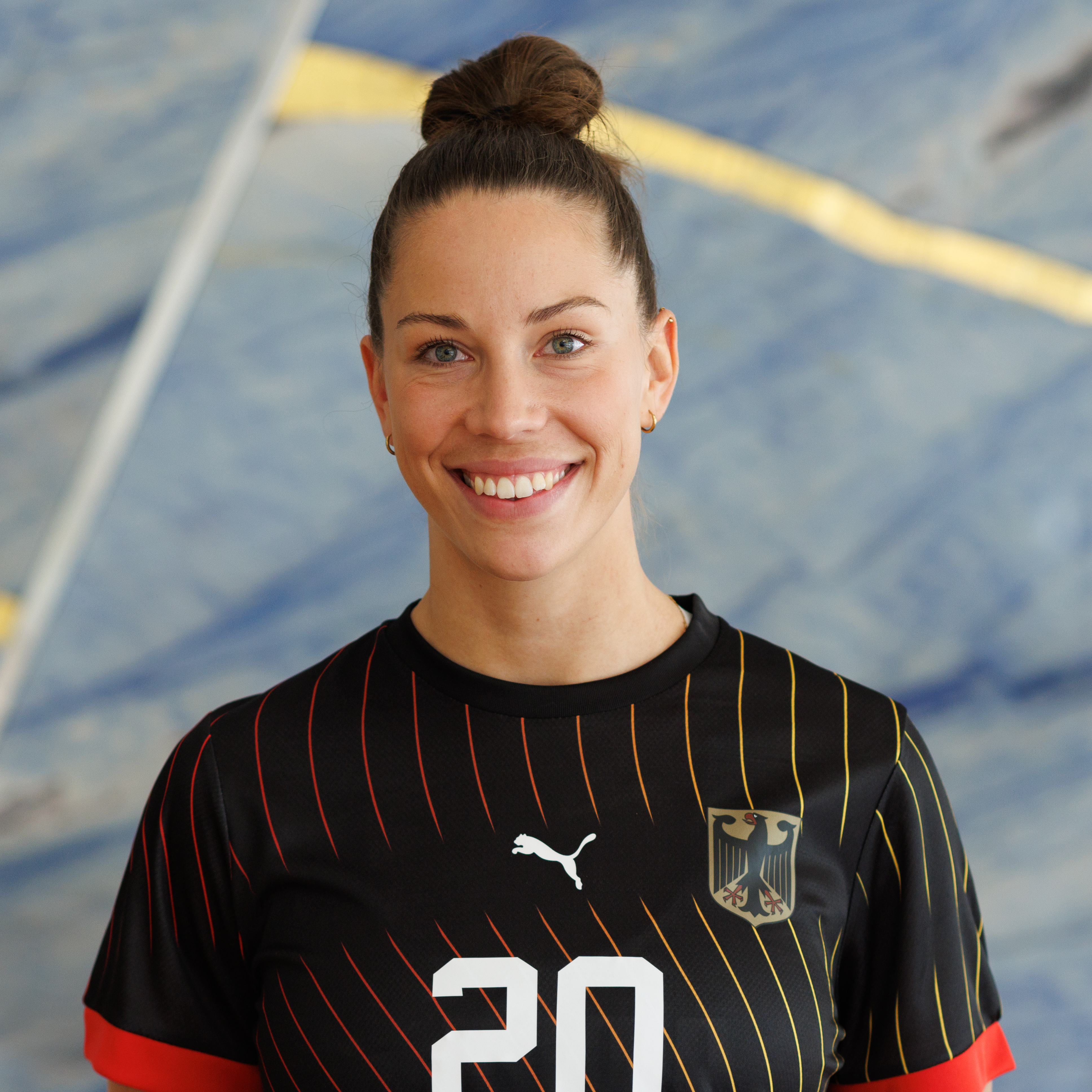
Emily Vogel (* 1998)

- Vogel, Erhard Friedrich (1750–1823), Gönner des Schriftstellers Jean Paul
- Vogel, Éric (* 1970), französischer Fußballspieler
- Vogel, Erich (1895–1943), deutscher Widerstandskämpfer gegen den Nationalsozialismus
- Vogel, Erich (* 1939), Schweizer Fussballtrainer und Manager
- Vogel, Erika (1907–1998), deutsche Journalistin
- Vogel, Ernst (1810–1879), deutscher Lehrer und Mitglied der Frankfurter Nationalversammlung
- Vogel, Ernst (1894–1970), deutscher Maler
- Vogel, Ernst Gustav (1797–1874), deutscher Hauslehrer, Bibliograf und Sekretär der Königlichen Öffentlichen Bibliothek in Dresden

###### Vogel, F
- Vogel, F. Rudolf (1849–1926), deutscher Architekt, Architekturschriftsteller
- Vogel, Felix (1928–2002), deutscher Fußballspieler und -trainer
- Vogel, Florian (* 1974), deutscher Dramaturg und künstlerischer Leiter
- Vogel, Florian (* 1981), deutscher Koch
- Vogel, Florian (* 1982), Schweizer Mountainbiker
- Vogel, Florian (* 1994), deutscher Schwimmer
- Vogel, Frank (1929–1999), deutscher Filmregisseur und Drehbuchautor
- Vogel, Frank (* 1957), deutscher Politiker (CDU), Landrat der Erzgebirgskreises
- Vogel, Frank (* 1963), deutscher Fußballspieler
- Vogel, Frank (* 1973), US-amerikanischer Basketballtrainer
- Vogel, Franz (1850–1926), deutscher Minoritenpater und Guardian
- Vogel, Franz (1883–1956), deutscher Filmproduzent
- Vogel, Franz Anton (1720–1777), deutscher Stuckateur der Wessobrunner Schule
- Vogel, Franz Joseph († 1756), deutscher Stuckateur und Baumeister
- Vogel, Friedemann (* 1979), deutscher Tänzer, Choreograf und Produzent
- Vogel, Friedemann (* 1983), deutscher Linguist
- Vogel, Friederike (* 1850), deutsche Malerin der Düsseldorfer Schule
- Vogel, Friedhart (* 1941), deutscher evangelischer Geistlicher
- Vogel, Friedrich (1829–1895), deutscher Kupferstecher
- Vogel, Friedrich (1862–1923), österreichischer Jurist und Politiker
- Vogel, Friedrich (1902–1976), deutscher Verleger und Wirtschaftsjournalist
- Vogel, Friedrich (1925–2006), deutscher Humangenetiker
- Vogel, Friedrich (1929–2005), deutscher Politiker (CDU), MdB
- Vogel, Friedrich Carl (1806–1865), deutscher Lithograf und Fotograf in Frankfurt/Main und Venedig
- Vogel, Friedrich Christian (1800–1882), deutscher Pfarrer, Schriftsteller, Dichter und Politiker
- Vogel, Friedrich Christian Wilhelm (1776–1842), deutscher Buchhändler, Verleger und Drucker
- Vogel, Friedrich von (1775–1846), preußischer Generalmajor
- Vogel, Friedrich von (1828–1889), preußischer Generalleutnant
- Vogel, Fritz Franz (* 1957), Schweizer Fotograf

###### Vogel, G
- Vogel, Gaston (1937–2024), luxemburgischer Anwalt und AutorGaston Vogel (1937–2024)

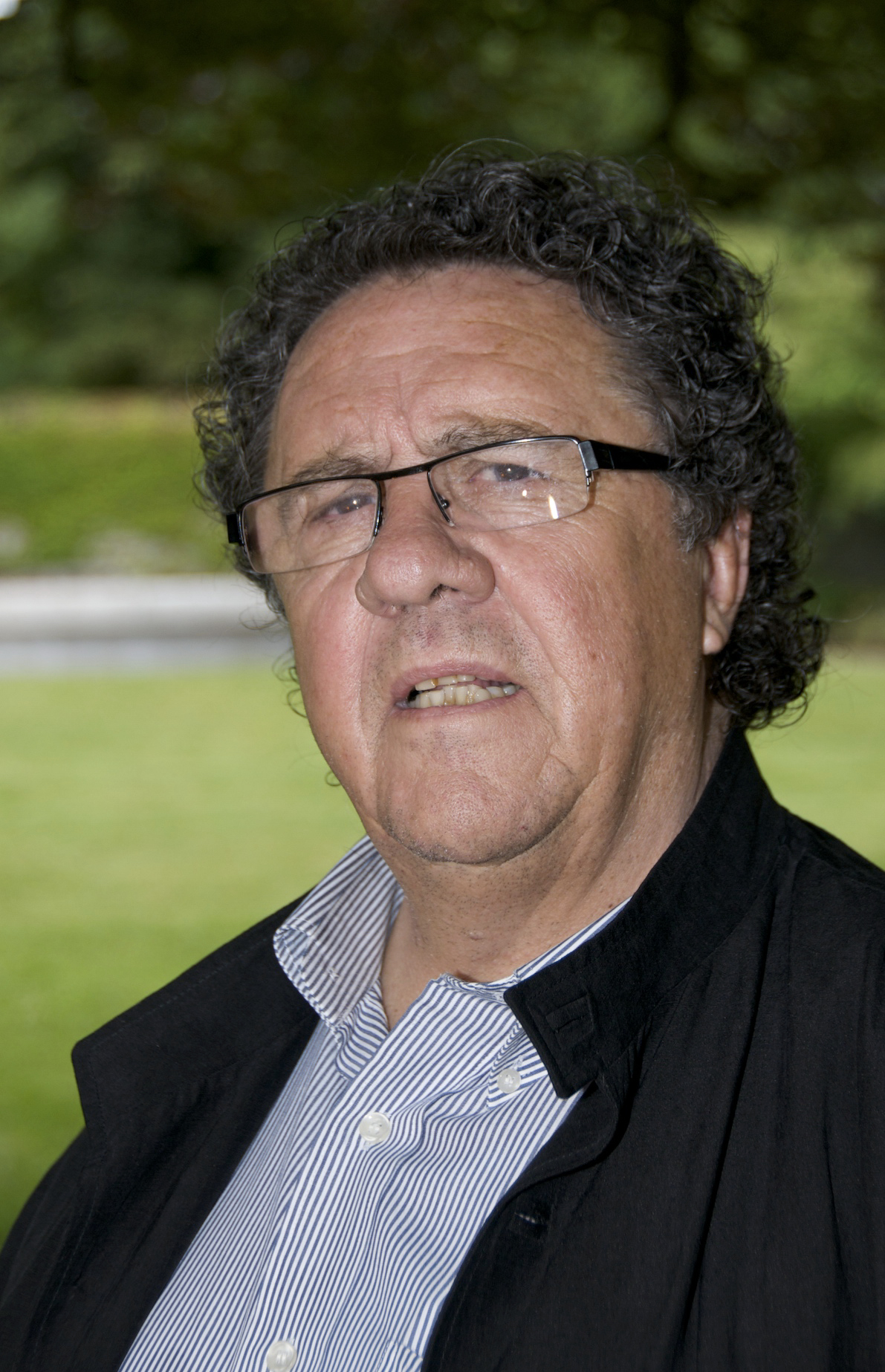
Gaston Vogel (1937–2024)

- Vogel, Georg (1903–1992), deutscher Diplomat
- Vogel, Georg Friedrich (1926–2007), deutscher Staatsanwalt
- Vogel, Georg Johann Ludwig (1742–1776), deutscher Orientalist und evangelischer Theologe
- Vogel, Georg Joseph (1790–1856), deutscher Richter, hessischer Politiker und Abgeordneter
- Vogel, Georg von (1796–1855), badischer Verwaltungsbeamter und Landtagsabgeordneter
- Vogel, Georg Wilhelm (1743–1813), Bürgermeister in Jena
- Vogel, Gerd-Helge (* 1951), deutscher Kunsthistoriker, Privatdozent und Gastprofessor für Kunstgeschichte
- Vogel, Gerhard (1921–2012), deutscher Schriftsteller
- Vogel, Gerhard (1944–2022), österreichischer Sozial- und Wirtschaftswissenschaftler
- Vogel, Gerhard Franz (1892–1956), deutscher Postbeamter und Kommunalpolitiker
- Vogel, Gernot (* 1963), deutscher Herpetologe
- Vogel, Grete (1891–1970), deutsche Arbeiter-Funktionärin und Politikerin (SPD), MdBB
- Vogel, Günter (1934–2011), deutscher Mediziner

###### Vogel, H
- Vogel, Hannes (1938–2023), Schweizer Objekt- und Videokünstler sowie Maler
- Vogel, Hanns (1912–2005), deutscher Schriftsteller, Dramaturg und Theaterleiter
- Vogel, Hans (1881–1945), deutscher Holzbildhauer und Politiker (SPD), MdR
- Vogel, Hans (1887–1955), deutscher Politiker (NSDAP), MdR, Polizeipräsident und SA-Führer
- Vogel, Hans (1897–1973), deutscher Kunsthistoriker
- Vogel, Hans (1900–1980), deutscher Tropenmediziner und Parasitologe
- Vogel, Hans (1900–1941), deutscher Architekt
- Vogel, Hans Christoph (* 1942), deutscher Wirtschafts- und Sozialwissenschaftler, Managementtrainer und Professor für Organisationslehre an der Fachhochschule Niederrhein
- Vogel, Hans Rüdiger (1935–2023), deutscher Pharmafunktionär
- Vogel, Hans Ulrich (* 1954), Schweizer Sinologe und Hochschullehrer
- Vogel, Hans-Dieter (1933–2021), deutscher politischer Beamter
- Vogel, Hans-Georg (1910–1994), deutscher Fußballtrainer und Gymnasiallehrer
- Vogel, Hans-Jochen (1926–2020), deutscher Politiker (SPD), MdA, MdBHans-Jochen Vogel (1926–2020)

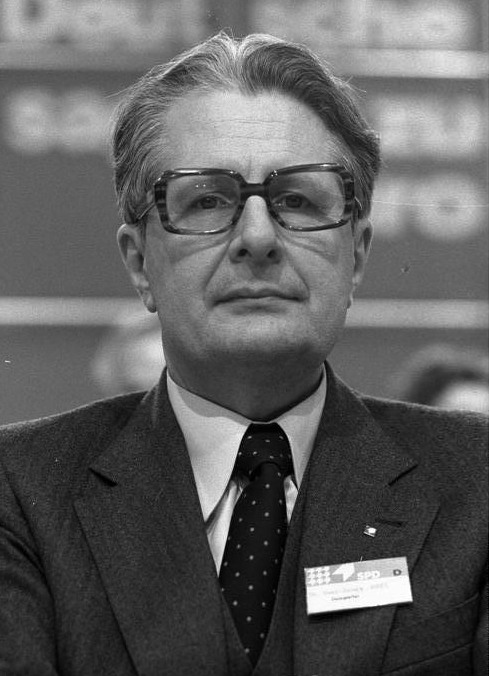
Hans-Jochen Vogel (1926–2020)

- Vogel, Hans-Jochen (1943–2005), deutscher Friedensaktivist und Pfarrer
- Vogel, Hans-Josef (* 1956), deutscher Politiker (CDU)
- Vogel, Hansjörg (* 1951), Schweizer Theologe, ehemaliger Bischof von Basel
- Vogel, Harald (* 1941), deutscher Organist und Hochschullehrer
- Vogel, Hartmut (1936–1991), deutscher Beamter
- Vogel, Heidi (* 1951), deutsche Malerin und Grafikerin
- Vogel, Heidi, britische Jazzsängerin
- Vogel, Heiko (* 1975), deutscher FußballtrainerHeiko Vogel (* 1975)

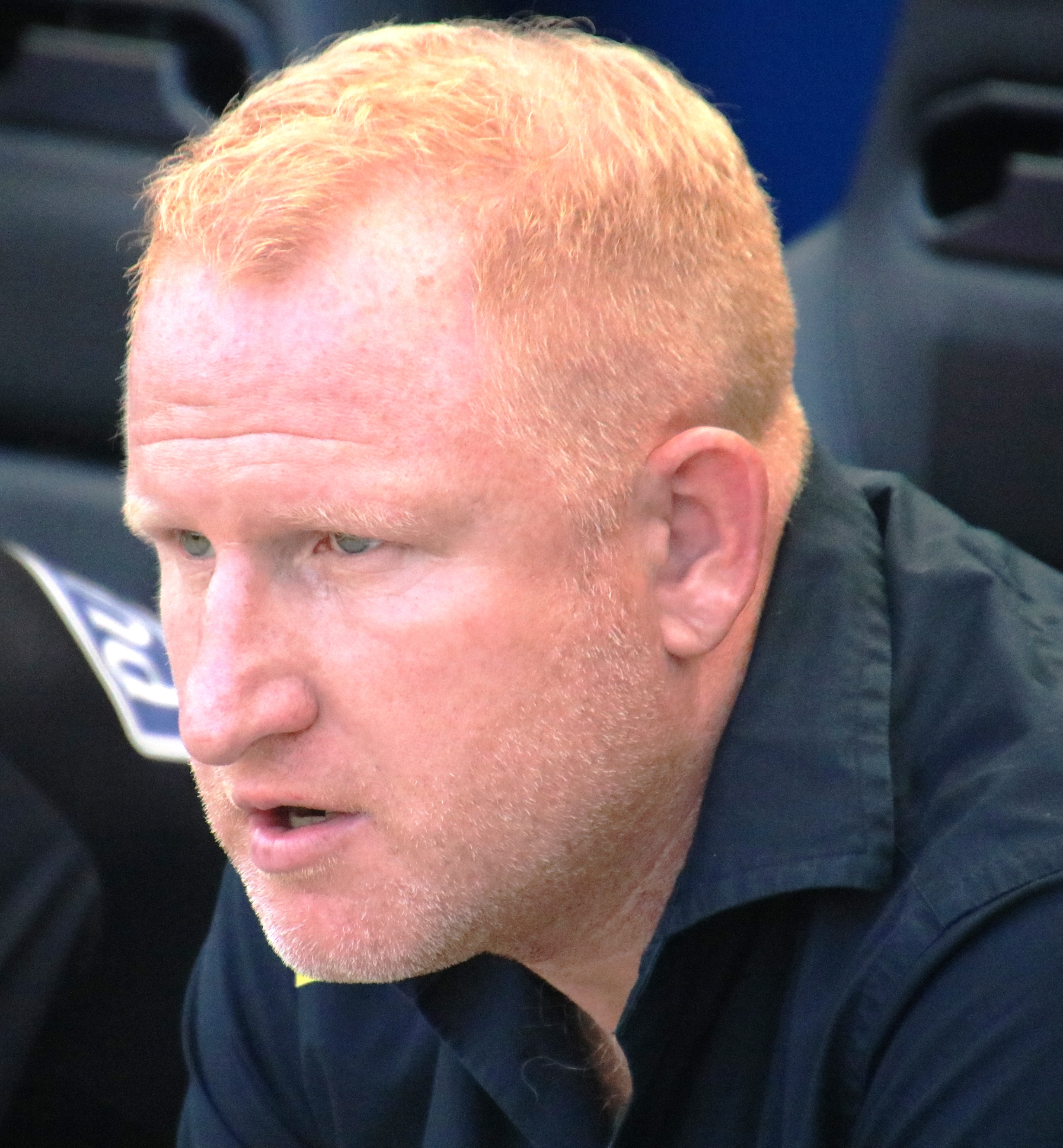
Heiko Vogel (* 1975)

- Vogel, Heiner (1925–2014), deutscher Grafiker und Holzstecher sowie Autor
- Vogel, Heinrich (1856–1934), deutscher Bergwerksdirektor und Politiker (NLP), MdR
- Vogel, Heinrich (1879–1960), deutscher Lehrer und Schriftsteller
- Vogel, Heinrich (1901–1958), deutscher Agrarwissenschaftler und SS-Führer
- Vogel, Heinrich (1901–1982), deutscher Maler und bildender Künstler
- Vogel, Heinrich (1902–1989), deutscher evangelischer Theologe, Professor für systematische Theologie, Dichter und Komponist
- Vogel, Heinrich (1912–1997), deutscher Landwirt und Politiker (CSU), MdL Bayern
- Vogel, Heinrich (1932–1977), deutscher marxistischer Philosoph
- Vogel, Heinrich (1937–2014), deutscher Ökonom, Politologe und Osteuropaspezialist
- Vogel, Heinrich August von (1778–1867), deutscher Chemiker
- Vogel, Heinrich Otto (1898–1994), deutscher Architekt
- Vogel, Heinz (1898–1977), deutscher Heimatmaler
- Vogel, Heinz (1922–1994), deutscher Sportjournalist
- Vogel, Helmut (1925–1999), deutscher Komponist, Pianist und Klavierpädagoge
- Vogel, Helmut (1929–1997), deutscher Physiker
- Vogel, Henriette (1780–1811), Freundin Heinrich von Kleists
- Vogel, Hermann (1824–1904), deutscher Kunsthändler und Fotograf
- Vogel, Hermann (1854–1921), deutscher Maler und Illustrator
- Vogel, Hermann (1856–1918), deutsch-französischer Maler und Illustrator
- Vogel, Hermann (* 1892), deutscher Landrat
- Vogel, Hermann (1895–1974), deutscher Tiermediziner
- Vogel, Hermann (* 1934), deutscher Apotheker
- Vogel, Hermann Carl (1841–1907), deutscher Astrophysiker
- Vogel, Hermann Wilhelm (1834–1898), deutscher Fotochemiker
- Vogel, Holm (* 1939), deutscher Organist und Kirchenmusiker
- Vogel, Horst (1931–2023), deutscher Geheimdienstler
- Vogel, Hugo (1855–1934), deutscher Maler
- Vogel, Hugo (* 2004), französischer Fußballspieler

###### Vogel, I
- Vogel, Ilse-Margret (1914–2001), deutsch-US-amerikanische Schriftstellerin
- Vogel, Ingo (* 1963), deutscher Sachbuchautor
- Vogel, Ingo (* 1976), deutscher Politiker (SPD), Bundestagsabgeordneter

###### Vogel, J
- Vogel, Jacob Leonhard (1729–1798), deutscher evangelisch-lutherischer Geistlicher
- Vogel, Jakob (1816–1899), Schweizer Dichter und Druckereibesitzer
- Vogel, Jakob (* 1963), deutscher Historiker und Hochschullehrer
- Vogel, Jakob Leonhard (1694–1781), deutscher Chirurg
- Vogel, Janka (* 1988), deutsche Rumänistin
- Vogel, Jean Philippe (1871–1958), niederländischer Indologe
- Vogel, Jephté (* 2002), Schweizer Kugelstoßer
- Vogel, Jesko (1974–2021), deutscher Politiker (Freie Wähler, SPD)
- Vogel, Joachim (1931–1984), deutscher Fußballspieler
- Vogel, Joachim (* 1954), deutscher Radsportler
- Vogel, Joachim (1963–2013), deutscher Strafrechtswissenschaftler
- Vogel, Jochen (* 1964), deutscher Harfenist
- Vogel, Joe (* 1973), US-amerikanisch-libanesischer Basketballspieler
- Vogel, Johann (* 1977), Schweizer Fußballspieler und FußballtrainerJohann Vogel (* 1977)

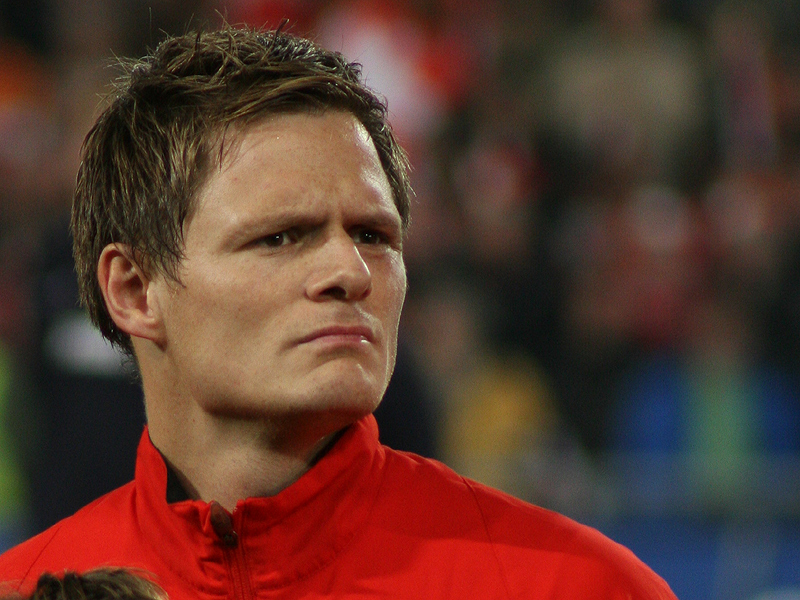
Johann Vogel (* 1977)

- Vogel, Johann Anton von (1743–1800), österreichischer Staatsbeamter
- Vogel, Johann Christoph († 1788), deutscher Komponist
- Vogel, Johann Conrad (1656–1721), Oberpfälzer Orgelbauer
- Vogel, Johann Georg (1739–1826), deutscher evangelischer Geistlicher und Bienenzüchter
- Vogel, Johann Heinrich (1862–1930), deutscher Chemiker, Landwirtschaftswissenschaftler und Hochschullehrer
- Vogel, Johann Jakob (1660–1729), deutscher Theologe und Historiker
- Vogel, Johann Jakob († 1727), deutscher Stuckateur
- Vogel, Johann Karl Christoph (1795–1862), deutscher Theologe und Pädagoge
- Vogel, Johann Konrad (1796–1883), Linzer Ehrenbürger, österreichischer Zuckerbäcker
- Vogel, Johann Nicolaus von (1686–1760), österreichischer Staatsbeamter und Bibliograph
- Vögel, Johann Peter (1852–1936), österreichischer Politiker
- Vogel, Johann Philipp Albert (1814–1886), deutscher Holzschneider
- Vogel, Johann Rudolf (1810–1891), Schweizer Politiker und Landwirt
- Vogel, Johann von (1798–1870), deutscher Jurist und Politiker
- Vogel, Johann Wilhelm (1657–1723), deutscher Ostindien-Fahrer, Berginspektor und Schriftsteller
- Vogel, Johannes (1589–1663), deutscher Theologe (evangelisch) und Lyriker
- Vogel, Johannes (1873–1933), deutscher evangelischer Geistlicher
- Vogel, Johannes (* 1875), deutscher Sportpädagoge
- Vogel, Johannes (1895–1962), deutscher Schriftsteller
- Vogel, Johannes (1928–2017), deutscher Diplomat, Botschafter der DDR
- Vogel, Johannes (* 1963), deutscher BotanikerJohannes Vogel (* 1963)

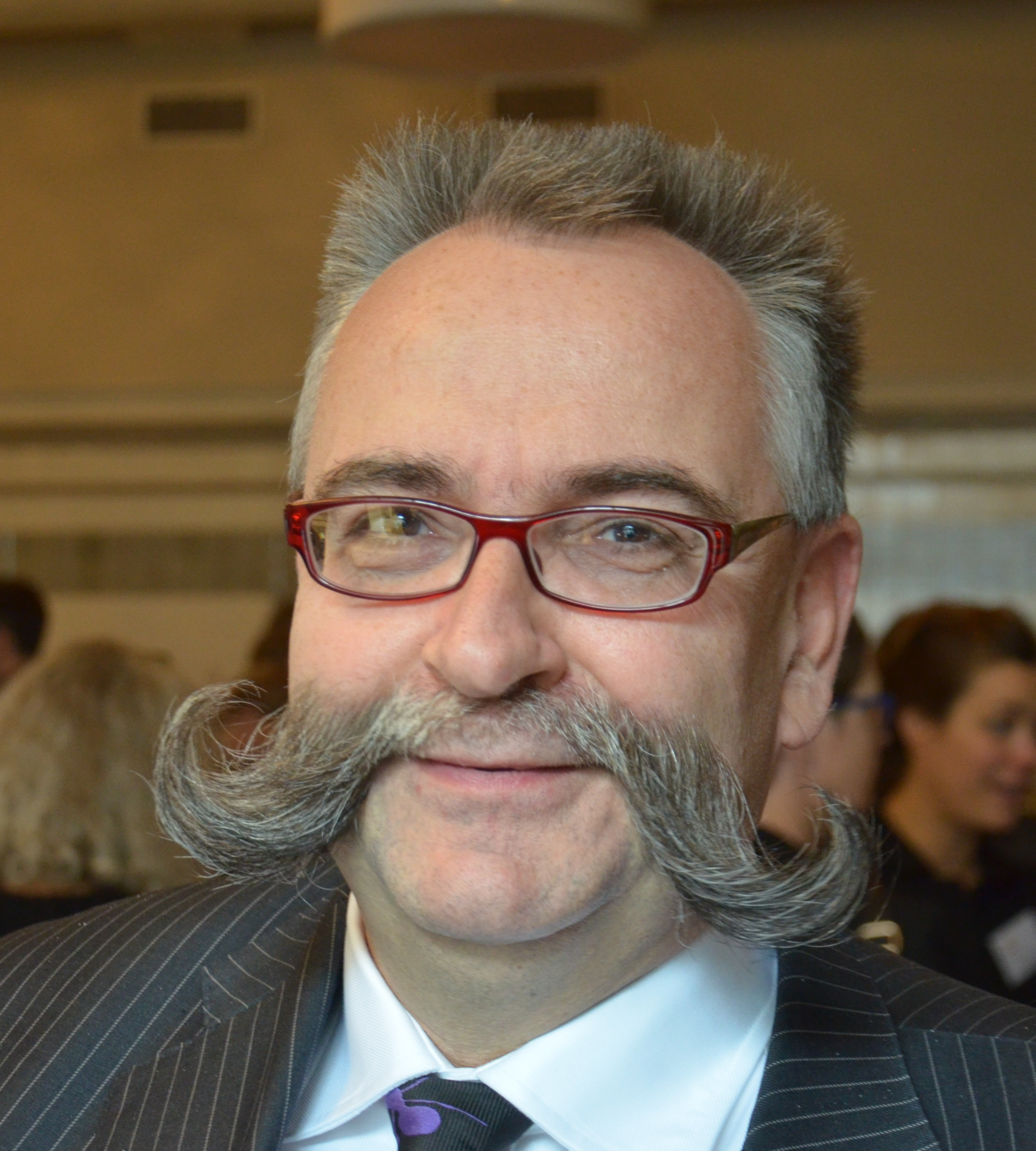
Johannes Vogel (* 1963)

- Vogel, Johannes (* 1967), österreichischer Musiker und Komponist
- Vogel, Johannes (* 1982), deutscher Politiker (FDP), MdB
- Vogel, Johannes (* 1984), deutscher Survivalexperte und Sachbuchautor
- Vogel, Jörg (* 1967), deutscher Biologe
- Vogel, Josef (1893–1982), deutscher Politiker (CDU) und Abgeordneter des Hessischen Landtags
- Vogel, Josef (1906–1997), deutscher römisch-katholischer Prälat
- Vogel, Josef (* 1952), österreichischer Skilangläufer
- Vogel, Julian (* 1985), deutscher Filmemacher
- Vogel, Juliane (* 1959), deutsche Literatur- und Kulturwissenschaftlerin
- Vogel, Julius (1814–1880), deutscher Mediziner
- Vogel, Julius (1835–1899), britisch-neuseeländischer Politiker, Zeitungsherausgeber und der achte Premierminister Neuseelands
- Vogel, Julius (1862–1927), deutscher Kunsthistoriker
- Vogel, Julius (* 1888), deutscher Politiker (DNVP), MdR
- Vogel, Julius Rudolph Theodor (1812–1841), deutscher Botaniker und Forschungsreisender
- Vogel, Jürgen (* 1968), deutscher Schauspieler, Drehbuchautor, Filmproduzent und SängerJürgen Vogel (* 1968)

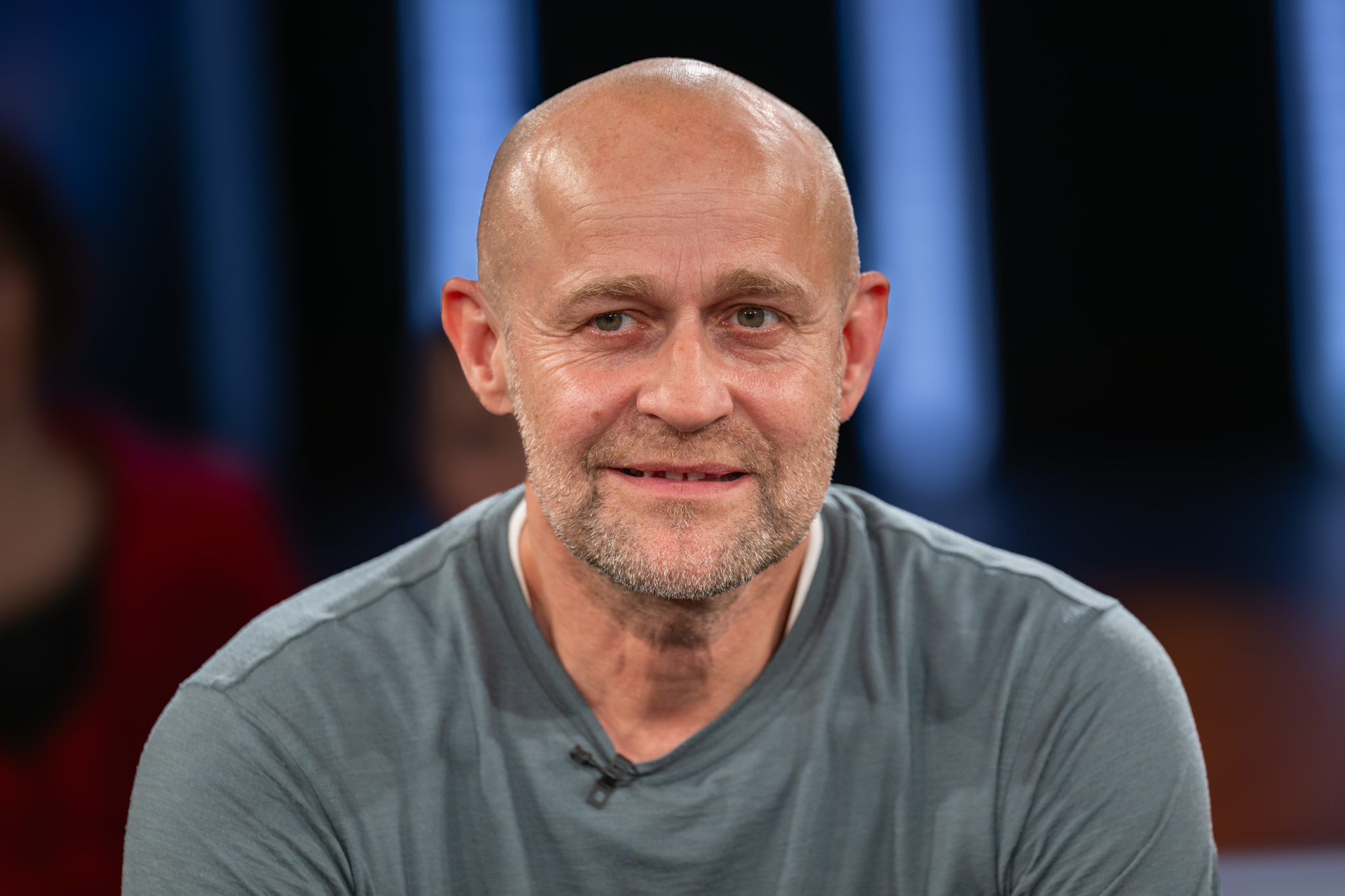
Jürgen Vogel (* 1968)

###### Vogel, K
- Vogel, Kai (* 1968), deutscher Politiker (SPD)
- Vogel, Karl (1821–1896), deutscher Jurist und Politiker, MdR
- Vogel, Karl (1925–2004), deutscher Politiker (SED) und Funktionär, MdV, Abteilungsleiter des ZK der SED
- Vogel, Karl Friedrich Otto (1812–1851), deutscher Holzschneider
- Vogel, Karl-Heinz (* 1924), deutscher Offizier, Generalmajor des MfS
- Vogel, Karlheinz (1913–1995), deutscher Sportjournalist
- Vogel, Karsten (* 1943), dänischer Musiker
- Vogel, Katrin (* 1964), deutsche Politikerin (CDU), MdA
- Vogel, Kerstin (* 1985), deutsche Schwimmerin
- Vogel, Klaus (1930–2007), deutscher Jurist, Professor für Steuerrecht
- Vogel, Klaus (* 1939), deutscher Badmintonspieler
- Vogel, Klaus (* 1956), deutscher Historiker, Kapitän und Seenotretter
- Vogel, Klaus (* 1956), deutscher Kulturwissenschaftler und Museumsleiter
- Vogel, Klaus-Dieter (1942–2021), deutscher Kunstmaler
- Vogel, Klaus-Peter (* 1931), deutscher Paläontologe
- Vogel, Kristina (* 1990), deutsche BahnradsportlerinKristina Vogel (* 1990)

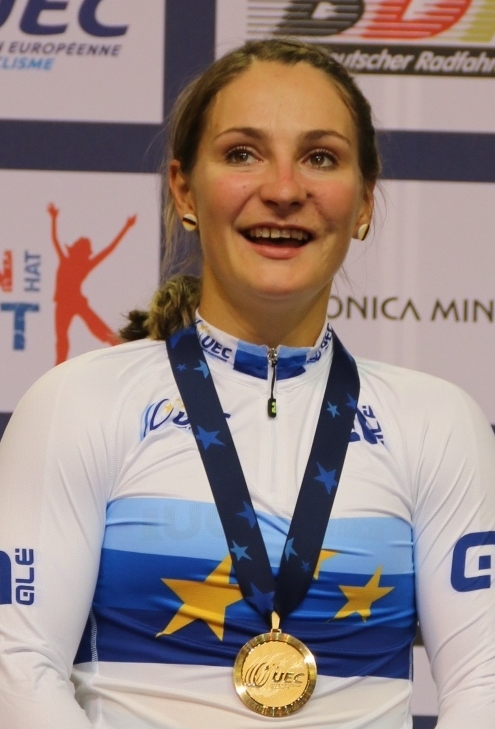
Kristina Vogel (* 1990)

- Vogel, Kurt (1888–1985), deutscher Mathematikhistoriker und Hochschullehrer
- Vogel, Kurt (* 1889), deutscher Offizier, Beteiligter am Mord an Rosa Luxemburg
- Vogel, Kurt (1908–2003), deutscher Brigadegeneral des Heeres der Bundeswehr
- Vogel, Kurt (1910–1995), deutscher Offizier, zuletzt Generalmajor

###### Vogel, L
- Vogel, Leonhard (1863–1942), deutscher Veterinär
- Vogel, Liselotte (1927–2024), deutsche Germanistin
- Vogel, Lorenz (1846–1902), deutscher Maler
- Vogel, Ludwig (1788–1879), Schweizer Maler
- Vogel, Ludwig (1920–2014), deutscher, römisch-katholischer Geistlicher, Ehrenbürger Fritzlars
- Vogel, Luise (1897–1993), deutsche Germanistin, Deutschlehrerin, Dichterin und Essayistin
- Vogel, Lukas R. (1959–2016), Schweizer Maler
- Vogel, Lutz (* 1949), deutscher Kommunalpolitiker, Oberbürgermeister von Dresden

###### Vogel, M
- Vogel, Magda (* 1955), Schweizer Sängerin
- Vogel, Magdalena (1932–2009), Schweizer Schriftstellerin
- Vogel, Maike Rosa, deutsche Singer-SongwriterinMaike Rosa Vogel

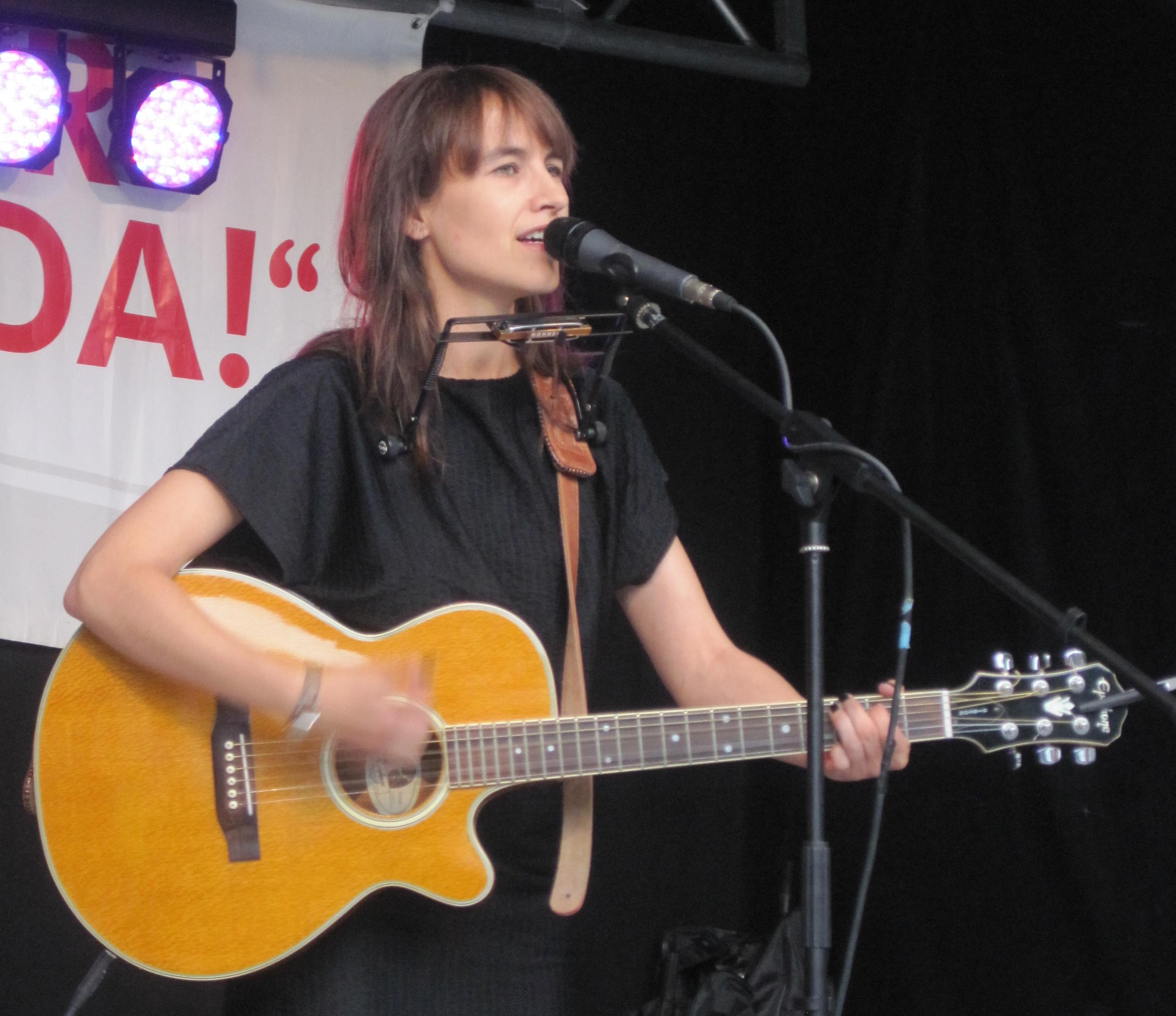
Maike Rosa Vogel

- Vogel, Maja von (* 1973), deutsche Kinderbuchautorin und Übersetzerin
- Vogel, Manfred (1946–2008), deutscher Maler, Zeichner und Grafiker
- Vogel, Manfred (* 1947), deutscher Fußballspieler
- Vogel, Manuel (* 1964), deutscher evangelischer Theologe
- Vogel, Marc (* 1981), Schweizer Skispringer
- Vogel, Marcel (* 1937), Schweizer Biathlet
- Vogel, Mareike (* 1986), deutsche Handballspielerin
- Vogel, Maria Elisabeth (1746–1810), deutsche Malerin
- Vögel, Maria Pacis Irene (1931–2010), österreichische römisch-katholische Ordensgeistliche und Missionarin
- Vogel, Marianne (* 1958), niederländische Schriftstellerin, Germanistin und Übersetzerin
- Vogel, Marko (* 1966), deutscher Poolbillardspieler
- Vogel, Markus (* 1984), Schweizer Skirennläufer
- Vogel, Martin (1923–2007), deutscher Musikwissenschaftler
- Vogel, Martin (* 1972), deutscher Volleyballspieler
- Vogel, Martin (* 1992), deutscher Leichtathlet
- Vogel, Martin Christian (* 1951), deutscher Opernsänger (Tenor), Professor für Gesang, Hochschulrektor und Theologe
- Vogel, Matthäus (1519–1591), deutscher evangelischer Theologe
- Vogel, Matthäus (1695–1766), deutscher Jesuitenpater, Volksmissionar und religiöser Schriftsteller
- Vogel, Matthew Haynes (* 1957), US-amerikanischer Schwimmer
- Vogel, Max (1856–1933), deutscher Jurist und Politiker
- Vogel, Max (1871–1939), deutscher Maler
- Vogel, Max (1908–1934), deutscher SA-Führer
- Vogel, Michael (* 1967), deutscher Hochschullehrer
- Vogel, Mikael (* 1975), deutscher Lyriker, Schriftsteller und Übersetzer
- Vogel, Mike (* 1979), US-amerikanischer SchauspielerMike Vogel (* 1979)

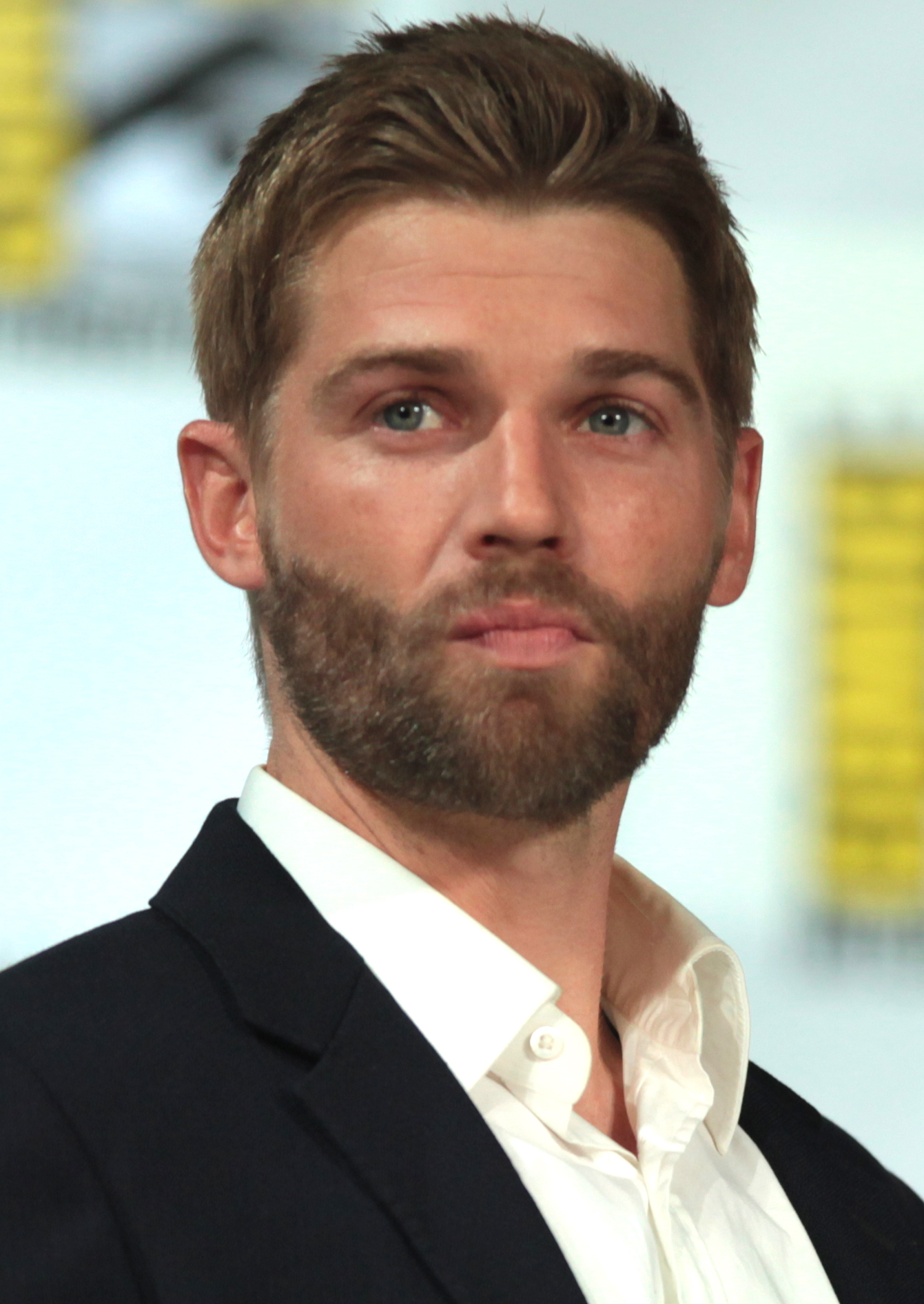
Mike Vogel (* 1979)

- Vogel, Mitch (* 1956), US-amerikanischer Filmschauspieler
- Vogel, Moritz (1846–1922), deutscher Organist, Komponist, Musikpädagoge und Musikkritiker

###### Vogel, N
- Vogel, Nadja (* 1984), österreichische Schauspielerin
- Vogel, Nadja (* 1990), Schweizer Gras- und Alpinskiläuferin
- Vogel, Nic (* 1967), deutscher Politiker (AfD), MdL
- Vogel, Nicholas (* 1990), US-amerikanischer Volleyballspieler
- Vogel, Nicole (* 1958), deutsche Journalistin, Lektorin und Sängerin christlicher Popmusik
- Vogel, Nikolai (* 1971), deutscher Schriftsteller und bildender Künstler
- Vogel, Nikolas (1967–1991), österreichischer Schauspieler, Fotograf und Kriegsreporter sowie Kriegsopfer
- Vogel, Norbert (1944–2023), deutscher Fotograf
- Vogel, Norbert (* 1949), deutscher Erziehungswissenschaftler und Hochschullehrer

###### Vogel, O
- Vogel, Ottmar-Wolfram (1945–2021), deutscher Fagottist und Komponist
- Vogel, Otto (1838–1914), deutscher Gymnasialdirektor und Schriftsteller
- Vogel, Otto (1894–1983), deutscher Fabrikant, Kaufmann, Politiker und Senator (Bayern)

###### Vogel, P
- Vogel, Patric U. B., Sachbuchautor, Trainer und Berater im pharmazeutischen Bereich
- Vogel, Patrick (* 1982), deutscher Opernsänger im Stimmfach Tenor
- Vogel, Paul (1845–1930), deutscher Politiker (NLP, DVP), Präsident der II. Kammer des Sächsischen Landtags
- Vogel, Paul (1856–1911), deutscher Klassischer Philologe, Schuldirektor in Leipzig
- Vogel, Paul (1877–1960), deutscher Lehrer und Lehrerausbilder
- Vogel, Paul (1899–1975), US-amerikanischer Kameramann
- Vogel, Paul (1900–1979), deutscher Neurologe und Hochschullehrer
- Vogel, Paul Ignaz (* 1939), Schweizer Publizist
- Vogel, Paula (* 1951), US-amerikanische Schriftstellerin
- Vogel, Peter (1937–2017), deutscher Objektkünstler
- Vogel, Peter (1937–1978), deutscher Schauspieler
- Vogel, Peter (* 1938), deutscher Regisseur
- Vogel, Peter (1942–2015), Schweizer Zoologe
- Vogel, Peter (* 1947), deutscher Pädagoge
- Vogel, Peter (* 1952), deutscher Fußballspieler und -trainer
- Vogel, Petr (* 1937), tschechisch-US-amerikanischer Theoretischer Physiker
- Vogel, Philipp (* 1981), deutscher Koch
- Vogel, Pierre (* 1945), französischer Mathematiker
- Vogel, Pierre (* 1978), deutscher islamistischer PredigerPierre Vogel (* 1978)

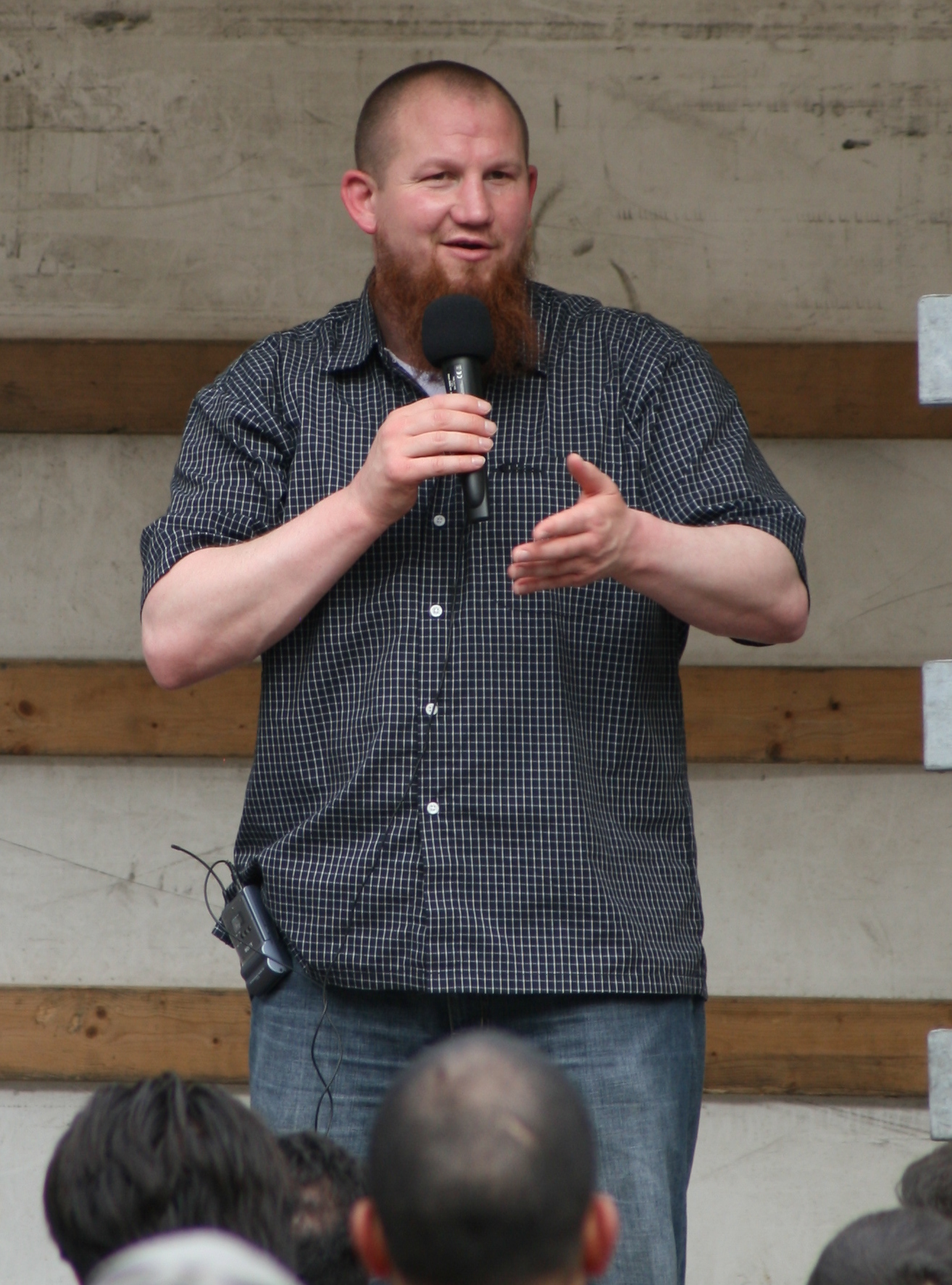
Pierre Vogel (* 1978)

- Vogel, Plazidus (1871–1943), deutscher Ordensgeistlicher, Abt von Münsterschwarzach

###### Vogel, R
- Vogel, Ralf (* 1965), deutscher Linguist und Sprachwissenschaftler
- Vogel, Ralf (* 1973), deutscher Jurist und Fernsehdarsteller
- Vogel, Ralph (* 1966), deutscher Fußballspieler
- Vogel, Raphaela (* 1988), deutsche Künstlerin
- Vogel, Remigius (1792–1867), deutscher katholischer Theologe und Politiker
- Vogel, Rémy (1960–2016), französischer Fußballspieler
- Vogel, Renate (* 1947), deutsche Politikerin (SPD) und MdHB
- Vogel, Renate (* 1955), deutsche SchwimmerinRenate Vogel (* 1955)

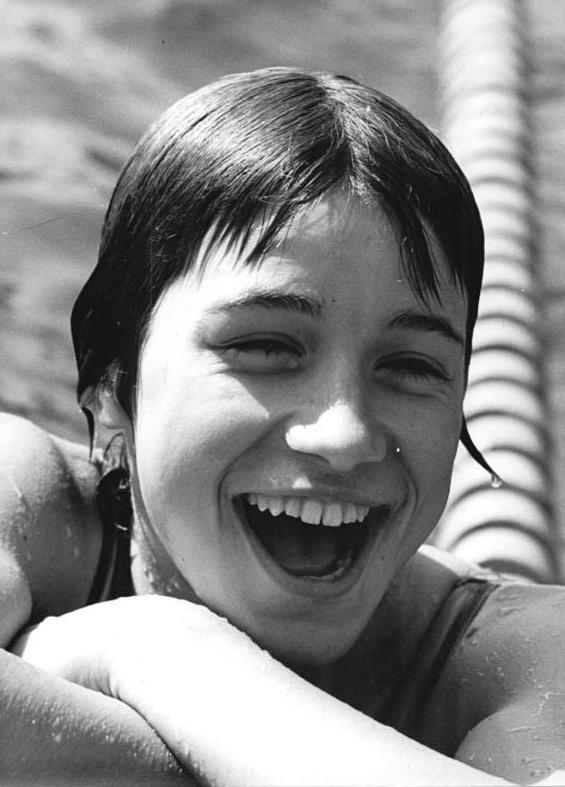
Renate Vogel (* 1955)

- Vogel, Richard (1881–1955), deutscher Zoologe
- Vogel, Richard (1886–1955), deutscher Lehrer und Pädagoge
- Vogel, Richard (* 1964), tschechischer Tennisspieler
- Vogel, Richard (* 1997), deutscher Springreiter
- Vogel, Richard Karl-Heinz (1926–1999), deutscher Rechtsanwalt und Notar
- Vogel, Rick (* 1977), deutscher Ökonom
- Vogel, Robert (1909–2001), Pionier des österreichischen Blindenwesens
- Vogel, Robert (1919–2008), deutscher Unternehmer und Politiker (FDP), MdHB
- Vogel, Roland (* 1951), deutscher Fußballspieler
- Vogel, Rolf (1921–1994), deutscher Journalist
- Vogel, Rolf (1922–2017), deutscher Bergingenieur
- Vogel, Roven (* 2000), deutscher Schachmeister
- Vogel, Rudolf (1882–1970), deutscher Materialforscher und Metallograph
- Vogel, Rudolf (1900–1967), deutscher Schauspieler
- Vogel, Rudolf (1906–1991), deutscher Politiker (CDU), MdB
- Vogel, Rudolf Augustin (1724–1774), deutscher Arzt
- Vogel, Rudolph (1847–1923), deutscher Arzt, Lehrer, Fabrikbesitzer und Politiker, MdR

###### Vogel, S
- Vogel, Sabine (* 1971), deutsche Jazzflötistin und Improvisationsmusikerin
- Vogel, Sabine B. (* 1961), deutsche Kunstkritikerin
- Vogel, Samuel Gottlieb (1750–1837), deutscher Mediziner
- Vogel, Sarah (* 2002), deutsche StabhochspringerinSarah Vogel (* 2002)

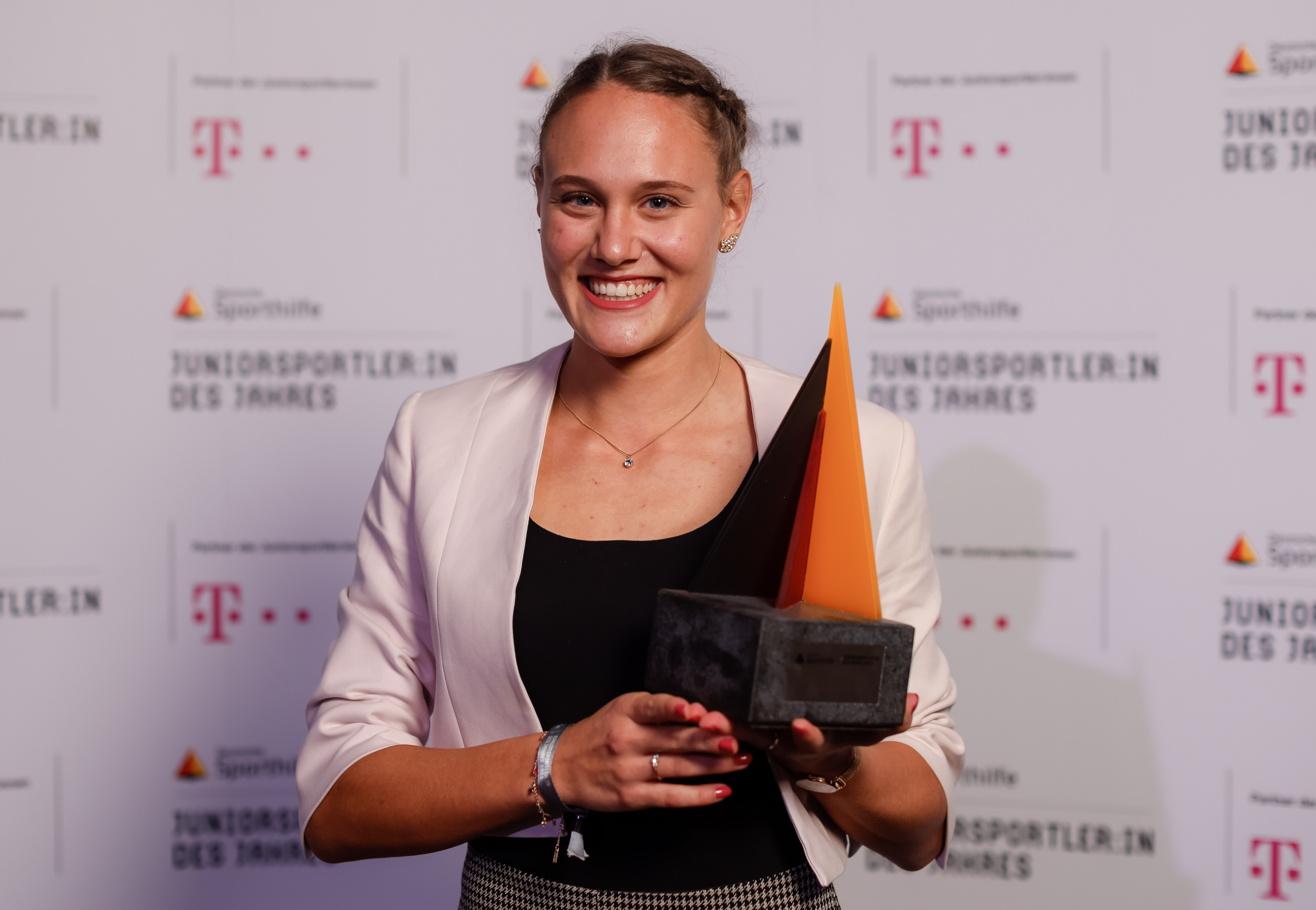
Sarah Vogel (* 2002)

- Vogel, Sebastian (* 1955), deutscher Übersetzer
- Vogel, Sebastian (* 1971), deutscher Musiker und Performer
- Vogel, Sebastian (* 1979), deutscher politischer Beamter (SPD)
- Vogel, Siegfried (* 1937), deutscher Opernsänger (Bass)
- Vogel, Soma (* 1997), ungarischer Wasserballspieler
- Vogel, Stefan (1925–2015), deutscher Botaniker
- Vogel, Stefan (* 1957), österreichischer Agrarsoziologe und Agrarökonom
- Vögel, Stefan (* 1969), österreichischer Theaterautor und Kabarettist
- Vogel, Steffen (* 1974), deutscher Politiker (CSU), MdLSteffen Vogel (* 1974)

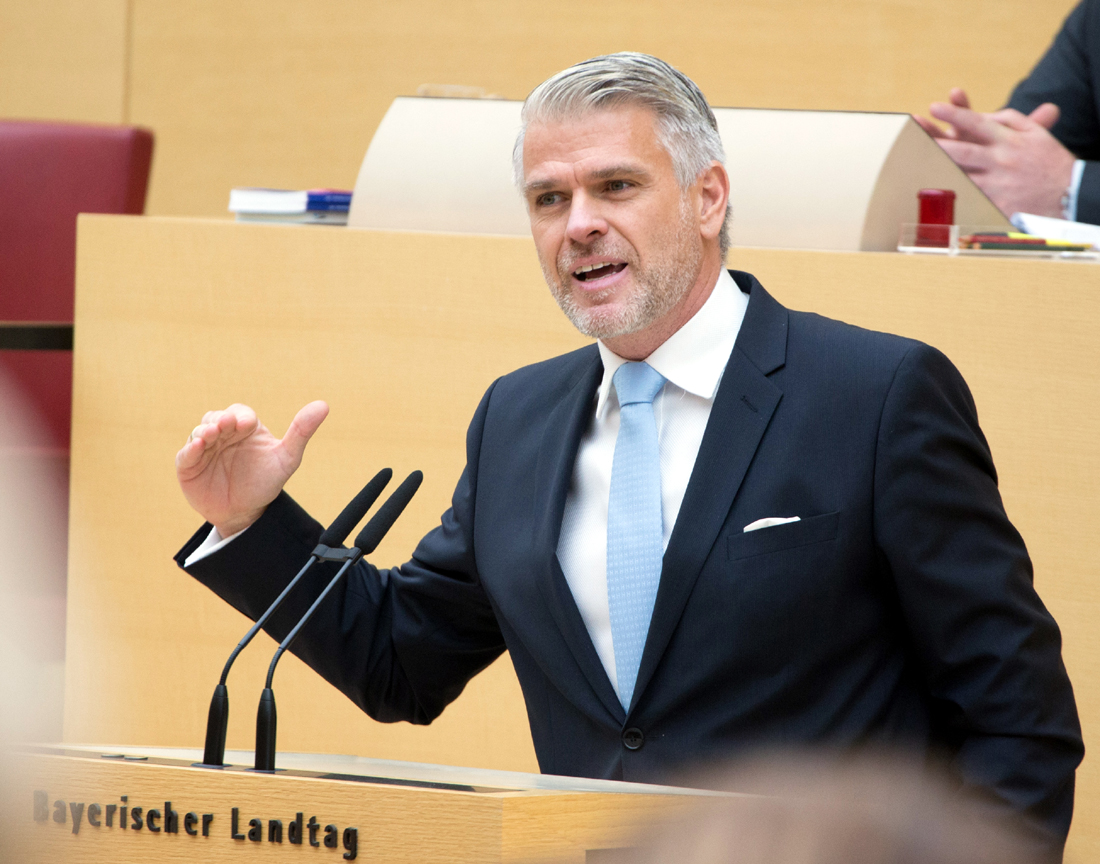
Steffen Vogel (* 1974)

- Vogel, Susanne (* 1967), deutsche Bassistin
- Vogel, Susanne (* 1971), deutsche Schauspielerin, Sportwissenschaftlerin und Fernsehmoderatorin
- Vogel, Sydne (* 1979), deutsch-amerikanische Eiskunstläuferin

###### Vogel, T
- Vogel, Tabea (* 1979), Schweizer Musikerin
- Vogel, Theodor (1836–1912), deutscher Klassischer Philologe und Gymnasiallehrer
- Vogel, Theodor (1838–1925), deutscher Theologe, Gymnasiallehrer und Schulreformer in Sachsen
- Vogel, Theodor (1901–1977), deutscher Unternehmer, Schriftsteller und bedeutender Freimaurer
- Vogel, Thomas (1947–2017), deutscher Schriftsteller und Journalist
- Vogel, Thomas (* 1959), deutscher Erziehungswissenschaftler
- Vogel, Thomas (* 1959), deutscher Offizier und Militärhistoriker
- Vogel, Thomas (* 1959), Schweizer Journalist
- Vogel, Thomas (* 1964), deutscher Jazzmusiker (Trompete, auch Posaune)
- Vogel, Thomas (* 1965), deutscher Fußballspieler
- Vogel, Thomas (* 1967), deutscher Fußballspieler
- Vogel, Thomas (* 1972), Schweizer Politiker (FDP)
- Vogel, Tjitze (* 1958), niederländischer Jazzmusiker, Komponist und Bandleader
- Vogel, Tobias (* 1964), deutscher Fußballspieler
- Vogel, Traugott (1894–1975), Schweizer Schriftsteller

###### Vogel, U
- Vogel, Udo (1933–2015), deutscher Bauingenieur und Lehrstuhlinhaber
- Vogel, Udo (* 1964), deutscher Polizist und Präsident des Polizeipräsidiums Technik, Logistik, Service der Polizei
- Vogel, Ursula (1922–2006), deutsche Synchronsprecherin und Schauspielerin
- Vogel, Uwe (1915–2000), deutscher Offizier, Generalleutnant der Bundeswehr

###### Vogel, V
- Vogel, Vic (1935–2019), kanadischer Jazzmusiker (Piano, Arrangement und Leitung)
- Vogel, Viola (* 1959), deutsche Biophysikerin
- Vogel, Volkmar (* 1959), deutscher Politiker (CDU), MdB

###### Vogel, W
- Vogel, Walter (1899–1994), Schweizer Maler, Grafiker, Zeichner und Restaurator
- Vogel, Walter (1909–2005), deutscher Archivar
- Vogel, Walter (1923–1990), Schweizer Entomologe
- Vogel, Walter (* 1932), deutscher Fotograf
- Vogel, Walter (* 1967), österreichischer Religionspädagoge
- Vogel, Walther (1880–1938), deutscher Historiker
- Vogel, Werner (1889–1957), deutscher Maler
- Vogel, Werner (* 1902), deutscher Jurist und Landrat
- Vogel, Werner (1907–1992), deutscher Ministerialbeamter und Politiker (Grüne)
- Vogel, Werner (1925–2018), deutscher Chemiker
- Vogel, Werner (1930–2016), deutscher Archivar und Historiker
- Vogel, Werner (* 1940), schweizerischer Maler
- Vogel, Werner (1942–2022), Ingenieur für Landkartentechnik und Kartograf
- Vogel, Werner (* 1948), österreichischer Skilangläufer
- Vogel, Werner (* 1952), deutscher Physiker
- Vogel, Wilfried (* 1937), deutscher Fußballspieler
- Vogel, Wilhelm (1885–1939), deutscher Wirtschaftsjournalist
- Vogel, Wilhelm (1898–1989), deutscher Widerstandskämpfer gegen den Nationalsozialismus
- Vogel, Willi (1909–1987), deutscher Maler
- Vogel, Willi (1910–1989), deutscher Politiker (SPD) und Verlagsleiter
- Vogel, Winfried (1937–2022), deutscher Offizier, Publizist und Experte für Sicherheitspolitik
- Vogel, Wladimir Pawlowitsch (1902–1929), russischer Schauspieler
- Vogel, Wladimir Rudolfowitsch (1896–1984), Schweizer KomponistWladimir Rudolfowitsch Vogel (1896–1984)

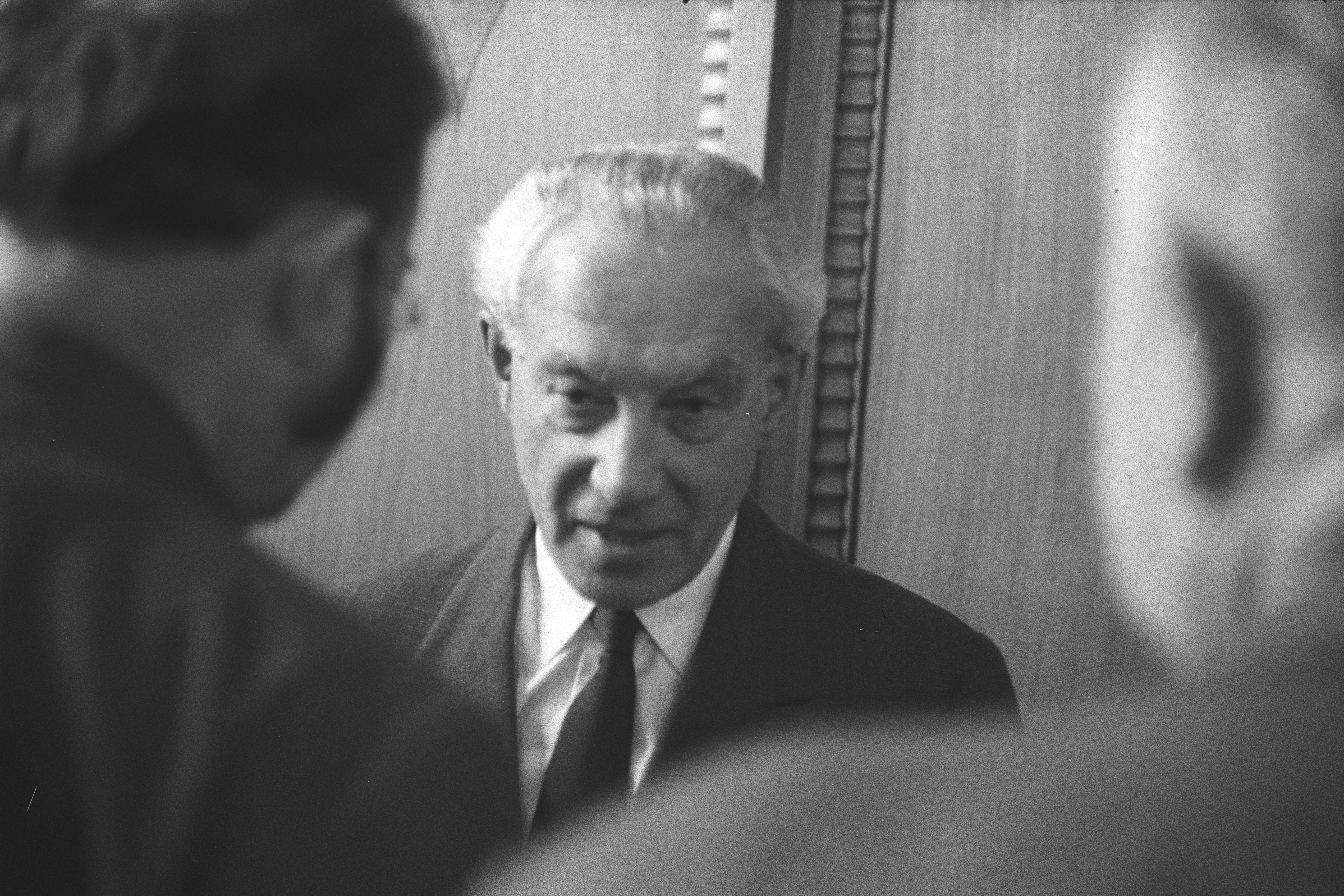
Wladimir Rudolfowitsch Vogel (1896–1984)

- Vogel, Wolfgang (1925–2008), deutscher Rechtsanwalt und Unterhändler der DDR
- Vogel, Wolfgang (1940–1996), deutscher Mathematiker
- Vogel, Wolfgang (1950–2017), deutscher Politiker (SPD), MdL

###### Vogel, Z
- Vogel, Zacharias (1708–1772), deutscher Arzt
- Vogel, Zygmunt (1764–1826), polnischer Maler, Zeichner und Pädagoge des Klassizismus

##### Vogel-

###### Vogel-H
- Vogel-Heuser, Birgit (* 1961), deutsche Informatikerin und Hochschullehrerin

###### Vogel-P
- Vogel-Polsky, Éliane (1926–2015), belgische Anwältin und Feministin

###### Vogel-S
- Vogel-Sperl, Antje (* 1956), deutsche Politikerin (Bündnis 90/Die Grünen), MdB

###### Vogel-V
- Vogel-Voll, Hertha (1898–1975), deutsche Theater- und Buchautorin

###### Vogel-W
- Vogel-Weidemann, Ursula (1930–1997), deutsch-südafrikanische Althistorikerin

##### Vogela
- Vogelaar, Ella (1949–2019), niederländische Gewerkschafterin und Politikerin (PvdA)
- Vogelaar, Giovanni (* 1996), niederländischer Eishockeyspieler
- Vogelaer, Gunther De (* 1977), belgischer Niederlandist

##### Vogelb
- Vogelbach, Albert (1877–1924), deutscher Maschinenbau-Ingenieur und Unternehmer
- Vogelbusch, Wilhelm (1887–1979), deutscher Erfinder von thermischen Trennverfahren und Belüftungen

##### Vogele
- Vögele, Charles (1923–2002), Schweizer Autorennfahrer und Unternehmer
- Vögele, Ferdinand (* 1896), deutscher Kryptoanalytiker
- Vögele, Jörg (* 1956), deutscher Historiker
- Vögele, Josef (1893–1974), deutscher Journalist und Verleger
- Vogele, Karl (* 1940), deutscher Politiker (CSU), MdL
- Vögele, Meinrad (* 1949), Schweizer Radrennfahrer
- Vögele, Ralf T. (* 1963), deutscher Phytopathologe an der Universität Hohenheim
- Vögele, Siegfried (1931–2014), deutscher Marketing-Pionier und Autor
- Vögele, Stefanie (* 1990), Schweizer TennisspielerinStefanie Vögele (* 1990)

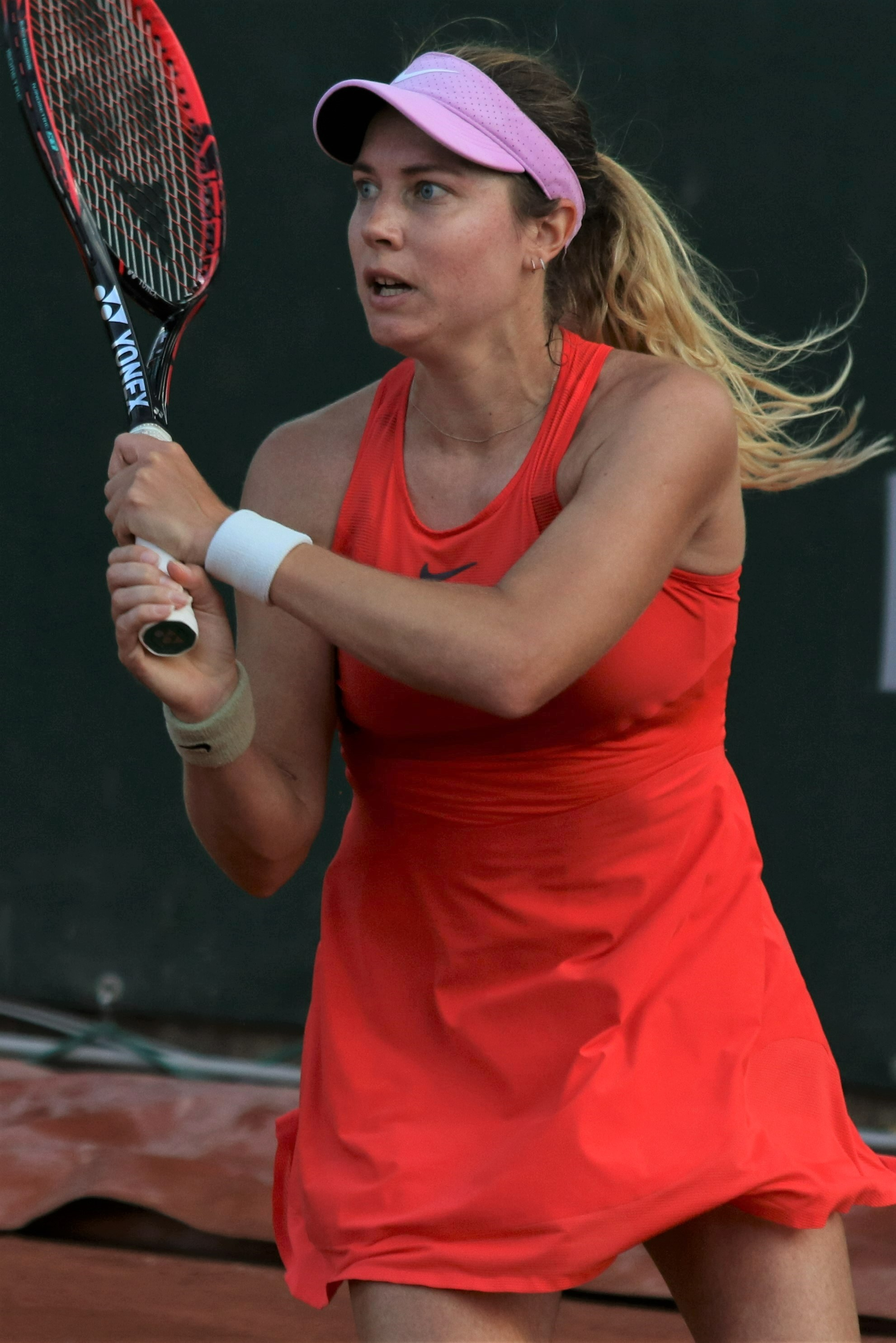
Stefanie Vögele (* 1990)

- Vogeler, Adolf (1858–1935), deutscher Lehrer und Schriftsteller
- Vogeler, Colette S. (* 1987), deutsche Verwaltungs- und Politikwissenschaftlerin und Hochschullehrerin
- Vogeler, Friedrich (1883–1945), deutscher Verwaltungsjurist und SA-Brigadeführer
- Vogeler, Georg (* 1969), deutscher Historiker
- Vogeler, Heinrich (1869–1937), deutscher Theaterschauspieler und Intendant
- Vogeler, Heinrich (1872–1942), deutscher Maler, Grafiker, Architekt, Designer, Pädagoge, Schriftsteller und SozialistHeinrich Vogeler (1872–1942)

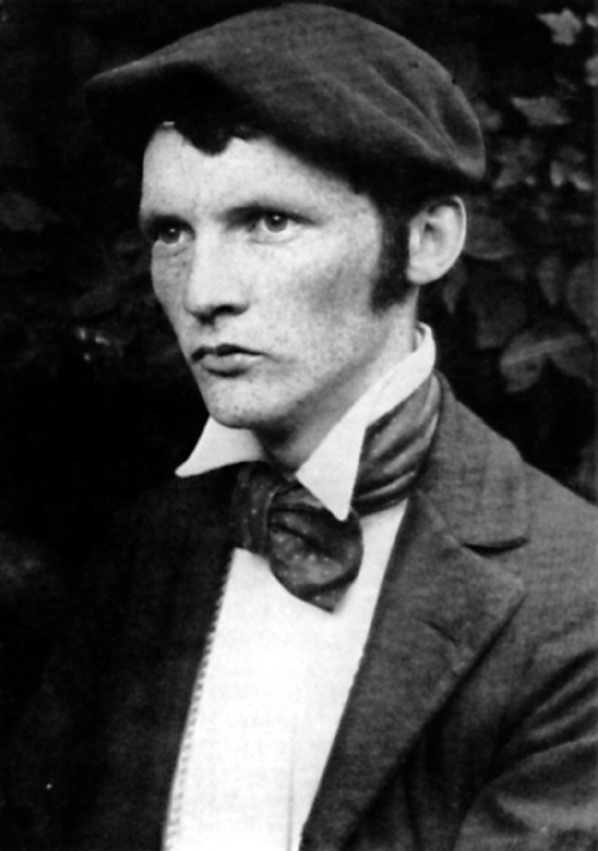
Heinrich Vogeler (1872–1942)

- Vogeler, Hildegard (1949–2024), deutsche Kunsthistorikerin
- Vogeler, Jan (1923–2005), deutsch-sowjetischer Philosoph und Hochschullehrer
- Vogeler, Karl (1889–1978), deutscher Chirurg
- Vogeler, Kurt († 1930), deutscher Architekt in Finsterwalde und Berlin
- Vogeler, Martha (1879–1961), erste Ehefrau des Malers Heinrich Vogeler
- Vogeler, Max (1874–1962), deutscher Architekt, Stadtbaumeister in Weimar
- Vogeler, Otto (1846–1913), Obergärtner und Landschaftsarchitekt in Berlin und Umgebung
- Vogeler, Theodor (1900–1975), deutscher Schauspieler
- Vogeler, Volker (1930–2005), deutscher Regisseur und Drehbuchautor
- Vogeler, Walter (1942–2011), deutscher Zuhälter
- Vogeley, Carl (1825–1899), Ökonom, Mitglied des Preußischen Abgeordnetenhauses
- Vogeley, Christine (* 1953), deutsche Schriftstellerin
- Vogeley, Gerhard (1925–2000), deutscher Ruderer
- Vogeley, Heinrich (1907–1994), deutscher Erziehungswissenschaftler und Hochschullehrer
- Vogeley, Johann Christoph (1759–1830), deutscher Bürgermeister und Abgeordneter
- Vogeley, Kai (* 1963), deutscher Arzt und Hochschullehrer

##### Vogelf
- Vogelfutter-Maler, attisch-spätgeometrischer Töpfer und Vasenmaler

##### Vogelg
- Vogelgesang, Ines (* 1963), deutsche Mittelstreckenläuferin
- Vogelgesang, Jutta (* 1968), deutsche Basketballspielerin
- Vogelgesang, Klaus (* 1945), deutscher Maler und Zeichner
- Vogelgesang, Monika (* 1960), deutsche Psychiaterin, Chef- und Schriftstellerärztin
- Vogelgesang, Wolfgang Moritz (1826–1888), deutscher Montanist, Geologe und Gymnasialprofessor
- Vogelgsang, Alexander (* 1944), deutscher Kommunalpolitiker (SPD)
- Vogelgsang, Claudia (* 1976), deutsche Badmintonspielerin
- Vogelgsang, Fritz (1930–2009), deutscher Übersetzer, Essayist und Herausgeber
- Vogelgsang, Gunther (* 1910), deutscher Psychiater

##### Vogelh
- Vogelheim, Astrid (* 1970), deutsche Politikerin (Bündnis 90/Die Grünen), MdL NRW
- Vogelheim, Elisabeth (* 1952), deutsche Gewerkschaftsfunktionärin, VW-Managerin, Frauenrechtlerin und hessische Verfassungsrichterin
- Vogelhuber, Oskar (1878–1971), deutscher Lehrer und Ministerialbeamter

##### Vogeli
- Vögeli, Daniel (* 1977), Schweizer Mittel- und Langstreckenläufer
- Vögeli, Johannes, Schweizer Hafner
- Vögeli, Karl (* 1942), Schweizer Journalist
- Vögeli, Martin (* 1995), liechtensteinischer Skilangläufer
- Vögeli, Robert (1927–2005), Schweizer Milizoffizier
- Vögeli, Roland (* 1959), Schweizer Radrennfahrer
- Vögeli, Tobias (* 1995), Schweizer Politiker
- Vögeli, Walter (1929–2009), Schweizer Plastiker und Maler
- Vögelin, Friedrich Salomon (1837–1888), Schweizer Theologe, Kunsthistoriker und Politiker
- Vögelin, Johannes († 1549), deutscher Astronom und Mathematiker
- Vogelius, Ignatius Ferdinand von (1740–1784), Freiherr, Rechtsgelehrter, Geheimer Rat
- Vogelius, Zacharias (1593–1656), deutscher evangelisch-lutherischer Pastor und Generalsuperintendent

##### Vogell
- Vogell, Casper († 1663), thüringischer Baumeister
- Vogell, Christian Adolf (1806–1865), deutscher Architekt, königlich hannoverscher Baubeamter, Stahlstecher
- Vogellehner, Dieter (1937–2002), deutscher Botaniker

##### Vogelm
- Vogelmann, Daniel (* 1948), italienischer Verleger und Lyriker
- Vogelmann, David J. (1907–1976), österreichisch-ungarischer Übersetzer und Autor in Argentinien
- Vogelmann, Ludwig (1478–1531), Stadtschreiber im oberschwäbischen Memmingen und Gegner der Memminger Reformation
- Vogelmann, Tina (* 1985), deutsche Poolbillardspielerin
- Vogelmann, Vollrath (1808–1871), badischer Finanzminister
- Vogelmayer, Christa (* 1903), österreichische Bildhauerin und Keramikerin

##### Vogeln
- Vogelnik, Brina (* 1977), slowenische Sängerin

##### Vogels
- Vogels, Alois (1887–1964), preußischer Landrat
- Vogels, Elmar (1925–2011), deutscher Verwaltungsjurist und Kommunalpolitiker
- Vogels, Guillaume (1836–1896), belgischer Maler
- Vogels, Guus (* 1975), niederländischer Hockeyspieler
- Vogels, Hanns Arnt (1926–2015), deutscher Manager
- Vogels, Heinrich (1886–1947), deutscher Staatsbeamter
- Vogels, Heinrich Joseph (1880–1972), deutscher Priester und katholischer Theologe
- Vogels, Heinz-Jürgen (* 1933), deutscher katholischer Theologe und Autor
- Vogels, Henk (* 1964), niederländischer Bogenschütze
- Vogels, Henk junior (* 1973), australischer Radrennfahrer
- Vogels, Henk senior (1942–2019), australischer Radrennfahrer
- Vogels, Werner (1888–1942), Jurist und Ministerialrat Reichs-Justizministerium
- Vogels, Werner (* 1958), niederländischer Informatiker, CTO und Vizepräsident von Amazon.comWerner Vogels (* 1958)

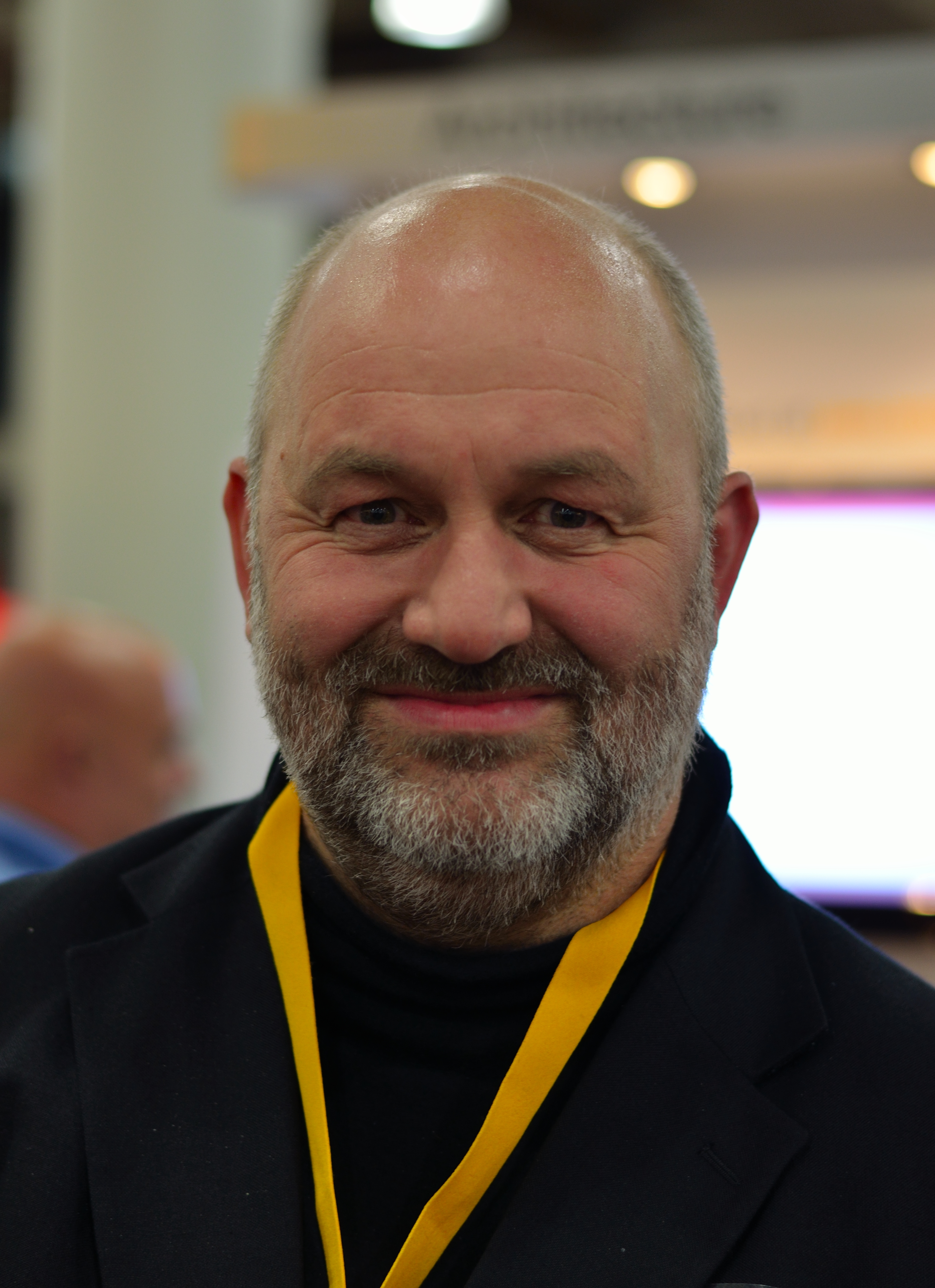
Werner Vogels (* 1958)

- Vogelsang, Bernhard (1895–1970), deutscher Politiker (SPD), MdBB
- Vogelsang, Betina (* 1963), deutsche Filmeditorin
- Vogelsang, Carl Clemens (1830–1885), deutscher Augenarzt
- Vogelsang, Carl von (1900–1977), liechtensteinischer Journalist und Schriftsteller
- Vogelsang, Christian Jakob von (1703–1785), Gouverneur der Provinz und Festung Luxemburg sowie k.k Feldzeugmeister
- Vogelsang, Christoph (* 1985), deutscher PokerspielerChristoph Vogelsang (* 1985)

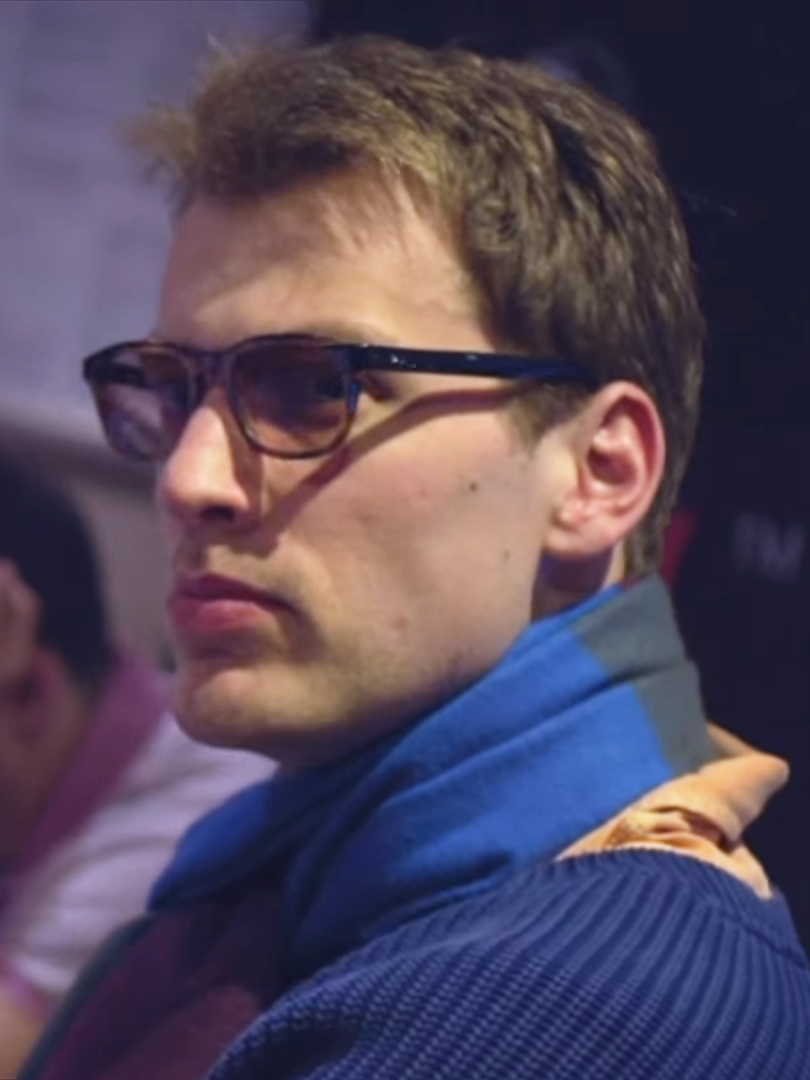
Christoph Vogelsang (* 1985)

- Vogelsang, Dieter (* 1943), deutscher Radrennfahrer (DDR)
- Vogelsang, Erika (* 1995), niederländische Tennisspielerin
- Vogelsang, Ernst (1911–1942), deutscher Kapitänleutnant und U-Boot-Kommandant im Zweiten Weltkrieg
- Vogelsang, Franz (1899–1979), deutscher Politiker während des Nationalsozialismus und Regierungspräsident in Aachen
- Vogelsang, Fritz (1915–2009), deutscher Offizier, zuletzt Brigadegeneral der Bundeswehr
- Vogelsang, Georg (1883–1952), bayerischer Volksschauspieler
- Vogelsang, Gertrud (1911–1946), deutsche Widerstandskämpferin
- Vogelsang, Günter (1920–2015), deutscher Manager und Unternehmensberater
- Vogelsang, Heinrich (1838–1919), Unternehmer und Politiker
- Vogelsang, Heinrich (1862–1914), deutscher Kaufmann
- Vogelsang, Hermann (1838–1874), deutscher Geologe
- Vogelsang, Hermann (1879–1939), deutscher Politiker (Zentrum)
- Vogelsang, Hermann (1897–1985), deutscher Politiker (SPD), MdL
- Vogelsang, Hinrich (* 1956), deutscher Jurist und Richter am Bundesarbeitsgericht
- Vogelsang, Irmgard (1946–2019), deutsche Politikerin (CDU), MdL
- Vogelsang, Isabell (* 1988), deutsche Schauspielerin
- Vogelsang, Johannes (1892–1987), deutscher Politiker (KPD/SED), Widerstandskämpfer gegen den Nationalsozialismus
- Vogelsang, Jonas (* 1989), deutscher Jazzmusiker (Gitarre)
- Vogelsang, Kai (* 1969), deutscher Sinologe
- Vogelsang, Karl (1866–1920), deutscher Geologe und Oberberg- und Hüttendirektor
- Vogelsang, Karl (1932–2006), deutscher Maler und Textildesigner
- Vogelsang, Karl von (1818–1890), katholischer Publizist, Politiker und Sozialreformer
- Vogelsang, Kurt (1925–2015), deutscher Politiker (SPD), MdB
- Vogelsang, Lucas (* 1985), deutscher Autor und JournalistLucas Vogelsang (* 1985)

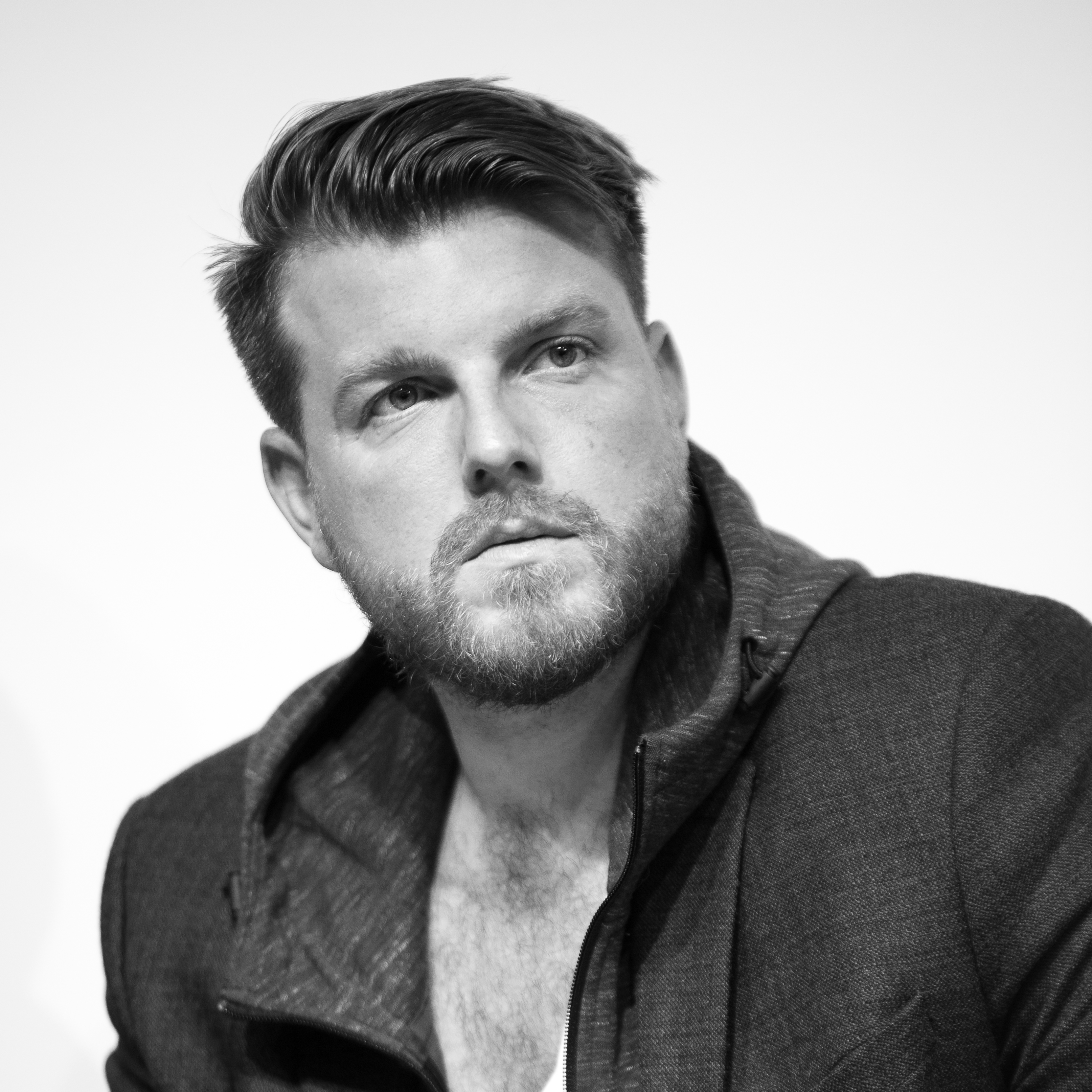
Lucas Vogelsang (* 1985)

- Vogelsang, Ludwig von (1748–1822), k.k. Feldzeugmeister, Ritter des Maria-Theresia-Ordens und Gouverneur der Festung Josefstadt sowie Inhaber des Infanterie-Regiments No. 47
- Vogelsang, Reinhard (* 1939), Archivar aus Deutschland
- Vogelsang, Rolf (* 1945), deutscher Politiker (SPD), Mitglied der Bremischen Bürgerschaft
- Vogelsang, Sören (* 1984), deutscher Musiker und Schauspieler
- Vogelsang, Stefanie (* 1966), deutsche Politikerin (CDU), MdB
- Vogelsang, Theo (* 1990), deutscher Fußballspieler
- Vogelsang, Thilo (1919–1978), deutscher Historiker und Hochschullehrer
- Vogelsang, Walter (* 1923), deutscher Fußballtorwart
- Vogelsang, Werner (1895–1947), deutscher Politiker (NSDAP), MdR
- Vogelsang, Wilhelm (1877–1939), deutscher Unternehmer
- Vogelsang, Willem (1875–1954), niederländischer Kunsthistoriker
- Vogelsänger, Alfred (1914–1998), deutscher Fotograf
- Vogelsanger, Hans (1883–1964), Schweizer Architekt
- Vogelsanger, Jakob (1849–1923), Schweizer Politiker und Journalist
- Vogelsänger, Joachim, deutscher Kirchenmusiker
- Vogelsänger, Jörg (* 1964), deutscher Politiker (SPD), MdL, MdB
- Vogelsanger, Peter (1912–1995), reformierter Pfarrer, Theologe und Historiker
- Vogelsänger, Siegfried (1927–2015), deutscher Musikwissenschaftler und Hochschullehrer
- Vogelsanger, Walter (* 1963), Schweizer Politiker (SP)
- Vogelsberger, Mark (* 1978), deutscher Astrophysiker
- Vogelsberger, Sebastian († 1548), deutsch-elsässischer Söldnerführer
- Vogelsgesang, Wolfgang (1932–2000), deutscher Kommunalpolitiker (CDU, CSU)
- Vogelstein, Bert (* 1949), US-amerikanischer KrebsforscherBert Vogelstein (* 1949)

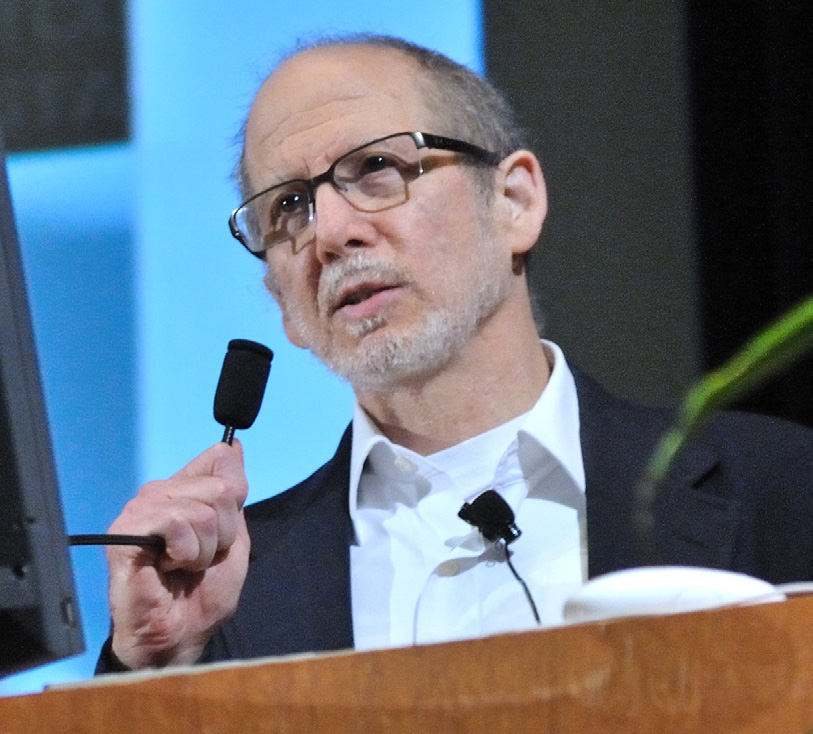
Bert Vogelstein (* 1949)

- Vogelstein, Heinemann (1841–1911), deutscher liberaler Rabbiner
- Vogelstein, Hermann (1870–1942), deutscher Rabbiner
- Vogelstein, Ludwig (1871–1934), Industrieller und Philanthrop
- Vogelstein, Theodor (1880–1957), Bankier und Industrieller
- Vogelstrom, Fritz (1882–1963), deutscher Opernsänger (Tenor)

##### Vogelt
- Vogeltanz, Jörg (* 1968), österreichischer Graphic Novelist und Comiczeichner sowie Freier Journalist und Künstler
- Vogeltanz, Rudolf (1941–1994), österreichischer Geologe, Musiker und bildender Künstler

##### Vogelw
- Vogelweider, Ludwig († 1492), Schweizer Kaufmann und Bürgermeister

##### Vogely
- Vögely, Frank-Ulrich (1949–2011), deutscher Komponist, Schriftsteller und Kunsthistoriker
- Vögely, Ludwig (1916–2009), deutscher Heimatforscher und Schriftsteller

#### Vogen
- Vogenauer, Ernst Rudolf (1897–1969), deutscher Grafiker
- Vogenauer, Stefan (* 1968), deutscher Jurist und Hochschullehrer
- Vogeno, Martin (1821–1888), deutscher Stiftsgoldschmied und Restaurator

#### Voger
- Vögerl, Martin (1714–1770), Bildhauer des Barock

#### Voges
- Voges, Edgar (1941–2008), deutscher Hochfrequenztechniker und Hochschullehrer
- Voges, Ernst (1854–1932), deutscher Privatgelehrter und Schriftsteller
- Voges, Ernst (1892–1966), deutscher Politiker (SPD), MdA
- Voges, Felix (* 1967), deutscher Sommelier
- Voges, Friedrich (1912–1976), deutscher Mediziner und Standespolitiker
- Voges, Gerrit (1932–2007), niederländischer Fußballspieler
- Voges, Hermann (1880–1940), deutscher Historiker und Archivar
- Voges, Kay (* 1972), deutscher Schauspiel- und Opern-RegisseurKay Voges (* 1972)

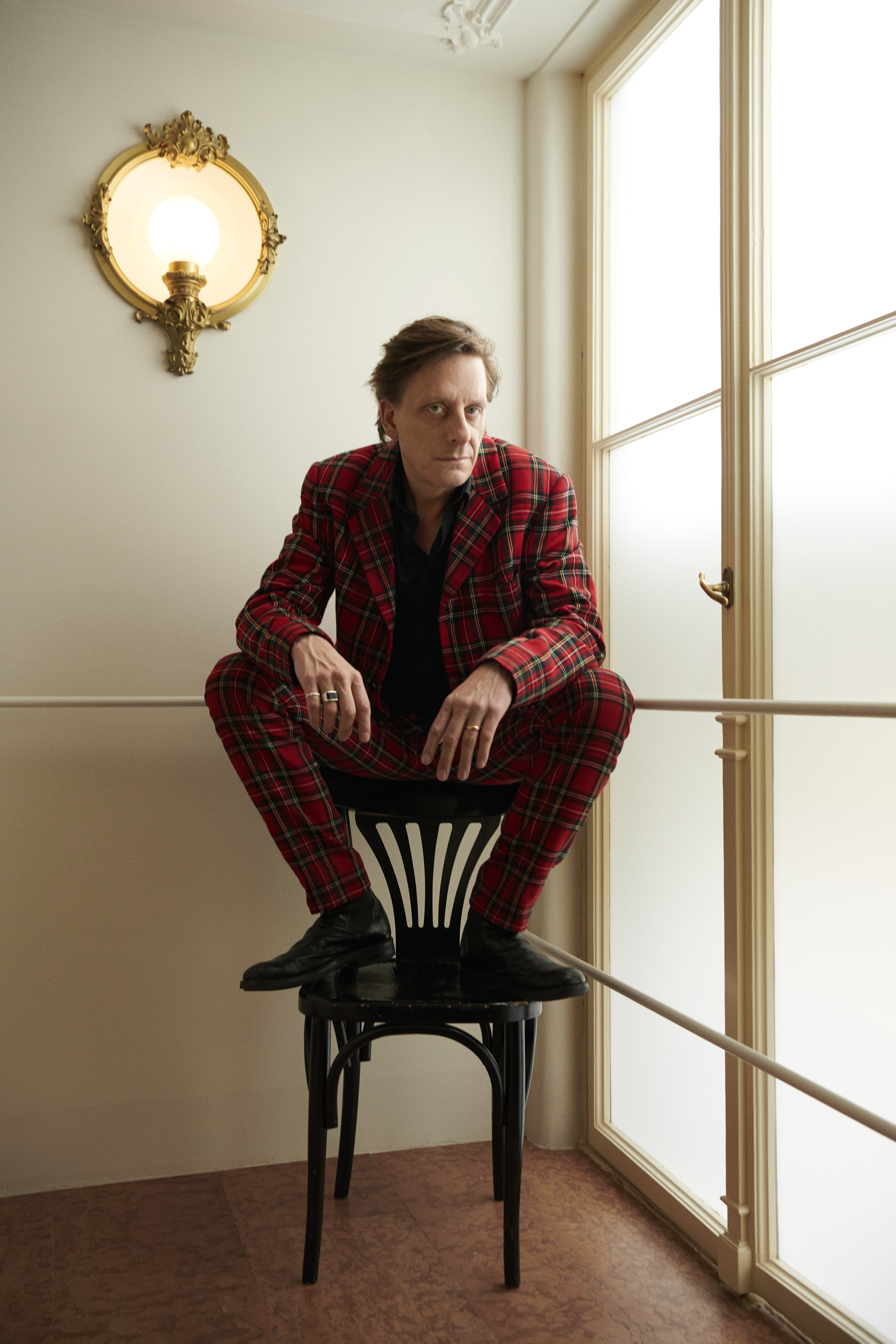
Kay Voges (* 1972)

- Voges, Michael (* 1952), deutscher Politiker (SPD), Staatsrat in Hamburg, Germanist
- Voges, Otto (1867–1911), deutscher Mediziner
- Voges, Philip (* 1966), deutscher Film- und Fernsehproduzent
- Voges, Theodor (1845–1934), deutscher Lehrer, Urgeschichts- und Heimatforscher
- Voges, Torsten (* 1962), deutscher Schauspieler und Synchronsprecher

#### Voget
- Voget, Albert (1695–1771), deutscher reformierter Theologe
- Voget, Anne (1951–2011), deutsche Politikerin (SPD), MdL
- Voget, Hermann (1838–1883), deutscher Publizist und Dramatiker
- Voget, Klaas (* 1979), deutscher Windsurfer

### Vogg
- Vogg, Christian (* 1965), deutscher Journalist und Medienmanager
- Voggenauer, Roland (* 1964), deutscher Schriftsteller
- Voggenberger, Friedrich (1884–1924), deutscher Architekt und Innenarchitekt
- Voggenberger, Helmut (* 1943), österreichischer nordischer Skisportler und Fußballspieler
- Voggenhuber, Johannes (* 1950), österreichischer Politiker (Grüne), Abgeordneter zum Nationalrat, MdEP
- Voggenhuber, Pascal (* 1980), Schweizer Sachbuch- und Thriller-AutorPascal Voggenhuber (* 1980)

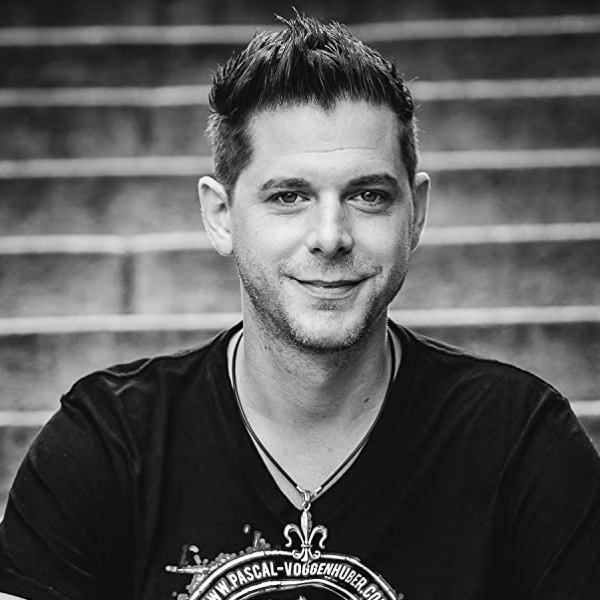
Pascal Voggenhuber (* 1980)

- Voggenhuber, Vilma von (1841–1888), österreichisch-ungarische Bühnensängerin
- Voggenreiter, Georg (1919–1986), deutscher Radrennfahrer
- Voggenreiter, Heinz (* 1963), deutscher Hochschullehrer, Luft- und Raumfahrttechniker

### Vogh
- Voght, Caspar (1752–1839), Unternehmer, Sozialreformer

### Vogi
- Vogil, Lorenz, Dresdner Ratsherr und Bürgermeister

### Vogl
- Vogl, Adalbert (1876–1945), deutscher römisch-katholischer Geistlicher und Märtyrer
- Vogl, Adam (* 1886), deutscher Landrat
- Vogl, Adolf (1873–1961), deutscher Komponist und Musikschriftsteller
- Vogl, Adolf (1910–1993), österreichischer Fußballspieler und -trainer
- Vogl, Alois (* 1972), deutscher Skirennläufer
- Vogl, Anton von (1834–1913), bayerischer Generalstabsarzt und Chef des Militärsanitätswesens der Bayerischen Armee
- Vogl, August (1909–1994), deutscher Chirurg und Anthropologe
- Vogl, August Emil (1833–1909), österreichischer Pharmakologe und Mediziner
- Vogl, Bernd, österreichischer Umweltökonom
- Vogl, Berthold (1706–1771), österreichischer Benediktiner, Abt und Philosoph
- Vogl, Carl (1866–1944), deutscher Theologe
- Vogl, Coelestin (1613–1691), deutscher, christlicher Gelehrter und Abt
- Vogl, Daniela (* 1975), deutsche Diplomatin
- Vogl, Emerich (1905–1971), rumänischer Fußballspieler und -trainer
- Vogl, Franz (1861–1921), österreichischer Bildhauer
- Vogl, Gero (* 1941), österreichischer Physiker
- Vogl, Hanns (* 1920), deutscher Brigadegeneral des Heeres der Bundeswehr
- Vogl, Hans-Jörg (* 1956), österreichischer Rechtsanwalt, Sachverständiger für Versicherungsrecht und akademisch geprüfter Versicherungskaufmann
- Vogl, Heinrich (1845–1900), deutscher Opernsänger (Heldentenor) und Komponist
- Vogl, Helmut (* 1944), österreichischer Karikaturist
- Vogl, Helmuth (* 1928), österreichischer Politiker (SPÖ), Landesrat im Burgenland
- Vogl, Hubert (1933–2012), deutscher Grafiker und Maler

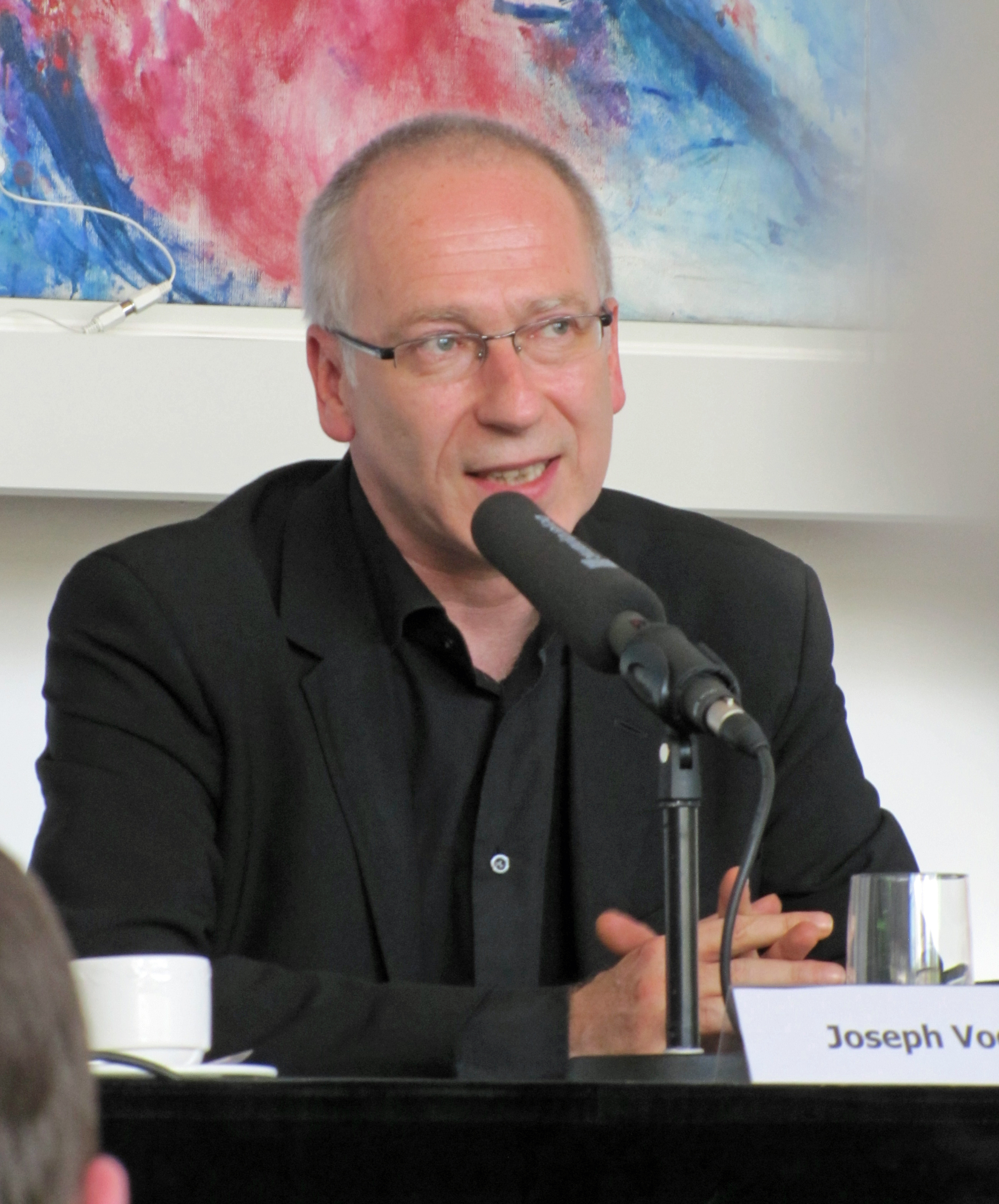
Joseph Vogl (* 1957)

- Vogl, Ingo (* 1970), österreichischer Kabarettist
- Vogl, Joachim (* 1973), deutscher Sportschütze
- Vogl, Johann Michael (1768–1840), österreichischer Opernsänger (Bariton) und Freund Franz Schuberts
- Vogl, Johann Nepomuk (1802–1866), österreichischer Schriftsteller
- Vogl, Josef (1848–1886), deutscher Lehrer, Begründer der Trachtenbewegung in Bayern
- Vogl, Josef Florian (1818–1896), böhmischer Geologe und Politiker
- Vogl, Joseph (* 1957), deutscher Literatur-, Kultur- und Medienwissenschaftler und PhilosophJoseph Vogl (* 1957)
- Vogl, Jürgen (* 1970), österreichischer Kabarettist
- Vogl, Leopold (1868–1940), österreichischer Politiker (SdP), Abgeordneter zum Nationalrat
- Vogl, Leopold (1910–1991), österreichischer Fußballspieler und -trainer
- Vogl, Markus (* 1970), österreichischer Politiker (SPÖ), Vizebürgermeister von Steyr
- Vogl, Mizzi (1884–1968), österreichische Kunsthandwerkerin, Textilkünstlerin und Fachklassenleiterin
- Vogl, Oskar (1881–1954), deutscher General der Artillerie im Zweiten Weltkrieg
- Vogl, Patrik (* 1985), deutscher Eishockeyspieler
- Vogl, Richard (* 1952), deutscher Radierer, Grafiker und Zeichner
- Vogl, Rudolf (1934–2010), österreichischer Schriftsteller
- Vogl, Sebastian (1872–1956), deutscher Mathematiker und Physiker
- Vogl, Sebastian (* 1986), deutscher Eishockeytorwart
- Vogl, Simon (1903–1961), deutscher Politiker (SPD), MdL
- Vogl, Teresa (* 1983), österreichische Radio- und Fernsehmoderatorin
- Vogl, Therese (1845–1921), deutsche Sopranistin
- Vogl, Thomas (* 1958), deutscher RadiologeThomas Vogl (* 1958)

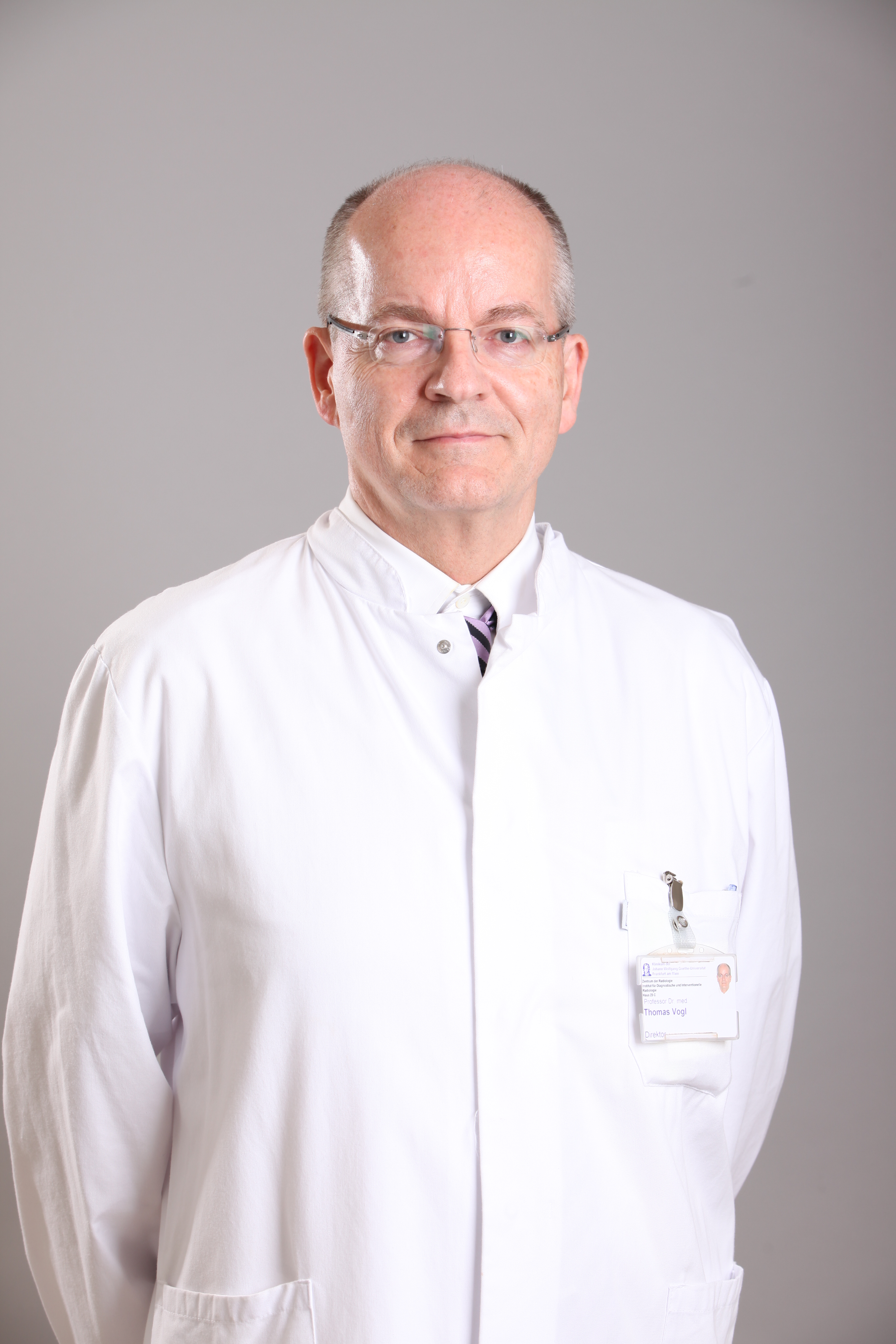
Thomas Vogl (* 1958)

- Vogl, Thomas (* 1977), deutscher Eishockeyspieler
- Vogl, Ulrich (* 1973), deutscher Bildhauer, Installations- und Objektkünstler
- Vogl, Walter (1927–1996), österreichischer Politiker (ÖVP), Salzburger Landtagsabgeordneter
- Vogl, Walter (* 1958), österreichischer Schriftsteller
- Vogl, Willi (* 1961), deutscher Komponist, Klarinettist und Hochschullehrer
- Vogl, Wolfgang (* 1966), deutscher römisch-katholischer Theologe
- Voglauer, Olga (* 1980), österreichische Politikerin (Grüne), Abgeordnete zum Nationalrat
- Vögler, Albert (1877–1945), deutscher Politiker (DVP), MdR und ManagerAlbert Vögler (1877–1945)

Albert Vögler (1877–1945)

- Vogler, Albert (1919–2001), deutscher Opernsänger (Bass)
- Vogler, Alice (* 1980), deutsche Handballspielerin und -trainerin
- Vogler, Alois (1934–2022), deutscher Bildhauer und Restaurator
- Vogler, Andreas (* 1965), deutscher Fußballspieler
- Vogler, Anne-Marie (1892–1983), deutsche Bildhauerin und Grafikerin
- Vogler, Anton (1882–1961), deutscher SS-Brigadeführer und Generalmajor der Waffen-SS
- Vogler, Arnd (1938–2020), deutscher Chemiker
- Vogler, August (1790–1860), deutscher Badearzt und Landtagsabgeordneter
- Vogler, Bernard (1935–2020), französischer Historiker
- Vogler, Bernhard Emil (1832–1880), Jurist und Bürgermeister von Aschaffenburg
- Vogler, Carl (1840–1895), Schweizer Jurist und Politiker
- Vogler, Carl (1874–1951), Schweizer Musiker und Kulturfunktionär
- Vogler, Christian August (1841–1925), deutscher Hochschullehrer und -rektor, Geheimer Regierungsrat
- Vogler, Christine (* 1969), deutsche Pflegepädagogin und Präsidentin des Deutschen Pflegerats
- Vogler, Christopher, US-amerikanischer Autor und HochschullehrerChristopher Vogler

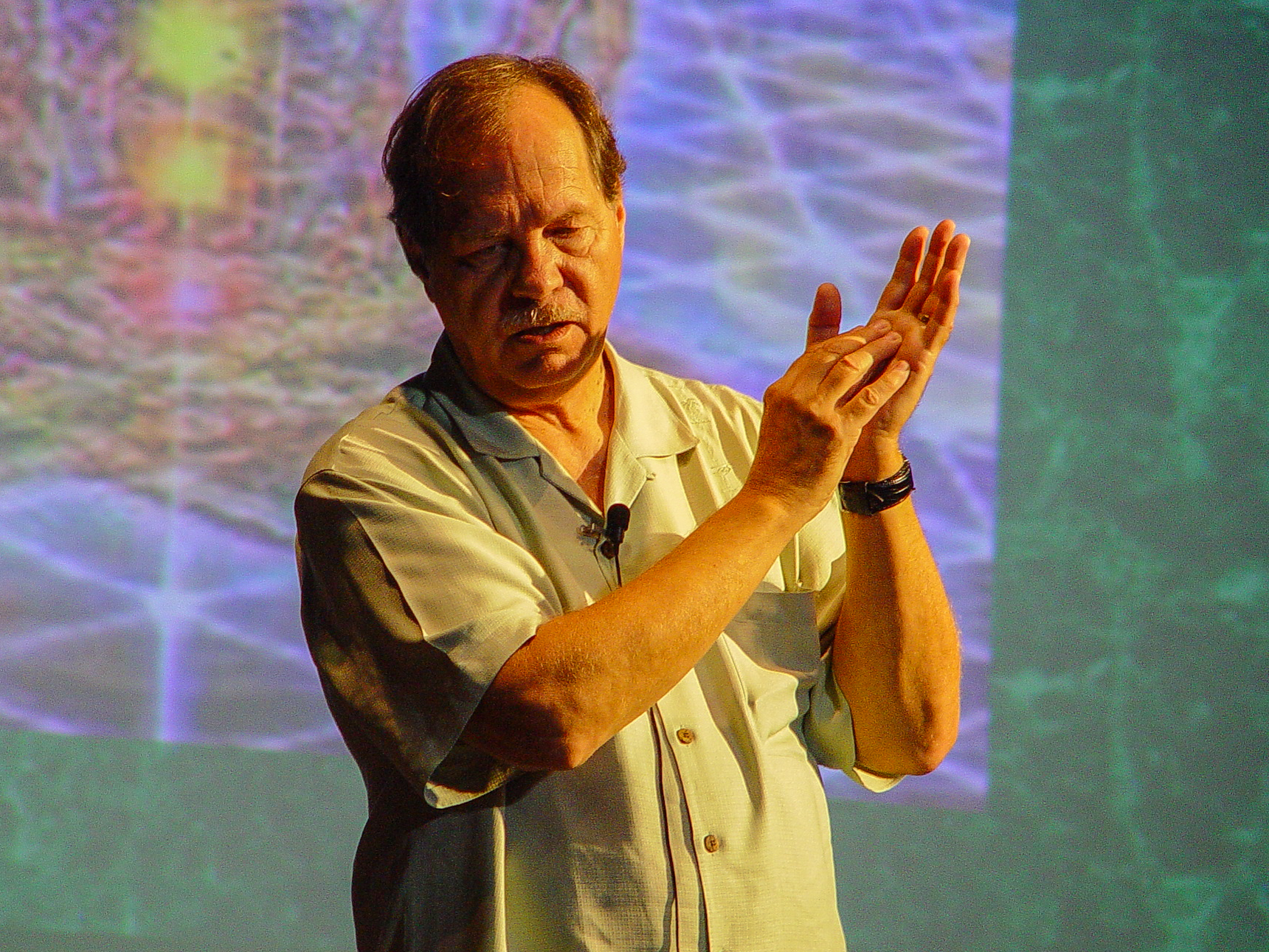
Christopher Vogler

- Vogler, Claus (* 1943), deutscher Fußballspieler
- Vogler, Cölestin († 1749), Fürstabt des Klosters St. Blasien (1747 bis 1749)
- Vogler, Erich (1919–1997), österreichischer Arzt, Radiologe, Hochschullehrer und Sportler
- Vogler, Ernst (1876–1954), deutscher Bankier
- Vögler, Eugen (1884–1956), deutscher Manager
- Vogler, Fabian (* 1977), deutscher Künstler
- Vogler, Franz (* 1944), deutscher Skirennläufer
- Vogler, Fritz (1926–1997), deutscher Fußballspieler
- Vogler, Georg Joseph (1749–1814), deutscher Komponist, Organist, Priester, Musikpädagoge und Musiktheoretiker
- Vogler, Gerald (* 1974), österreichischer Basketballtrainer und -spieler
- Vogler, Gertrud (1936–2018), Schweizer Fotografin
- Vogler, Günter (1933–2025), deutscher Historiker
- Vogler, Hannes (* 1955), österreichischer Autor und Lehrer
- Vogler, Hans-Jörg (* 1950), deutscher Journalist und Buchautor
- Vogler, Heiko (* 1984), deutscher Eishockeyspieler und -trainer
- Vogler, Hermann (* 1944), deutscher Kommunalpolitiker
- Vogler, Jan (* 1964), deutscher Cellist
- Vogler, Johann Caspar (1696–1763), deutscher Komponist
- Vogler, Johann Gottfried (* 1691), deutscher Komponist, Kantor, Organist und Violinist
- Vogler, Joseph (1661–1708), deutscher Ordensgeistlicher und Theologe
- Vogler, Jürgen (* 1946), deutscher Schriftsteller
- Vogler, Karl (* 1956), Schweizer Politiker (CSP OW)
- Vogler, Karl-Michael (1928–2009), deutscher SchauspielerKarl-Michael Vogler (1928–2009)

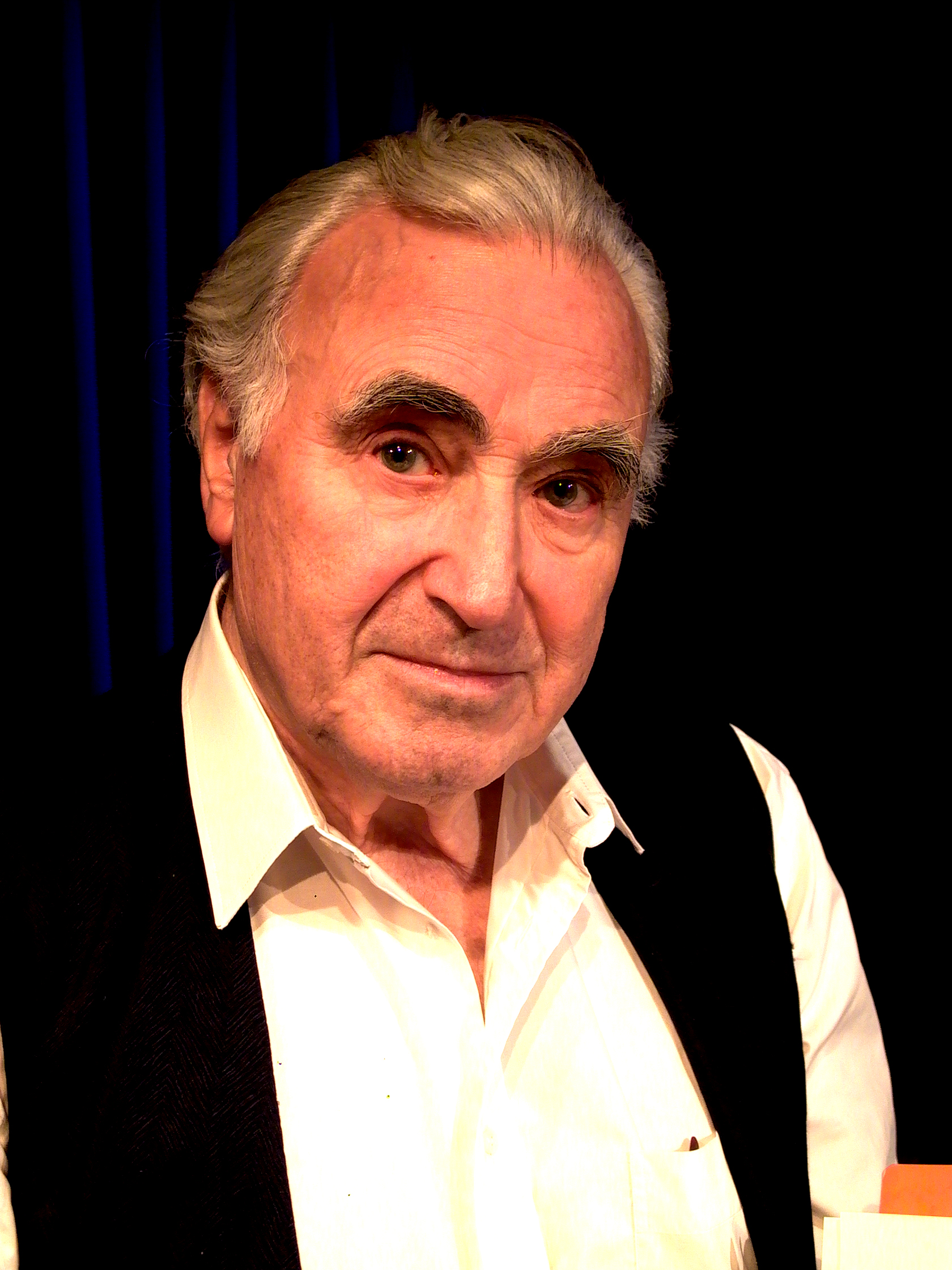
Karl-Michael Vogler (1928–2009)

- Vogler, Kathrin (* 1963), deutsche Friedensaktivistin und Politikerin (Die Linke), MdBKathrin Vogler (* 1963)

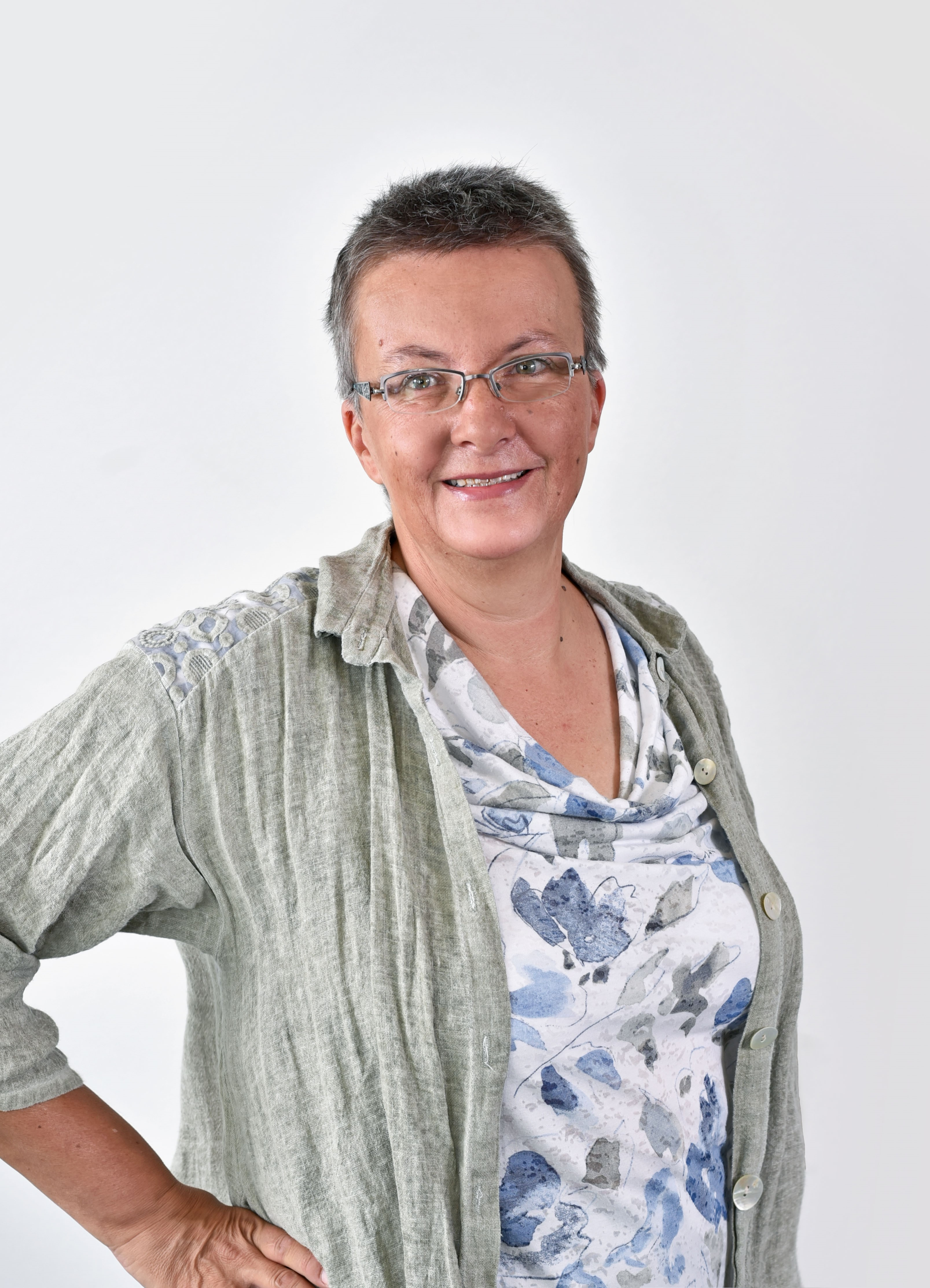
Kathrin Vogler (* 1963)

- Vogler, Kilian (1516–1585), deutscher Philosoph, Jurist, Hofgerichtsassessor und Hochschullehrer
- Vogler, Kurt (1893–1963), deutscher Landschaftsmaler des Spätimpressionismus
- Vogler, Lilly-Marie (* 1999), deutsche Schauspielerin
- Vogler, Ludwig (1850–1923), österreichischer Rechtsanwalt, Politiker und Person des österreichischen gewerblichen Genossenschaftswesens
- Vogler, Marc L. (* 1998), deutscher Komponist und Dirigent
- Vogler, Martin (1830–1903), Schweizer Politiker und Fabrikant
- Vogler, Martin (1928–2015), deutscher Politiker (CDU), MdL
- Vogler, Matthias (1750–1828), deutscher Orgelbauer
- Vogler, Matthias (* 1981), deutscher Politiker (AfD), MdL Bayern
- Vogler, Max (1854–1889), deutscher Lyriker und Belletrist
- Vogler, Max (1893–1956), deutscher Kaufmann und Senator (Bayern)
- Vogler, Paul (1899–1969), deutscher Internist und Hochschulprofessor
- Vogler, Peter (1941–2017), deutscher Offizier, zuletzt Generalleutnant der Bundeswehr
- Vogler, Philipp (* 1965), deutscher Pianist, Liedbegleiter, Dirigent und Komponist
- Vogler, Raimund († 1588), Bürgermeister von Heilbronn (1585–1588)
- Vogler, Reinfried (* 1931), deutscher Rechtsanwalt und Vertriebenenfunktionär
- Vogler, Reinhart (1901–1981), deutscher Richter
- Vogler, Romanus (1636–1695), Abt des Klosters St. Blasien (1672 bis 1695)
- Vogler, Rüdiger (* 1942), deutscher SchauspielerRüdiger Vogler (* 1942)

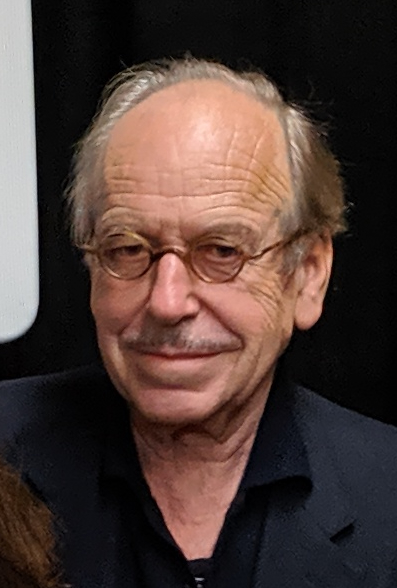
Rüdiger Vogler (* 1942)

- Vogler, Stefan (* 1990), deutscher Fußballspieler
- Vogler, Theodor (1828–1899), deutscher Verwaltungsjurist und Parlamentarier
- Vogler, Traudl (1941–2009), deutsche Bühnenbildnerin, Puppenspielerin und Synchronsprecherin
- Vogler, Werner (1934–2000), deutscher evangelischer Neutestamentler
- Vogler, Werner (1944–2002), Schweizer Kirchenhistoriker
- Vogler, Wolfgang (1948–1974), deutscher Schlosser, Todesopfer an der innerdeutschen Grenze
- Vogler-Maler, korinthischer Vasenmaler
- Voglie, Jean-Baptiste de (1723–1777), französischer Ingenieur, Brücken- und Straßenbauer und Enzyklopädist
- Voglis, Giannis (1937–2016), griechischer Schauspieler
- Voglmaier, Sebastian (* 2003), österreichischer Fußballspieler
- Voglmayr, Günter (1968–2012), österreichischer Flötist
- Voglreiter, Mariella (* 1989), österreichische Skirennläuferin
- Voglreiter, Siegfried (* 1969), österreichischer Skirennläufer
- Voglsamer, Günter (1918–2004), deutscher Maler und Präsident der Akademie der Bildenden Künste Nürnberg
- Voglsammer, Andreas (* 1992), deutscher Fußballspieler
- Voglsang, Renate (* 1971), österreichische Dressurreiterin
- Vogltanz, Melanie (* 1992), österreichische Schriftstellerin und Übersetzerin

### Vogo
- Vogondy, Nicolas (* 1977), französischer Radrennfahrer

### Vogr
- Vogrich, Max (1852–1916), österreichischer Pianist und Komponist
- Vogrinc, Josip († 1988), jugoslawischer Tischtennisspieler

### Vogt

#### Vogt V
- Vogt von Altensumerau und Prasberg, Franz Johann (1611–1689), Bischof von Konstanz
- Vogt von Altensumerau und Prasberg, Sixt Werner (1575–1627), Bischof von Konstanz
- Vogt von Elspe, Caspar Christian (* 1632), deutscher Geschichtsschreiber und Drost
- Vogt von Wierandt, Caspar († 1560), Festungsbaumeister in Dresden

#### Vogt, A – Vogt, W

##### Vogt, A
- Vogt, Achim (* 1970), liechtensteinischer Skirennläufer, Unternehmer und Politiker (DpL)
- Vogt, Adelgunde (1811–1892), dänische Bildhauerin
- Vogt, Adolf (1823–1907), deutsch-schweizerischer Mediziner
- Vogt, Adolf Max (1920–2013), Schweizer Journalist und Kunst- und Architekturkritiker
- Vogt, Adrian (* 1999), Schweizer Webvideoproduzent
- Vogt, Albert (1634–1676), deutscher Orientalist und lutherischer Theologe
- Vogt, Albert (1874–1942), Schweizer Historiker und Byzantinist
- Vogt, Alexander (* 1978), deutscher Kommunalpolitiker
- Vogt, Alexander (* 1978), deutscher Journalist und Politiker (SPD), MdL
- Vogt, Alexandra (* 1970), deutsche Malerin, Fotografin und Videokünstlerin
- Vogt, Alfred (1879–1943), Schweizer Augenarzt
- Vogt, Alfred (1917–2002), deutscher Segelflugzeugkonstrukteur
- Vogt, Alois (1906–1988), liechtensteinischer Politiker
- Vogt, Andreas (* 1962), namibischer Historiker und Autor
- Vogt, Angelina (* 1994), deutsche Weinkönigin 2019/2020Angelina Vogt (* 1994)

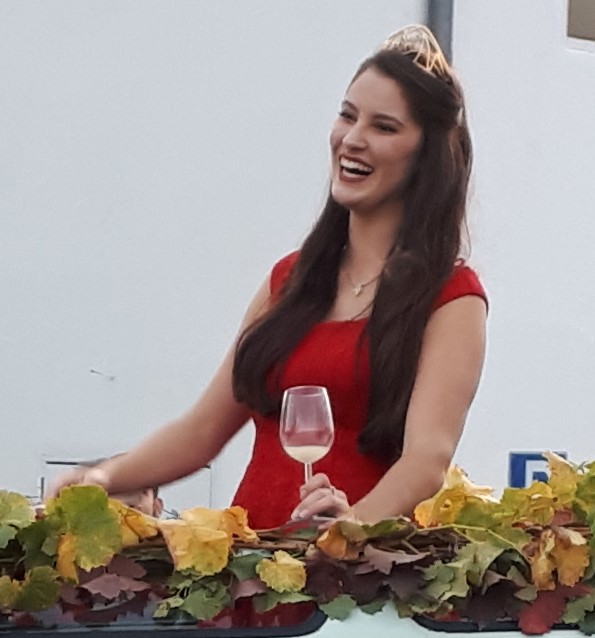
Angelina Vogt (* 1994)

- Vogt, Anne-Kathrin (* 1968), deutsche Basketballspielerin
- Vogt, Annette (* 1952), deutsche Wissenschaftshistorikerin
- Vogt, Anton, Bibliothekar des Klosters St. Gallen
- Vogt, Anton (1891–1976), deutscher Politiker (NSDAP), MdR
- Vogt, Arnold (1952–2004), deutscher Museumspädagoge
- Vogt, Arthur (1917–2003), Schweizer Holocaustleugner
- Vogt, Artur (1894–1964), deutscher Politiker (KPD), MdR
- Vogt, Augustus Stephen (1861–1926), kanadischer Musikpädagoge, Chorleiter, Organist und Komponist

##### Vogt, B
- Vogt, Basil (1878–1939), liechtensteinischer Zimmermann, Landwirt und Landtagsabgeordneter
- Vogt, Benjamin (* 1999), liechtensteinischer Fussballspieler
- Vogt, Bertrand (1857–1936), Schweizer Industrieller, Wirtschaftsführer, Mäzen und Politiker
- Vogt, Bruce (* 1950), kanadischer Pianist und Musikpädagoge
- Vogt, Bruno (* 1960), liechtensteinischer Fussballspieler
- Vogt, Burkhard (* 1955), deutscher Vorderasiatischer Archäologe

##### Vogt, C
- Vogt, Carina (* 1992), deutsche SkispringerinCarina Vogt (* 1992)

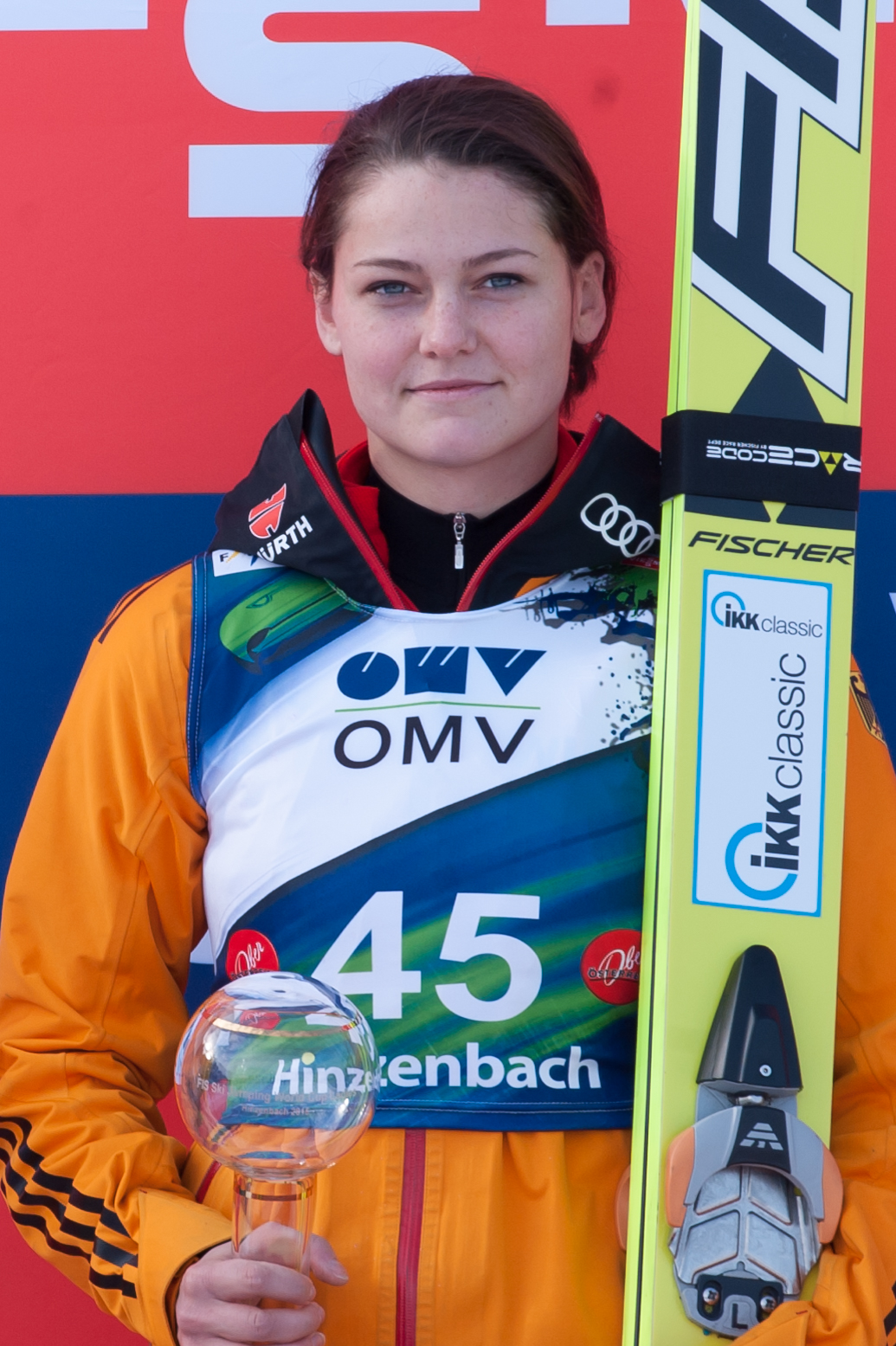
Carina Vogt (* 1992)

- Vogt, Carl (1817–1895), deutsch-schweizerischer Naturwissenschaftler und Politiker
- Vogt, Carl de (1885–1970), deutscher Schauspieler
- Vogt, Carl Friedrich Gustav (1839–1886), deutscher Naturwissenschaftler und Pädagoge
- Vogt, Catrin, deutsche Filmeditorin
- Vogt, Cécile (1875–1962), Ärztin und Neurologin
- Vogt, Céline (* 1990), deutsche Synchronsprecherin, Tänzerin und Darstellerin
- Vogt, Charles Hans (1906–1978), deutscher Schauspieler
- Vogt, Christian (* 1946), Schweizer Fotograf
- Vogt, Christian (* 1979), deutscher Kommunalpolitiker
- Vogt, Christian (* 1979), deutscher Autor
- Vogt, Christine (* 1967), deutsche Museumsdirektorin, Kunsthistorikerin und Kuratorin
- Vogt, Christopher (* 1984), deutscher Politiker (FDP), MdL
- Vogt, Claudia (* 1969), deutsche Schauspielerin und Filmemacherin
- Vogt, Claus (* 1963), deutscher Bankmanager und Publizist
- Vogt, Claus (* 1969), deutscher Sportfunktionär und Manager
- Vogt, Conrad (1634–1691), deutscher Dichter

##### Vogt, D
- Vogt, Daniel (* 1972), liechtensteinischer Skirennläufer
- Vogt, Daniela (* 1978), deutsche Handballspielerin
- Vogt, David, deutscher Musikproduzent und Songwriter
- Vogt, David (* 2000), deutscher Fußballspieler
- Vogt, Dennis (* 1978), deutscher Fußballspieler
- Vogt, Dieter (1927–2020), deutscher Ichthyologe und Aquarianer
- Vogt, Dieter (* 1962), deutscher Chemiker
- Vogt, Dominik (* 1998), deutscher Handballspieler

##### Vogt, E
- Vogt, Eckhart (1898–1977), deutscher Festkörperphysiker
- Vogt, Emanuel (1925–2007), deutscher Komponist, Stadt- und Bezirkskantor
- Vogt, Emil (1848–1930), Landtagsabgeordneter Großherzogtum Hessen
- Vogt, Emil (1863–1936), Schweizer Architekt
- Vogt, Emil (1906–1974), Schweizer Prähistoriker
- Vogt, Ernesto (1903–1984), Schweizer römisch-katholischer Theologe
- Vogt, Ernst (1877–1918), deutscher Historiker
- Vogt, Ernst (1930–2017), deutscher Klassischer Philologe
- Vogt, Eskil (* 1974), norwegischer Drehbuchautor und FilmregisseurEskil Vogt (* 1974)

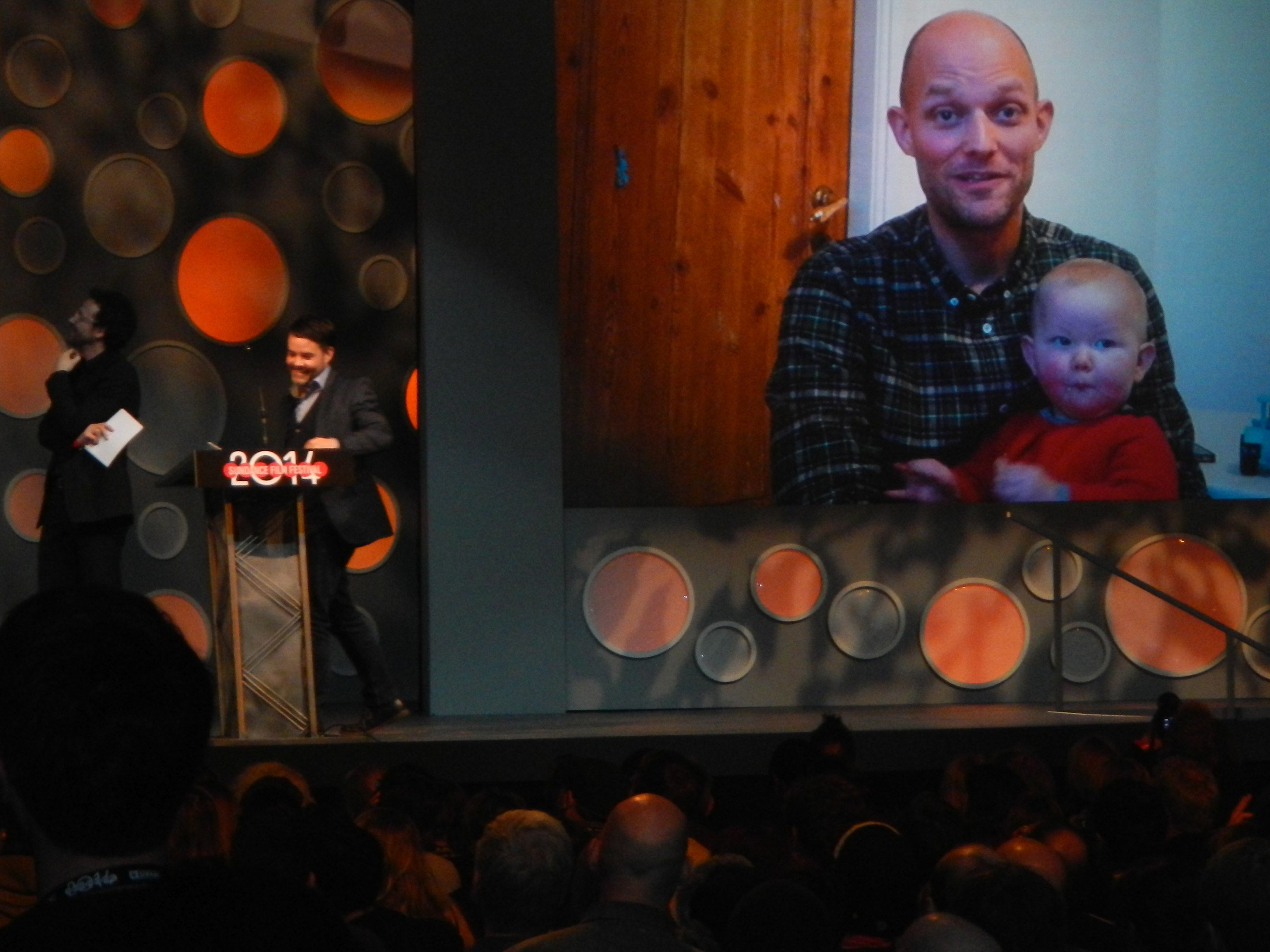
Eskil Vogt (* 1974)

- Vogt, Eugen (1909–1997), Schweizer Promotor der katholischen Laien- und Jugendbewegung

##### Vogt, F
- Vogt, Fabian (* 1967), deutscher Schriftsteller, Musiker und Pfarrer
- Vogt, Frantz (1661–1736), lutherischer Theologe und Dichter
- Vogt, Franz (1899–1940), deutscher Politiker (SPD), Widerstandskämpfer gegen das NS-Regime, MdL
- Vogt, Franz (1920–2006), deutscher Kaufmann und Unternehmer
- Vogt, Franz (* 1935), bayerischer Staatsbeamter und Regierungspräsident des bayerischen Regierungsbezirks Unterfranken
- Vogt, Franz-Josef (* 1985), liechtensteinischer Fussballspieler
- Vogt, Friedrich (1851–1923), deutscher Historiker, Philologe und Germanist
- Vogt, Friedrich (1852–1935), deutscher Gutsbesitzer, Schultheiß und Politiker, MdR
- Vogt, Friedrich (1921–2009), deutscher Politiker (SPD), Bürgermeister von Detmold
- Vogt, Friedrich August (1812–1893), deutscher Mediziner
- Vogt, Fritz (1916–1996), deutscher Politiker (FDP), MdL

##### Vogt, G
- Vogt, Gabriele (* 1972), deutsche Japanologin
- Vogt, Georg (1879–1943), liechtensteinischer Politiker (FBP)
- Vogt, Georg (1881–1956), deutscher Kunstmaler, Kunstgewerbler und Akademieprofessor
- Vogt, Georg Heinrich (1809–1889), deutscher evangelisch-lutherischer Pfarrer und Politiker
- Vogt, Gerhard (1927–2005), deutscher Schauspieler
- Vogt, Gerhard (1933–2003), deutscher Fußballspieler
- Vogt, Gerhard (* 1942), deutscher Musikverleger, Musikpädagoge und Kulturförderer
- Vogt, Gideon (1830–1904), deutscher Lehrer und Schulleiter
- Vogt, Günter (* 1961), liechtensteinischer Politiker (VU)
- Vogt, Günther (* 1957), liechtensteinischer Landschaftsarchitekt
- Vogt, Gustav (1829–1901), Schweizer Journalist
- Vogt, Gustav (1890–1942), katholischer Pfarrer
- Vogt, Gustave (1781–1870), französischer Oboist, Musikpädagoge und Komponist

##### Vogt, H
- Vogt, Hannah (1910–1994), deutsche Autorin
- Vogt, Hannelore (* 1958), deutsche Bibliothekarin, Kulturmanagerin und Direktorin der Stadtbibliothek Köln
- Vogt, Hans (1874–1963), deutscher Pädiater
- Vogt, Hans (1890–1979), deutscher Ingenieur und Erfinder des Lichttonverfahrens
- Vogt, Hans (1909–1978), Schweizer Komponist, Pianist und Dirigent
- Vogt, Hans (1911–1992), deutscher Komponist
- Vogt, Hans (1924–2015), deutscher Jurist und Heimatforscher
- Vogt, Hans (* 1951), deutscher Politiker (SPD), MdL
- Vogt, Hans-Heinrich (* 1927), deutscher Oberstudienrat und Autor
- Vogt, Hans-Peter (* 1950), deutscher Autor
- Vogt, Hans-Ueli (* 1969), Schweizer Rechtswissenschafter, Hochschullehrer und Politiker (SVP)
- Vogt, Hans-Wilhelm (1932–2020), deutscher Akkordeonist und Musikpädagoge sowie Komponist
- Vogt, Hansy (* 1967), deutscher Fernsehmoderator, Entertainer und SängerHansy Vogt (* 1967)

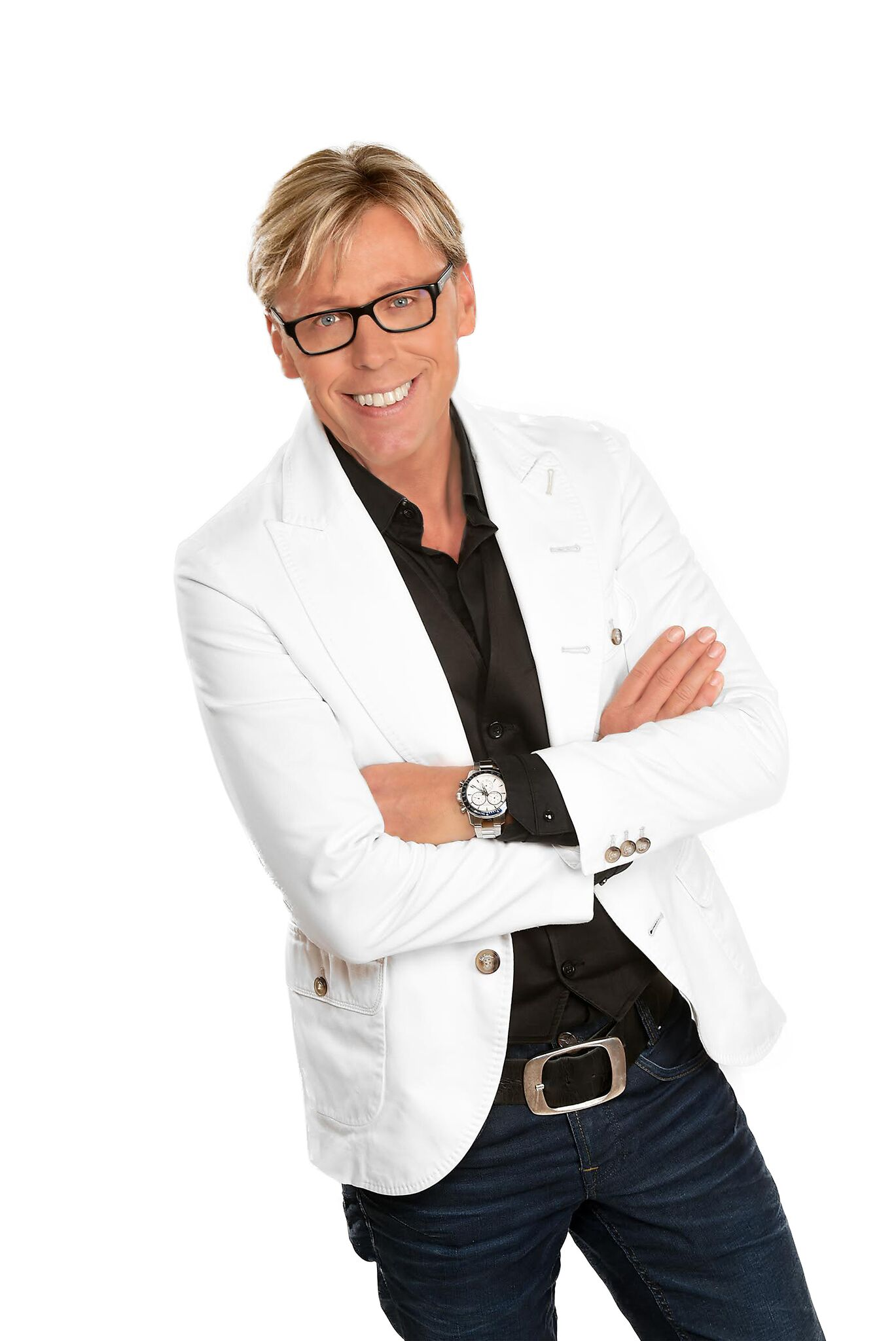
Hansy Vogt (* 1967)

- Vogt, Harry (* 1956), deutscher Musikredakteur
- Vogt, Heinrich (1875–1957), deutscher Neurologe, Psychiater, Balneologe und Rheumatologe
- Vogt, Heinrich (1890–1968), deutscher Astronom
- Vogt, Heinrich (1901–1943), deutscher Politiker (NSDAP)
- Vogt, Heinrich (1910–1990), deutscher Rechtshistoriker
- Vogt, Heinz (* 1968), liechtensteinischer Politiker
- Vogt, Helmut (1926–1994), deutscher Bibliothekar
- Vogt, Helmut (* 1949), deutscher Erziehungswissenschaftler
- Vogt, Helmut (* 1951), deutscher Historiker
- Vogt, Hendrik (* 1986), deutscher Schauspieler und Produzent
- Vogt, Henning (* 1972), deutscher Schauspieler
- Vogt, Henri (1864–1927), französischer Mathematiker
- Vogt, Hermann (1835–1889), preußischer Oberstleutnant und Militärschriftsteller
- Vogt, Hermann (1915–1978), deutscher Offizier der DDR
- Vogt, Hermann (1922–2021), deutscher Offizier der Wehrmacht und Bundeswehr
- Vogt, Hermann Josef (1932–2015), deutscher römisch-katholischer Geistlicher, Theologe, Althistoriker und Patrologe
- Vogt, Holger (* 1943), deutscher Maler und Grafiker
- Vogt, Hubert (1936–2016), deutscher Bauingenieur und Politiker (CDU), MdA

##### Vogt, I
- Vogt, Irene (* 1956), österreichische Politikerin (FPÖ), Abgeordnete zum Vorarlberger Landtag
- Vogt, Irmgard (* 1941), deutsche Suchtforscherin

##### Vogt, J
- Vogt, Jacqueline (* 1969), liechtensteinische Skirennläuferin
- Vogt, Jakob (1902–1985), deutscher Gewichtheber
- Vogt, Jasper (* 1945), deutscher SchauspielerJasper Vogt (* 1945)

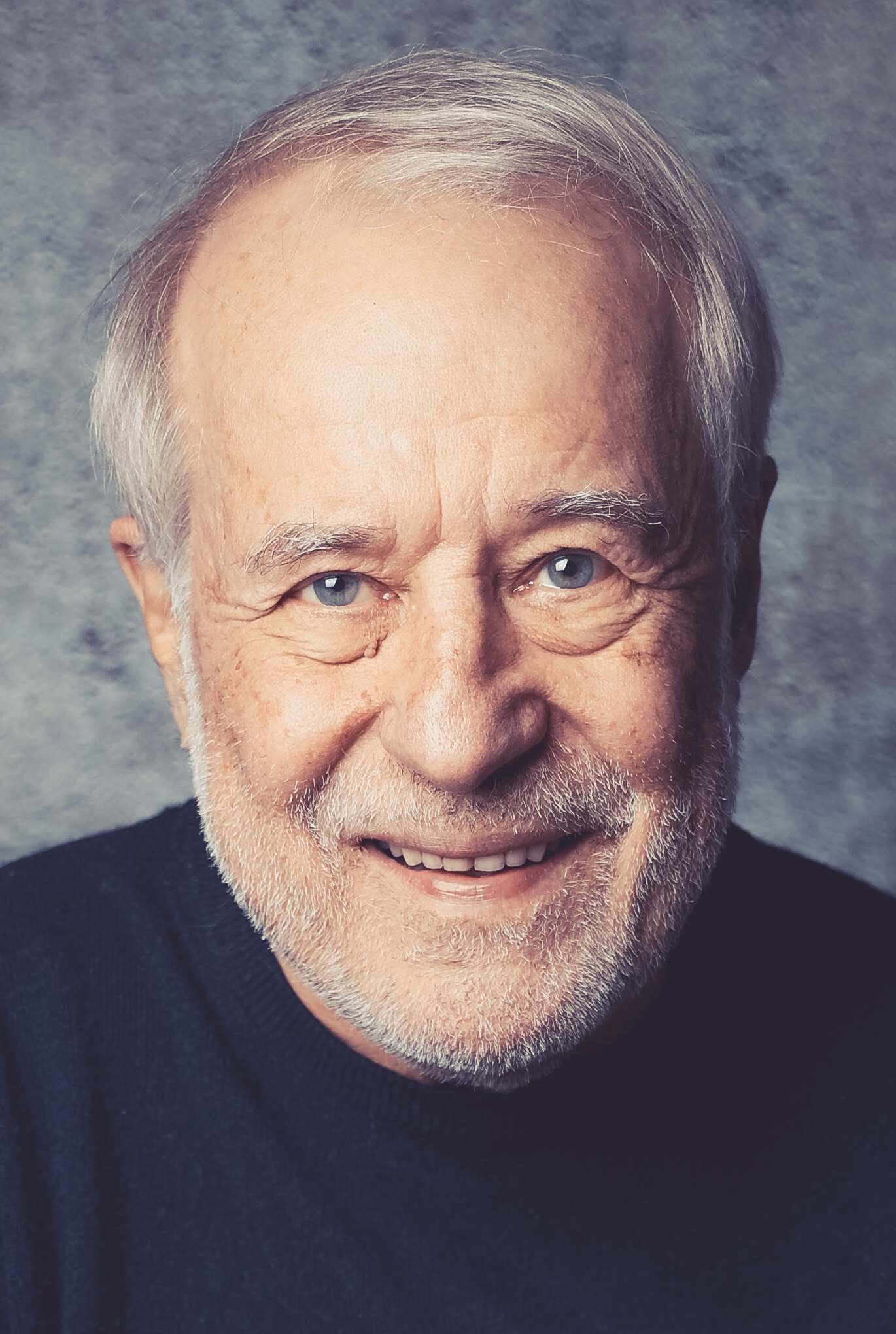
Jasper Vogt (* 1945)

- Vogt, Jean (1823–1888), deutscher Komponist
- Vogt, Jochen (1943–2025), deutscher Germanist, Literaturwissenschaftler und Literaturdidaktiker
- Vogt, Johan Herman Lie (1858–1932), norwegischer Geologe
- Vogt, Johann, Augustiner-Eremit, Provinzialvikar für Sachsen und Thüringen und Prior des Klosters Magdeburg
- Vogt, Johann († 1625), deutscher Drucker
- Vogt, Johann (1695–1764), deutscher Theologe und Historiker
- Vogt, Johann Adam (1773–1845), deutscher Grebe (Bürgermeister) in Helsa
- Vogt, Johann Gustav (* 1843), deutscher Naturphilosoph
- Vogt, Johann Michael (1729–1803), deutscher römisch-katholischer Geistlicher und Naturforscher
- Vogt, Johann Peter (1621–1679), königlich dänischer Generalmajor und zuletzt Kommandant von Wismar
- Vogt, Johanna (1862–1944), deutsche Frauenrechtlerin
- Vogt, Johannes (1872–1950), deutscher Ministerialbeamter und Staatssekretär
- Vogt, John W. Jr. (1920–2010), US-amerikanischer Offizier, General der US Air Force
- Vogt, Jørgen Herman (1784–1862), Jurist und Politiker, Mitglied des Storting, Erster Staatsrat
- Vogt, Josef (1884–1967), deutscher Beamter und SS-Standartenführer im SS-Wirtschafts- und Verwaltungshauptamt (WVHA)
- Vogt, Josef (1897–1947), deutscher Polizeibeamter und SS-Sturmbannführer
- Vogt, Josef (1908–1996), deutscher Politiker (BCSV, CDU), MdL
- Vogt, Joseph (1865–1937), deutscher Theologe, Bischof von Aachen
- Vogt, Joseph (1895–1986), deutscher Althistoriker
- Vogt, Judith C. (* 1981), deutsche Autorin
- Vogt, Jürgen (* 1958), deutscher Erziehungswissenschaftler

##### Vogt, K
- Vogt, Karl (1878–1960), deutscher Rechtsanwalt
- Vogt, Karl (1883–1952), deutscher Bauer und Politiker (CDU)
- Vogt, Karl (1915–1997), deutscher Landrat in Bitburg
- Vogt, Karl (1923–2022), deutscher Ingenieur
- Vogt, Karl (1926–1988), deutscher Mundartsänger
- Vogt, Karl Anton (1899–1951), deutscher Schriftsteller und Politiker (Zentrum)
- Vogt, Karl August Traugott (1808–1869), deutscher Theologe
- Vogt, Karl-Heinz (1919–1988), deutscher Verwaltungsbeamter und Politiker (CDU, CSU), MdB
- Vogt, Karl-Heinz (1945–2025), deutscher Fußballspieler
- Vogt, Karsten (* 1971), deutscher Politiker (CDU)
- Vogt, Kaspar (1584–1644), deutscher Baumeister, Stadtbaumeister in Schwäbisch Gmünd
- Vogt, Kathleen (* 1959), kanadische Eisschnellläuferin
- Vogt, Katja Maria (* 1968), deutsche Philosophin
- Vogt, Kevin (* 1991), deutscher FußballspielerKevin Vogt (* 1991)

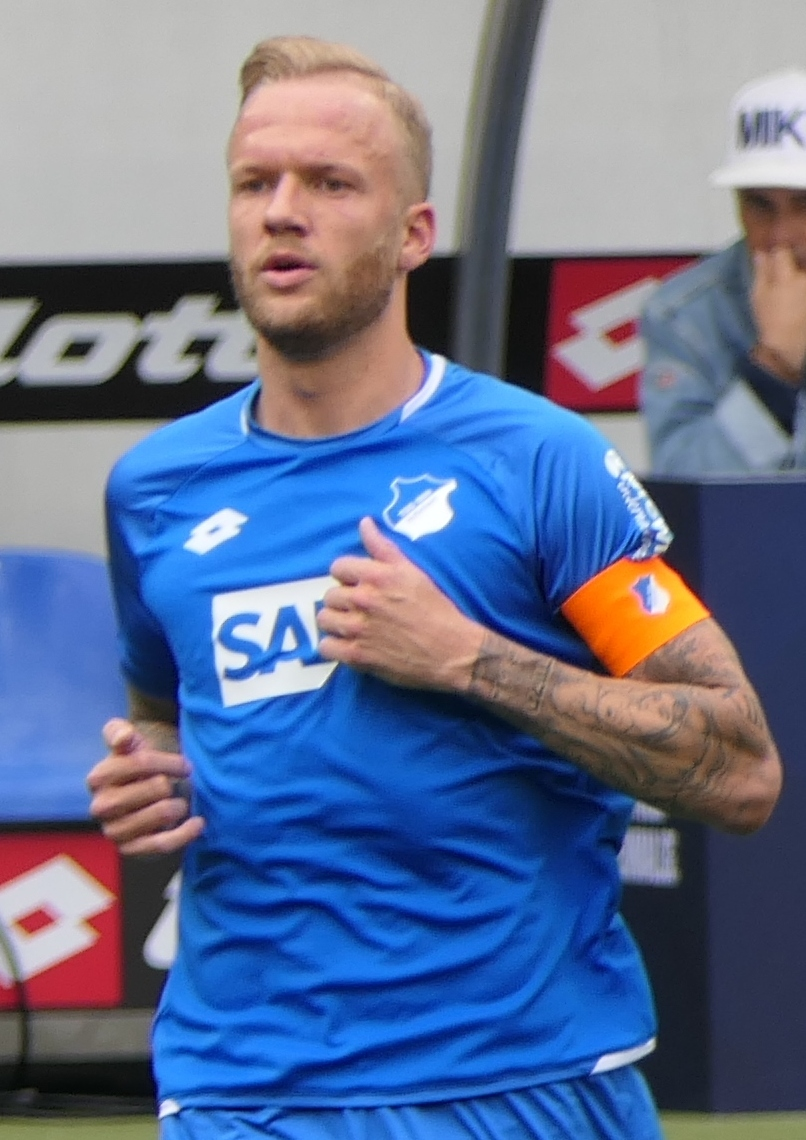
Kevin Vogt (* 1991)

- Vogt, Klaus Florian (* 1970), deutscher Opernsänger (jugendlicher Heldentenor)
- Vogt, Kristina (* 1965), deutsche Politikerin (Die Linke), Mitglied der Bremischen Bürgerschaft

##### Vogt, L
- Vogt, Lars (1970–2022), deutscher Pianist und Dirigent
- Vogt, Laura (* 2001), deutsche Fußballspielerin
- Vogt, Lena (* 1986), deutsche Schauspielerin, Hörspiel- und Synchronsprecherin
- Vogt, Leonhard (1837–1928), deutscher Kunstschreiner, Altarbauer und Bildhauer des Historismus
- Vogt, Lothar (* 1952), deutscher Schachspieler
- Vogt, Ludgera (* 1962), deutsche Soziologin
- Vogt, Ludwig (1873–1957), deutscher Offizier
- Vogt, Luis (* 2002), deutscher Skirennläufer
- Vogt, Lutz (* 1968), deutscher Sportwissenschaftler und Hochschullehrer

##### Vogt, M
- Vogt, Manfred (* 1988), österreichischer Politiker (FPÖ)
- Vogt, Marc-André (* 2000), Schweizer Unihockeyspieler
- Vogt, Margaretha, als Hexe verfolgte, aber freigelassene Frau
- Vogt, Marguerite (1913–2007), deutsch-US-amerikanische Virologin
- Vogt, Maria (* 1980), deutsche Theater- und Filmschauspielerin
- Vogt, Marie (* 2005), deutsche Tennisspielerin
- Vogt, Marina (* 1981), deutsche Fußballspielerin
- Vogt, Mario (* 1992), deutscher RadrennfahrerMario Vogt (* 1992)

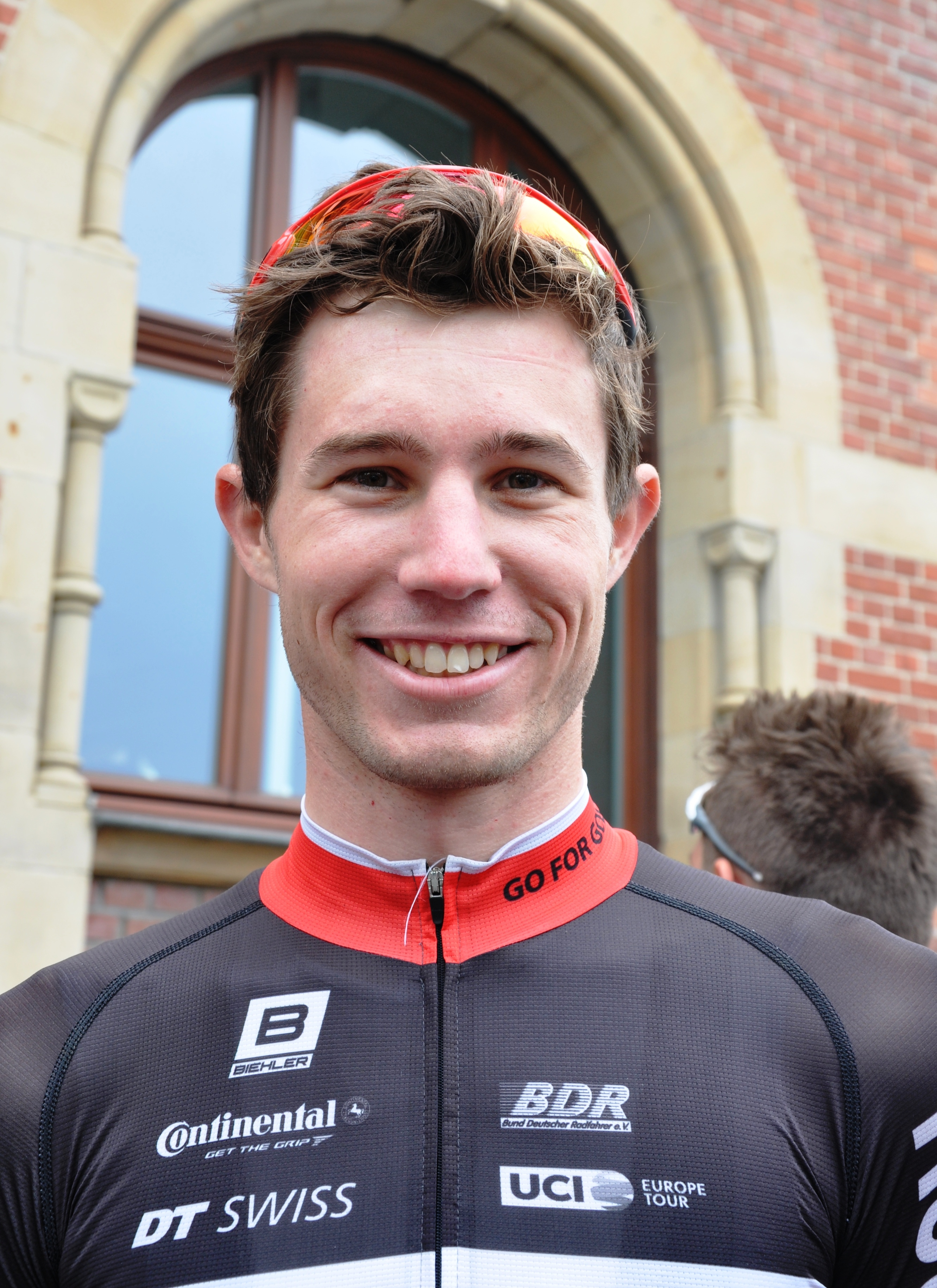
Mario Vogt (* 1992)

- Vogt, Marko (* 1971), deutscher Hörfunk- und Fernsehmoderator sowie Werbesprecher
- Vogt, Markus (* 1962), deutscher Theologe und Hochschullehrer
- Vogt, Markus (* 1965), deutscher Ruderer
- Vogt, Marthe Louise (1903–2003), deutsch-britische Pharmakologin
- Vogt, Martin (1781–1854), Organist, Cellist und Komponist
- Vogt, Martin (1936–2019), deutscher Historiker und Bibliothekar
- Vogt, Matthias (* 1970), deutscher Musikproduzent und (Jazz-)Musiker
- Vogt, Matthias Theodor (* 1959), deutscher Kulturhistoriker und Autor
- Vogt, Mauritius Johann (1669–1730), böhmischer Komponist und Musiktheoretiker deutscher Herkunft
- Vogt, Max (1925–2019), Schweizer Architekt
- Vogt, Max (* 1935), deutscher Jurist, Richter am Bundesgerichtshof
- Vogt, Meike, Klimawissenschaftlerin und Meeresökologin
- Vogt, Michael (* 1997), Schweizer Bobfahrer
- Vogt, Michael Friedrich (1953–2025), deutscher Journalist und DokumentarfilmerMichael Friedrich Vogt (1953–2025)

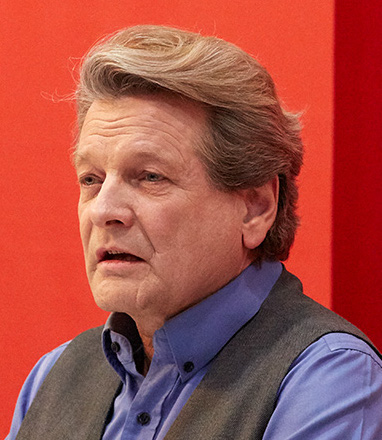
Michael Friedrich Vogt (1953–2025)

- Vogt, Miriam (* 1959), deutsche Künstlerin
- Vogt, Miriam (* 1967), deutsche Skirennläuferin
- Vogt, Mirko (* 1972), deutscher Fußballspieler

##### Vogt, N
- Vogt, Nedim Peter (* 1952), Schweizer Rechtsanwalt
- Vogt, Nicolaus (1756–1836), Historiker, Politiker und Staatsdenker
- Vogt, Nikolaus, deutscher Jurist und Kanzler
- Vogt, Nils Collett (1864–1937), norwegischer Schriftsteller

##### Vogt, O
- Vogt, Oliver (* 1966), deutscher Designer
- Vogt, Oliver (* 1971), deutscher Tennisspieler
- Vogt, Oliver (* 1977), deutscher Politiker (CDU) und ehemaliger Gymnasiallehrer
- Vogt, Oliver (* 1980), Schweizer Basketballspieler
- Vogt, Oscar (1927–2014), Schweizer Physiker und Industrieller
- Vogt, Oskar (1870–1959), deutscher HirnforscherOskar Vogt (1870–1959)

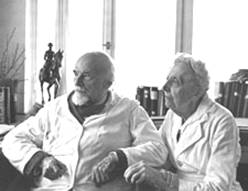
Oskar Vogt (1870–1959)

- Vogt, Otto (1852–1932), Mühlenbesitzer, Mitglied des Provinziallandtages der Provinz Hessen-Nassau
- Vogt, Otto (1856–1929), württembergischer Oberamtmann

##### Vogt, P
- Vogt, Paul (1844–1885), deutscher Mediziner
- Vogt, Paul (* 1877), deutscher Jurist, Senatspräsident am Reichsgericht
- Vogt, Paul (1900–1984), Schweizer Flüchtlingspfarrer
- Vogt, Paul (1926–2017), deutscher Kunsthistoriker, Direktor am Museum Folkwang
- Vogt, Paul (* 1952), liechtensteinischer Politiker
- Vogt, Paul (* 1957), Schweizer Chirurg und Hochschullehrer
- Vogt, Peter (1822–1886), Schweizer Förster und Politiker
- Vogt, Peter (1897–1941), deutscher Politiker (NSDAP), MdR und SA-Führer
- Vogt, Peter (1944–2013), Münchner Maler
- Vogt, Peter (* 1952), Schweizer Politiker (NA, CVP)
- Vogt, Peter (* 1957), deutscher Staatsanwalt
- Vogt, Peter K. (* 1932), US-amerikanischer Molekularbiologe, Virologe und Genetiker deutscher Herkunft
- Vogt, Peter M. (* 1958), deutscher plastischer und ästhetischer Chirurg und Hochschullehrer
- Vogt, Petra (* 1969), deutsche Politikerin (CDU), MdL
- Vogt, Philipp Friedrich Wilhelm (1789–1861), deutsch-schweizerischer Mediziner und Pharmakologe

##### Vogt, R
- Vogt, Rainer (1942–2015), deutscher Mathematiker
- Vogt, Raphaël (* 1976), deutsch-französischer Schauspieler mit zwei StaatsangehörigkeitenRaphaël Vogt (* 1976)

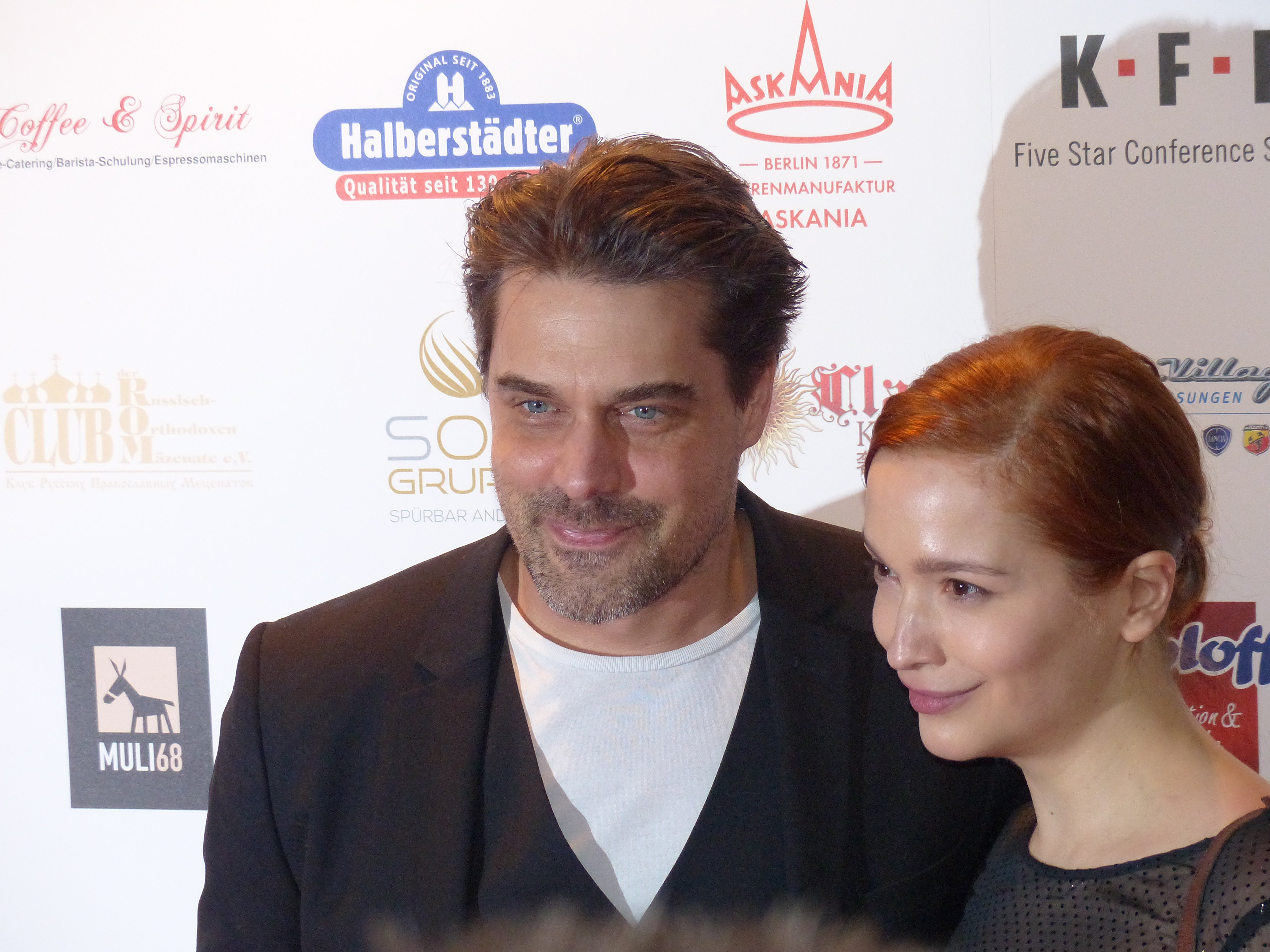
Raphaël Vogt (* 1976)

- Vogt, Renate (* 1951), deutsche Bibliothekarin
- Vogt, René (* 1949), Schweizer Automobilrennfahrer
- Vogt, Richard (1894–1979), deutscher Ingenieur und Flugzeugkonstrukteur
- Vogt, Richard (1913–1988), deutscher Boxer
- Vogt, Richard Carl (1949–2021), US-amerikanischer Herpetologe
- Vogt, Roland (1941–2018), deutscher Politiker (Bündnis 90/Die Grünen), MdB
- Vogt, Rudi (1933–2018), deutscher Basketballnationalspieler
- Vogt, Rudolf (1856–1926), deutscher Kommunalbeamter

##### Vogt, S
- Vogt, Sabine (* 1970), deutsche Altphilologin
- Vogt, Sascha (* 1980), deutscher Politiker (SPD), Bundesvorsitzender der Jusos
- Vogt, Sibylle (* 1995), schweizerische RennreiterinSibylle Vogt (* 1995)

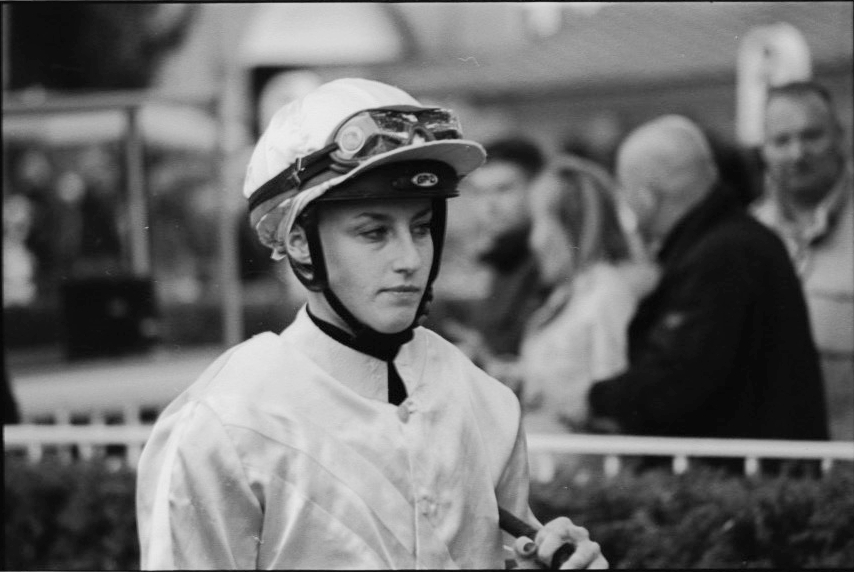
Sibylle Vogt (* 1995)

- Vogt, Siegfried (1912–1998), deutscher Maler
- Vogt, Silvio (* 1962), liechtensteinischer Fussballspieler
- Vogt, Simone (* 1971), deutsche Klassische Archäologin und Numismatikerin
- Vogt, Sonka, deutsche Schauspielerin
- Vogt, Stephan (* 1987), deutscher Eishockeyspieler
- Vogt, Stephanie (* 1990), liechtensteinische Tennisspielerin
- Vogt, Steven (* 1949), US-amerikanischer Astronom und Astrophysiker

##### Vogt, T
- Vogt, Theodor (1835–1906), österreichischer Pädagoge, Professor, Gründer des sozialpädagogischen Instituts der Universität Wien
- Vogt, Thomas (1766–1825), deutscher Geistlicher, theologischer Schriftsteller, Direktor am bischöflichen Seminar in Rottenburg
- Vogt, Thomas (* 1976), liechtensteinischer Politiker
- Vogt, Tobias (* 1973), deutscher Dramaturg
- Vogt, Tobias (* 1985), deutscher Politiker (CDU), MdL Baden-Württemberg
- Vogt, Tobias (* 1988), deutscher Politiker (CDU), MdL Rheinland-Pfalz
- Vogt, Tom (* 1957), deutscher Synchronsprecher und Filmschauspieler
- Vogt, Traugott Karl August (1762–1807), deutscher Mediziner

##### Vogt, U
- Vogt, Ulrich (* 1941), deutscher Autor und Didaktiker
- Vogt, Ulrich Andreas (* 1952), deutscher Unternehmer und Kultur-Manager
- Vogt, Ute (* 1964), deutsche Politikerin (SPD), MdL und MdBUte Vogt (* 1964)

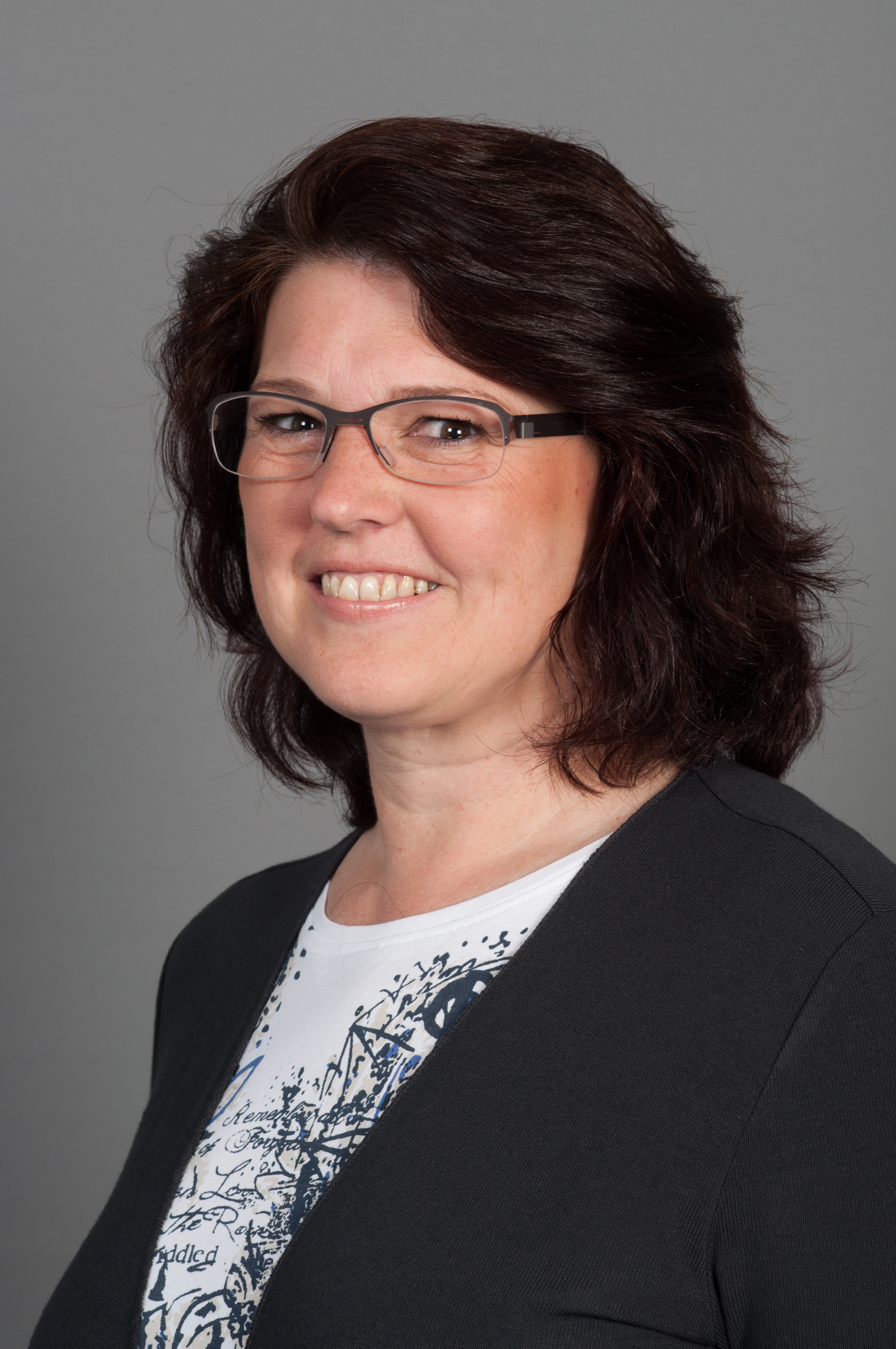
Ute Vogt (* 1964)

##### Vogt, V
- Vogt, Valentin (* 1960), Schweizer Unternehmer, Manager und Verbandsfunktionär
- Vogt, Volker (* 1974), deutscher Arbeitsrechtler

##### Vogt, W
- Vogt, Waldemar (1912–1945), deutscher NS-Funktionär
- Vogt, Walter (1927–1988), Schweizer Schriftsteller und Psychiater
- Vogt, Walter (* 1947), liechtensteinischer Politiker
- Vogt, Walther Heinrich (1878–1951), deutscher Mediävist
- Vogt, Werner (1905–2000), Schweizer Politiker (SP)
- Vogt, Werner (1924–2006), deutscher Heimatwissenschaftler und Historiker
- Vogt, Werner (1931–2020), österreichischer Buchautor, Historiker und Heimatkundler
- Vogt, Werner (1938–2023), österreichischer Chirurg und Pflegeombudsmann
- Vogt, Wilhelm (1836–1903), württembergischer Oberamtmann
- Vogt, Wilhelm (1854–1938), deutscher Politiker (BDL, WBWB, DNVP), MdR
- Vogt, Wilhelm (1881–1962), deutscher Bibliothekar und Kunst- und Literaturhistoriker
- Vogt, Wilko de (* 1975), niederländischer Fußballspieler
- Vogt, Winfried (* 1935), deutscher Wirtschaftswissenschaftler und Hochschullehrer
- Vogt, Winfried (1945–1989), deutscher Automobil-Berg- und Rundstreckenfahrer
- Vogt, Winold (1942–2017), deutscher Jurist und Bibliothekar
- Vogt, Wolbrand (1698–1774), deutscher Theologe und Bremer Domprediger
- Vogt, Wolfgang (1913–2005), deutscher Politiker (FDP) und Mitglied des Landtages Baden-Württemberg
- Vogt, Wolfgang (1929–2006), deutscher Politiker (CDU), MdB
- Vogt, Wolfgang (* 1942), deutscher Arzt für Laboratoriumsmedizin, Klinischer Chemiker und Hochschullehrer
- Vogt, Wolfgang R. (* 1940), deutscher Soziologe und Friedensforscher

#### Vogt-

##### Vogt-B
- Vogt-Beheim, Carmen (* 1966), deutsche Juristin
- Vogt-Breyer, Carola (* 1966), deutsche Ingenieurin im Fachbereich des Bauingenieurwesens

##### Vogt-D
- Vogt-Deppe, Silke (* 1958), deutsche Politikerin (SPD), MdHB

##### Vogt-G
- Vogt-Göknil, Ulya (1921–2014), türkisch-Schweizer Architekturhistorikerin

##### Vogt-K
- Vogt-Kindle, Jolanda (* 1965), liechtensteinische Skirennläuferin

##### Vogt-L
- Vogt-Lüerssen, Maike (* 1956), deutsche Historikerin und Buchautorin

##### Vogt-R
- Vogt-Roberts, Jordan, US-amerikanischer Regisseur und DrehbuchautorJordan Vogt-Roberts

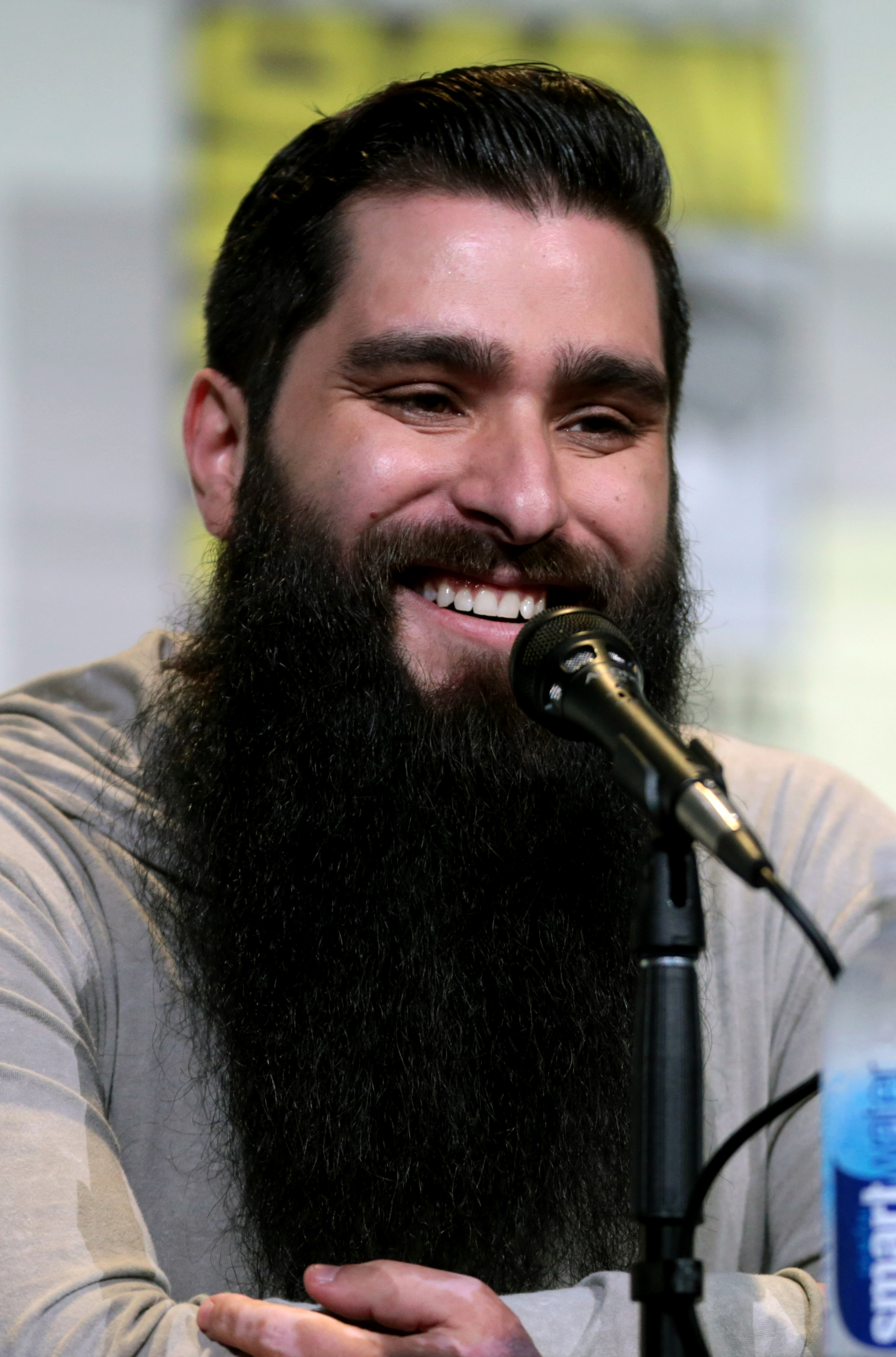
Jordan Vogt-Roberts

##### Vogt-S
- Vogt-Spira, Gregor (* 1956), deutscher Klassischer Philologe
- Vogt-Svendsen, Conrad (1914–1973), norwegischer Seemannspastor

#### Vogte
- Vogtel, Alfons (1952–2022), deutscher Politiker (CDU), MdL
- Vögtel, Karl (1902–1972), deutscher kommunistischer Widerstandskämpfer gegen den Nationalsozialismus
- Vogten und Westerbach, Franz Anton von (1769–1830), preußischer Regierungs- und Landrat
- Vogten, Silke (* 1966), deutsche Autorin und Lyrikerin

#### Vogth
- Vogtherr, Christoph Martin (* 1965), deutscher Kunsthistoriker
- Vogtherr, Ernst (1902–1966), deutscher Politiker (SPD)
- Vogtherr, Ewald (1859–1923), deutscher Politiker (SPD, USPD, DFG), MdR und Staatsminister für Justiz im Freistaat Braunschweig
- Vogtherr, Georg (1487–1539), Stiftsherr und Stiftsprediger in Feuchtwangen
- Vogtherr, Hans-Jürgen (1931–2018), deutscher Historiker
- Vogtherr, Heinrich der Ältere (1490–1556), deutscher Künstler
- Vogtherr, Heinrich der Jüngere (1513–1568), deutscher Maler, Zeichner, Holzschneider und Radierer
- Vogtherr, Johann Albrecht (1811–1887), deutscher Unternehmer, Mundartdichter und Journalist
- Vogtherr, Thomas (* 1955), deutscher Historiker

#### Vogtl
- Vogtle, Alvin W. (1918–1994), US-amerikanischer Industrieller
- Vögtle, Anton (1910–1996), deutscher katholischer Theologe
- Vögtle, Fritz (1939–2017), deutscher Chemiker
- Vogtli, Jillian (* 1973), US-amerikanische Freestyle-Skisportlerin
- Vögtli, Roland (* 1982), Schweizer Liedermacher und Journalist
- Vögtlin, Adolf (1861–1947), Schweizer Lehrer, Schriftsteller und Lyriker
- Vögtlin, Margret, Opfer der Hexenverfolgung in Basel

#### Vogtm
- Vogtmann, Hartmut (* 1942), deutscher Agrarwissenschaftler und Naturschützer
- Vogtmann, Karen (* 1949), US-amerikanische Mathematikerin
- Vogtmann, Michael (* 1952), deutscher Schauspieler und Regisseur

#### Vogts
- Vogts, Berti (* 1946), deutscher Fußballspieler und -trainerBerti Vogts (* 1946)

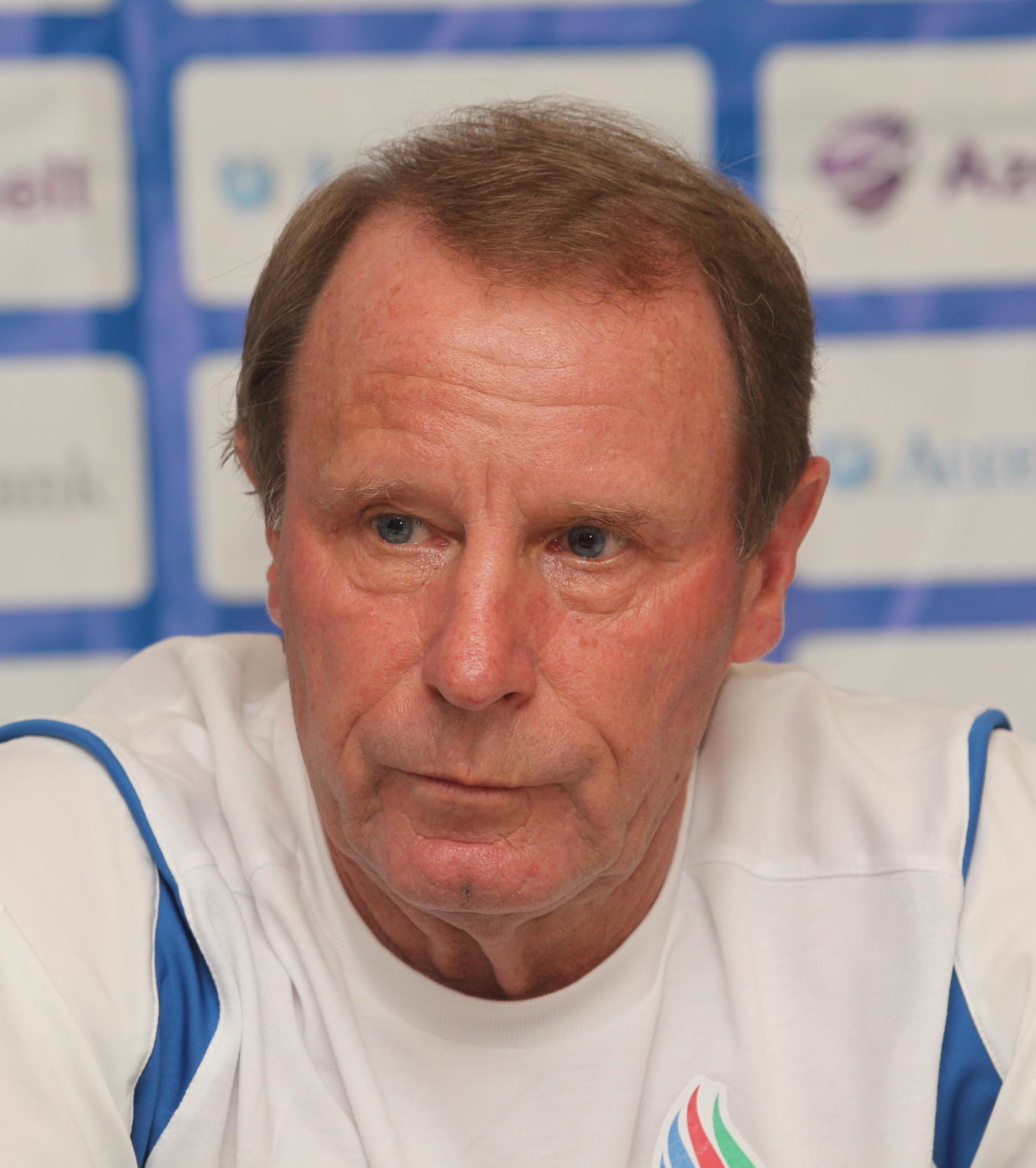
Berti Vogts (* 1946)

- Vogts, Hanns (1900–1976), deutscher Schriftsteller
- Vogts, Hans (1883–1972), deutscher Architekt und Denkmalpfleger, Konservator der Stadt Köln
- Vogts, Richard (1874–1948), deutscher Porträt-, Figuren-, Genre- und Stilllebenmaler der Düsseldorfer Schule
- Vogts-Umbach, Richard (1906–1984), deutscher Finanzbeamter, Kunstsammler und Maler
- Vogtschmidt, Donata (* 1998), deutsche Politikerin (Die Linke), MdB, MdL

### Vogu
- Vogüé, Adalbert de (* 1924), französischer Geistlicher, Benediktinermönch
- Vogüé, Eugène-Melchior de (1848–1910), französischer Literat und Diplomat
- Vogüé, Melchior de (1829–1916), französischer Diplomat und Archäologe
- Vogüé, Robert de (1870–1936), französischer Geschäftsmann, Funktionär, Politiker und Marineoffizier